# Mouvement social contre la réforme des retraites en France de 2023
Pour un article plus général, voir Réforme des retraites en France en 2023.
 (juin 2023).
Les informations dans cet article sont mal organisées, redondantes, ou il existe des sections bien trop longues. Structurez-le ou soumettez des propositions en page de discussion.
Avec le temps, il arrive que le contenu présent dans un article devienne désordonné. Il est souvent nécessaire de réorganiser l'article de fond en comble.
- Il faut tout d’abord répartir le contenu de l'article en plusieurs sections. Les informations doivent ensuite être exposées clairement et le plus synthétiquement possible, regroupées par sujet afin d'éviter les doublons. Quelqu'un cherchant une information précise doit pouvoir la trouver rapidement en lisant la section appropriée.
- À l'intérieur de chaque section, le texte, souvent initialement sous la forme de phrases éparses, doit être regroupé dans des paragraphes de quelques lignes, en assurant un enchaînement logique et une cohérence entre les phrases.
- Lorsque l'article ou l'une de ses sections développe trop longuement un point qui n'est pas dans le cœur du sujet traité, il convient de faire une synthèse et de transférer l'ancien contenu dans des articles plus appropriés (en cas de transfert, il faut impérativement respecter la procédure Aide:Scission).

Si vous pensez que ces points ont été résolus, vous pouvez retirer ce bandeau et améliorer le plan d'un autre article.
Le mouvement social contre la réforme des retraites en France en 2023 mobilise pendant plusieurs mois plus d'un million de personnes protestant contre le relèvement de 62 à 64 ans de l'âge légal de départ à la retraite et à 43 ans de la durée minimum de cotisation. Ces mesures sont portées par le gouvernement d'Élisabeth Borne, sous la présidence d'Emmanuel Macron.
Réunis en intersyndicale nationale en décembre 2022, quelques mois après la réélection d'Emmanuel Macron et plus de deux ans après l'abandon d'un premier projet de réforme, les huit principaux syndicats de salariés lancent un appel à des grèves et manifestations.
Le 19 janvier 2023, la contestation est beaucoup plus forte qu'attendue. Treize autres journées d'action suivent dans quelque 300 villes, le nombre total de manifestants dépassant plusieurs fois les précédents records de 1995 et 2010, selon la police comme selon les syndicats.
Ne parvenant pas à rencontrer le gouvernement, l'intersyndicale appelle en février à une série de blocages intermittents (ports, routes, ponts, péages, ronds-points, raffineries, hypermarchés, plates-formes logistiques), sans perdre le soutien de deux-tiers à trois-quarts des Français.
L'adoption de la réforme, le 16 mars 2023, après un débat raccourci et sans vote du Parlement, via un recours inattendu à l'article 49.3 de la Constitution, relance le débat sur une crise démocratique. Cette initiative est suivie de manifestations quotidiennes improvisées et d'une motion de censure transpartisane, qui est rejetée de justesse.
Le président Macron dénonce de son côté des menées factieuses, sur fond de feux de poubelles et de coupures d'électricité. La politique de maintien de l'ordre — plaçant en garde à vue des centaines de personnes ensuite relaxées et visant plusieurs fois des services d'ordre syndicaux et des cortèges pacifiques en plein jour — suscite l'inquiétude de l'ONU et du Conseil de l'Europe, d'autant que cinq personnes y ont subi des mutilations.

## Contexte de la réforme et mouvements précédents

### Différences et similarités avec les réformes précédentes
Le projet contesté invoque une espérance de vie en hausse, comme d'autres réformes des retraites en Europe et ses sept prédécesseurs des trente années précédentes en France, les réforme Balladur de 1993, réforme Juppé de 1995, réforme Fillon de 2003, réforme Sarkozy de 2007, réforme Woerth de 2010, réforme Touraine de 2013, et réforme Philippe de 2020, qui ont toutes abouti, sauf celle de 1995, abandonnée, celles de 2003 et 2020 ayant été amendées à la suite de la conclusion d’un compromis entre le gouvernement et la CFDT avec, en 2020, l'effacement du report de l'âge légal dans un texte ensuite globalement suspendu, face à une contestation massive et dans le contexte des confinements liés à la pandémie de Covid-19.
Le leader de la CFDT Laurent Berger avait souligné dès le 2 octobre 2022 que le « risque de déséquilibre budgétaire lié au baby-boom » des années 1945-1948 a déjà « été maîtrisé » par toutes les réformes précédentes. Dès la réforme 2010, le ministre du travail Éric Woerth avait fait valoir que l'âge légal, de 65 ans au Royaume-Uni comme aux Pays-Bas, allait y passer à respectivement 68 ans et 67 ans, pour motiver son relèvement en France de 60 à 62 ans. Marisol Touraine, principale oratrice PS, lui avait répondu que les bons critères de comparaison avec les autres pays sont ailleurs : « l'âge de départ sans décote en France est de 65 ans » (il sera ensuite porté à 67 ans) et « l'âge effectif » auquel les salariés quittent le marché du travail y est déjà de 61,5 ans, comme en Espagne et en Allemagne (62 ans). En Allemagne, un salarié pouvait de plus partir avec une retraite complète après 35 annuités de cotisation, contre 41 en France.
Cette durée minimum de cotisation pour avoir une retraite sans décote sera cependant allongée en 2010, puis en 2013 par la réforme Touraine, puis une nouvelle fois par le projet de 2023, la portant progressivement à 43 ans, pour la génération qui partira en 2027 ou après, soit près de 6 ans de plus que la durée minimum de 37,5 années valable jusqu'en 1993, année de la réforme Balladur qui l'avait relevée à 40 années mais en prévoyant une application très étalée dans le temps, l'espérance de vie étant alors en période ascendante.
La France est une « exception » en Europe, car la seule à « fonctionner totalement par répartition ». Partout ailleurs, les sommes gérées par des caisses de retraites privées sont significatives et pèsent, même au Royaume-Uni et aux Pays-Bas, « pour plus de la moitié dans les dépenses totales de retraite », mais ne sont pas comptées dans les « dépenses publiques », d'où un ratio dépenses publiques sur PIB beaucoup moins élevé qu'en France. Pour la même raison, l'impact des décotes est en France très sensible depuis la réforme Balladur de 1993 : le taux de remplacement du salaire a depuis été amputé, peu à peu, par les décotes, sans être complété par une pension privée comme dans les autres pays.
Pour atténuer cette situation française particulière, la réforme Fillon de 2003 a divisé par deux ces décotes, mais sans compenser la très forte augmentation du nombre de personnes qui les subissent : le cumul de ces trois réformes, 2003, 2010 et 2013 a fait passer de 6,8 % à 13,2 %, en seulement 14 ans, la proportion de salariés partant avec une retraite amputée, faute d'avoir cotisé le nombre de trimestres suffisant.

### Les comparaisons internationales difficiles
Tentant une comparaison des âges légaux en Europe, à la suite des propos d'Agnès Buzyn, Le Parisien et d'autres journaux observent alors qu'il est délicat de comparer les âges légaux en Europe,,, en raison de dérogations multiples, très importantes dans d'autres pays, et de durées minimum de cotisation et systèmes de décotes très variables d'un pays à l'autre. Même si l'âge légal n'y est que de 62 ans, la France est le pays où a l'âge pour bénéficier d'un départ à taux plein est le plus élevé (67 ans), devant l’Allemagne (65 ans et 11 mois en 2023, avec une évolution prévue jusqu’à 67 ans en 2030). Dans ce pays, mais aussi en Italie, Espagne et Belgique, l'âge légal de départ est assorti de plus larges possibilités de départ anticipé. En Italie, avoir cumulé 38 années de cotisations suffit pour partir non plus à 67 ans mais à 62 ans.
Côté syndicats, dès octobre 2022, Laurent Berger, pour la CFDT, avait souligné que le « facteur âge n'a plus grand sens ». En mars 2023, Emmanuel Macron montre à la télévision un graphique présentant des écarts importants entre la France et ses voisins sur les âges légaux, alors que ces derniers sont « assez éloignés des âges effectifs de départ dans la réalité »,. Selon Bruno Palier, directeur de recherche CNRS en science politique à Sciences Po (Centre d'études européennes et de politique comparée), il « vaudrait mieux comparer les âges effectifs de départ à la retraite ».

### L'essoufflement des gains d'espérance de vie
Les gains d'espérance de vie sont « rappelés systématiquement » par les promoteurs de la réforme mais critiqués par des experts. Dès 2019, Le Parisien avait précisé qu'en vingt ans, de 1998 à 2018, les femmes ont gagné 2,9 années d'espérance de vie et les hommes 4,7 ans, par l’effet de la disparition d'une génération de gros fumeurs chez les hommes, mais que ce phénomène démographique, qui s'était accéléré dans les années 2000, s'éteint depuis la fin des années 2010. Depuis 2011 émerge le constat parallèle que l'espérance de vie en bonne santé, un indicateur sanitaire démographique recommandé par l'Union européenne, qui a émergé avec la fiabilité statistique des données médicales, notamment à la fin du XXe siècle, avec l'espérance de vie sans incapacité (EVSI) suivie par l'INSEE, ne progresse plus beaucoup. À partir du milieu de la décennie, elle a même stagné en France sur dix ans, à un peu plus de 64 ans pour les femmes, 62 ans et huit mois pour les hommes. D'après Le Monde, en 2016, l’espérance de vie en bonne santé, 64,1 ans chez les femmes et 62,7 chez les hommes, est inférieure à la moyenne en Europe, respectivement 64,2 et 63,5 ans.
Selon une note publiée par France Stratégie, environ 30 % des départs en retraite sur la période 2003-2018 a concerné des personnes qui se trouvaient déjà en inactivité forcée, pour raisons de chômage ou de santé, soit une moyenne de 171 000 personnes chaque année, tendance qui s'est fortement aggravée au cours des dernières années, seulement 53,8 % des 55-64 ans ayant en 2022 un emploi.
Par ailleurs, les gains d'espérance de vie engrangés par la génération du « baby-boom » née entre 1945 et 1948, s'ils jouent encore sur une pyramide des âges large à son sommet jusqu'aux années 2020, selon Laurent Berger (CFDT), ne sont pas les seuls à influer sur le ratio cotisants/retraités, la fécondité jouant également, avec de grands écarts entre pays européens. Plus élevée en France, cette fécondité assure une plus grande sécurité démographique que chez ses voisins, selon François Charpentier, spécialiste des retraites.

### Projet de réforme des retraites de 2020
Le projet de réforme des retraites de 2023 a été précédé par celui de 2020. Face à l'ampleur des manifestations, Emmanuel Macron accorde le 11 janvier 2020 un retrait de l’« âge d’équilibre » de 64 ans, dans l'attente d'une conférence sur l'équilibre et le financement des retraites et d'un éventuel accord entre les partenaires sociaux, ce qui satisfait plusieurs syndicats. Puis il annonce le 16 mars la suspension de la réforme, mettant en avant la prise de mesures de confinement dans le cadre de la pandémie de Covid-19.

### Projet de réforme des retraites en 2023
Lors de l'élection présidentielle française de 2022, le quotidien Les Échos indique début mars l'intention d'Emmanuel Macron de « décaler l'âge légal et le passer 65 ans » en cas de réélection. Le lendemain du 1er tour, le président annonce ne plus exclure un « éventuel référendum » sur la question et se dit finalement prêt à faire évoluer le « rythme » et « les bornes » prévues dans sa réforme, en annonçant que le départ à 65 ans n'est plus « un dogme ».
Le 6 janvier 2023, Élisabeth Borne présente un projet de réforme qui prévoit finalement l'augmentation de l'âge légal, appelé aussi âge minimum pour avoir le droit de prendre sa retraite : il sera progressivement relevé de trois mois par année de naissance à compter du 1er septembre 2023, pour passer de 62 ans à 63 ans et 3 mois d'ici 2027, puis 64 ans d'ici 2030. Les personnes partant à 67 ans bénéficieront toujours automatiquement d'une retraite à taux plein, sans décote, même sans avoir travaillé 43 ans.

### Soutien massif de l'opinion publique
Comparant les leaders syndicaux à des cuisiniers célèbres, la presse et Stéphane Sirot, historien et sociologue des grèves et du syndicalisme, estiment que Philippe Martinez (CGT) et Laurent Berger (CFDT), ont su réunir « tous les bons ingrédients pour que la mayonnaise » du soutien de l'opinion publique prenne, en plus de l'appui de cent artistes qui deviennent 300 en mars. Sophie Binet succède fin mars à Philippe Martinez, en conservant l'unité avec Laurent Berger.

#### Trois quarts des Français dès janvier
Avec « près des trois quarts des Français hostiles au projet », le soutien massif de l'opinion publique au mouvement, avant même la première manifestation du 19 janvier, apparait comme la base à son succès prolongé, selon de très nombreux observateurs. Dès le 11 janvier, 59 % des Français soutiennent le mouvement selon un sondage Elabe pour BFM TV, proportion qui passe à 66 % puis 72 % lors des deux éditions hebdomadaires suivantes du même sondage, le gouvernement perdant même « de surcroît le soutien des retraités », un « constat cinglant pour Emmanuel Macron et Élisabeth Borne ».
Cette proportion se retrouve dans les autres instituts de sondages et se maintient deux mois après, malgré les gênes causées par les grèves et les nombreux blocages. Un sondage Cluster17 pour Le Point montre le 19 mars 74 % des Français favorables à la motion de censure qui ferait tomber le gouvernement et son projet.
Un sondage Harris Interactive pour le magazine économique Challenges, montre par ailleurs que les représentants syndicaux sont jugés largement plus crédibles que les politiques, économistes et journalistes sur les questions de retraite, seuls 21 % des Français estimant que le président de la République « comprend bien leurs préoccupations ».
Le mécontentement touche toutes les catégories d'actifs: un sondage IFOP spécifiquement consacré à un millier de dirigeants de très petites entreprises (TPE) a indiqué que 62 % n'étaient pas favorables à la réforme et que seulement 10 % la soutiennent fortement.

#### Soutien fin février au blocage du pays, puis à un nouveau durcissement fin mars
Non seulement le mouvement est soutenu par trois-quarts des Français mais 67 % estiment même le blocage de l'économie justifié, indique un sondage IFOP pour le JDD le 22 février peu après que l’intersyndicale nationale ait annoncé sa volonté « de bloquer le pays ».
Un mois plus tard, 62 % de Français considèrent même que ce mouvement doit encore se durcir, selon un sondage de l'IFOP le 23 mars, jour des plus importantes manifestations, une semaine après l'adoption du texte sans vote par le déclenchement du 49.3. Ce souhait de voir le mouvement encore « se durcir » est partagée par 68 % du total de moins de 35 ans, 74 % des Français classés dans les « catégories pauvres ».

#### Soutien financier

##### Caisses de grève syndicales
Les sommes collectées ont dépassé celles des précédent mouvements pour les retraites, car des centaines de caisses de grève proposées en ligne et recensées sur une carte interactive, ont fleuri depuis janvier. Parmi elles, deux créées par la CGT cumulent 2,7 millions d'euros de dons, avec un afflux de dons, 150 000 euros par jour, dans les jours suivant l'interview d'Emmanuel Macron à France en mars.
Certains syndicats allouent une partie de leurs cotisations aux caisses de grève. La plus importante est la Caisse nationale d'action syndicale (CNDS) créée en 1973 par la CFDT, qui a accumulé un trésor de guerre de 141 millions d'euros.

##### Caisses de grève des professions indépendantes
Plusieurs boulangers du Nord ont rejoint la caisse de grève des professions indépendantes créée en 2016 et relancée pour des grévistes, syndiqués ou non.
Près de 160 artistes ont rejoint la caisse de grève lancée par un créateur « d'influence anarchiste libertaire » de Cahors, financé par la vente d'œuvres sur Instagram avec le hashtag #soutiendesartistesauxgrévistes, accompagné d'une sorte de manifeste, vendu grâce au paiement en ligne. La recette d'un concert qui a réuni le 8 avril une cinquantaine de rappeurs a été versée à la caisse de grève nationale. Corinne Masiero a animé à Lille un cabaret, en soutien aussi à la caisse de grève. Des artistes estiment qu'ils ne seront « jamais à la retraite », car « pour obtenir un trimestre » de cotisations comptabilisés, il faut parfois travailler quatre années.

## Déroulement du mouvement

### Décembre, les syndicats préparent le mouvement

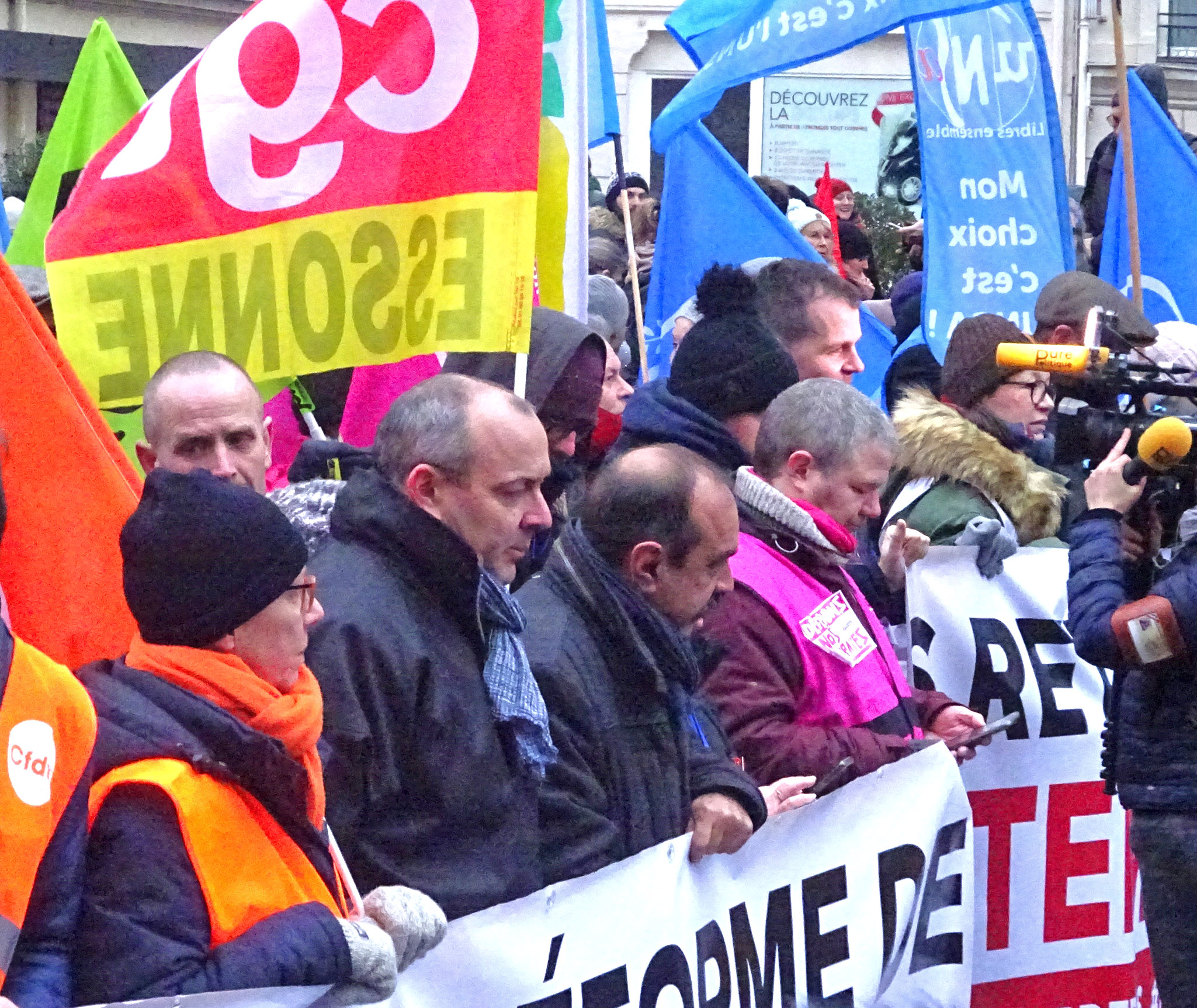
Tête de cortège de la manifestation intersyndicale à Paris, le 19 janvier 2023. Au centre, Laurent Berger (CFDT) et Philippe Martinez (CGT).

Le 4 décembre 2022, les huit premiers syndicats forment une intersyndicale nationale, qui va coordonner leurs services d'ordre et préparer une riposte : Emmanuel Macron vient de déclarer sur TF1 que « travailler plus longtemps » était « le seul levier » pour faire face aux « besoins de financement massifs » qui, selon lui mettent « le système par répartition en danger ». La présentation du projet gouvernemental est alors prévue pour le 15 décembre. Un peu avant Noël, le gouvernement fait savoir que ce sera finalement le 10 janvier. L'appel à la grève est lancé pour le 19 janvier.

### Janvier 2023

#### Négociations avec LR avant de présenter la loi
Avant l'examen à l'Assemblée, Élisabeth Borne a négocié le soutien des présidents deux groupes LR, Olivier Marleix à l'Assemblée et Bruno Retailleau au Sénat, en accédant à leur demande pour que l'âge minimum de départ soit relevé à 64 ans, comme voté chaque année par le Sénat à majorité de droite, plutôt que les 65 ans proposés par Emmanuel Macron lors de la présidentielle 2022.

#### Hésitations à recourir à la procédure accélérée
Le 18 janvier, alors que les Renseignements généraux anticipent une première mobilisation plus forte que prévu, le gouvernement fait savoir qu'il pourrait utiliser la procédure accélérée de l'article 47.1 de la Constitution, qui réduit à 20 jours l'examen par l'Assemblée nationale, dont une semaine en commission, où aucun amendement peut être voté, en invoquant le risque d'une « guérilla parlementaire » des députés LFI.
Ceux-ci « n'ont pas encore décidé s'ils déposeraient des milliers d'amendements, compte tenu du temps contraint » lui répond le député LFI Alexis Corbière pour qui « ceux qui bloquent, c’est le gouvernement », en choisissant le 47.1. L'Assemblée nationale n’aura probablement « même pas le temps de voter le texte », même en cas d'obstruction « très modérée », avertit immédiatement le constitutionnaliste Benjamin Morel dans une tribune libre au quotidien Le Monde, craignant que cette procédure ne devienne « la norme des futures réformes sociales » avec un « risque démocratique ». Le Canard Enchaîné confie, lui, que le président du Conseil constitutionnel Laurent Fabius a discrètement signalé sa vigilance, sur les risques de retoquage partiel ou total de la loi avec cette procédure. Les constitutionnalistes se montrent « partagés », les uns évoquant un « détournement de procédure », les autres un outil « ambigu » même s'il est constitutionnel.
Dans la majorité présidentielle, une source d'information explique à l'AFP que recourir au « 47-1 » est une opération « assez habile pour éviter un 49.3 ». Selon la juriste Chloë Geynet-Dussauze, le gouvernement « utilise cette tactique » pour « renvoyer à l'opposition le blocage » anticipé, tout en disant qu'« laisse le temps de la délibération ». Une « astuce » qui « fait hurler les oppositions et tiquer certains constitutionnalistes », selon l'AFP, qui observe cependant qu'au plan constitutionnel, « le choix de passer par un budget rectificatif de la Sécu » pourrait « se retourner contre » le gouvernement. Mécontent lui aussi, Xavier Bertrand (LR) dénonce un gouvernement qui « d'une certaine façon, a prévu son coup » car il « va se servir de l'obstruction » parlementaire, en terme médiatique, pour justifier que « le texte ne fasse certainement pas l'objet d'un vote », empêchant de se prononcer les députés LR minoritaires, qui comme lui veulent plus d'aménagement pour les carrières longues.

#### Manifestations du 19 janvier
Les secteurs de l'énergie et des transports sont très mobilisés le 19 janvier 2023, pour la première journée de manifestations, qui se révèle selon le ministère de l'Intérieur, la plus forte mobilisation de ces trente dernières années, avec 1,12 million de manifestants dans environ 200 villes de France, deux millions selon les syndicats.
La journée réunit au moins 26 000 personnes à Marseille, 16 000 à Bordeaux selon la police (140 000 à Marseille et 60 000 à Bordeaux selon l'intersyndicale). À Lyon (entre 23 000 et 38 000), un groupe d'anarchistes abîme un véhicule de la police municipale, hors du parcours de la manifestation, déclenchant 18 arrestations.
Mobilisant proportionnellement moins qu'en Province, Paris réunit 80 000 manifestants selon la police et 400 000 selon la CGT, avec peu d'échauffourées. Cependant, un photographe espagnol est le lendemain amputé d'un testicule et son avocate Lucie Simon annonce qu'il porte plainte. La presse publie photos et vidéos le montrant matraqué à terre, sur le parcours syndical, au milieu de manifestants à visages découverts, alors qu'il brandissait son appareil photo, à la suite d'une charge de police sur le boulevard,.

#### Recours à la procédure accélérée
Après le succès de la première journée de manifestations, le gouvernement confirme le premier recours, depuis qu'il a été institué en 1996, à l'article 47-1 de la Constitution, procédure d'urgence qui permet de « jouer la montre » en réduisant à 14 jours le temps laissé à l’Assemblée nationale pour amender le texte,.
Les syndicats dénoncent ce recours, pour une réforme de long terme, censée engager le pays jusqu'en 2030, travestie en « loi rectificative de financement de la Sécurité sociale », alors que la Constitution ne le prévoit qu'en cas d'« événements imprévus ». Laurent Berger (CFDT), qui veut que l'article 7 soit discuté, critique également le dépôt massif d'amendements par « certains députés, notamment de LFI, qui ont considéré que l’obstruction, contre l’avis de toutes les organisations syndicales, était plus bénéfique ». Philippe Martinez (CGT), exprime publiquement le même souhait et craint même que LFI, par ces amendements, ne veuille faire « passer les organisations syndicales au second plan ».
En Commission, la Nupes dépose deux tiers des amendements, la plupart « se concentrant sur cet article 7. Leur total va culminer à 19 000, assez pour empêcher la discussion sur cet article 7, compte tenu des délais.

#### Manifestations du 31 janvier
Après une première surprise le 19 janvier, la mobilisation monte encore 31 janvier 2023 avec 1,27 million de manifestants selon le ministère de l'Intérieur, et 2,5 à 2,8 millions de manifestants selon les syndicats,.
Le cortège parisien a rassemblé 87 000 personnes selon la préfecture et 500 000 selon ses organisateurs,, sans trop de heurts avec la police, malgré une trentaine d'arrestations à la suite de violences,. Entre 40 000 et 205 000 manifestants se sont réunis à Marseille.
L'intersyndicale nationale appelle à deux nouvelles journées d'action, le mardi 7 et le samedi 11 février pour les personnes ne pouvant faire grève, pour tenir compte d'un taux de grévistes moins élevé que le 19 janvier dans l'Éducation nationale et à la SNCF.

Manifestations dans plusieurs villes de France en janvier
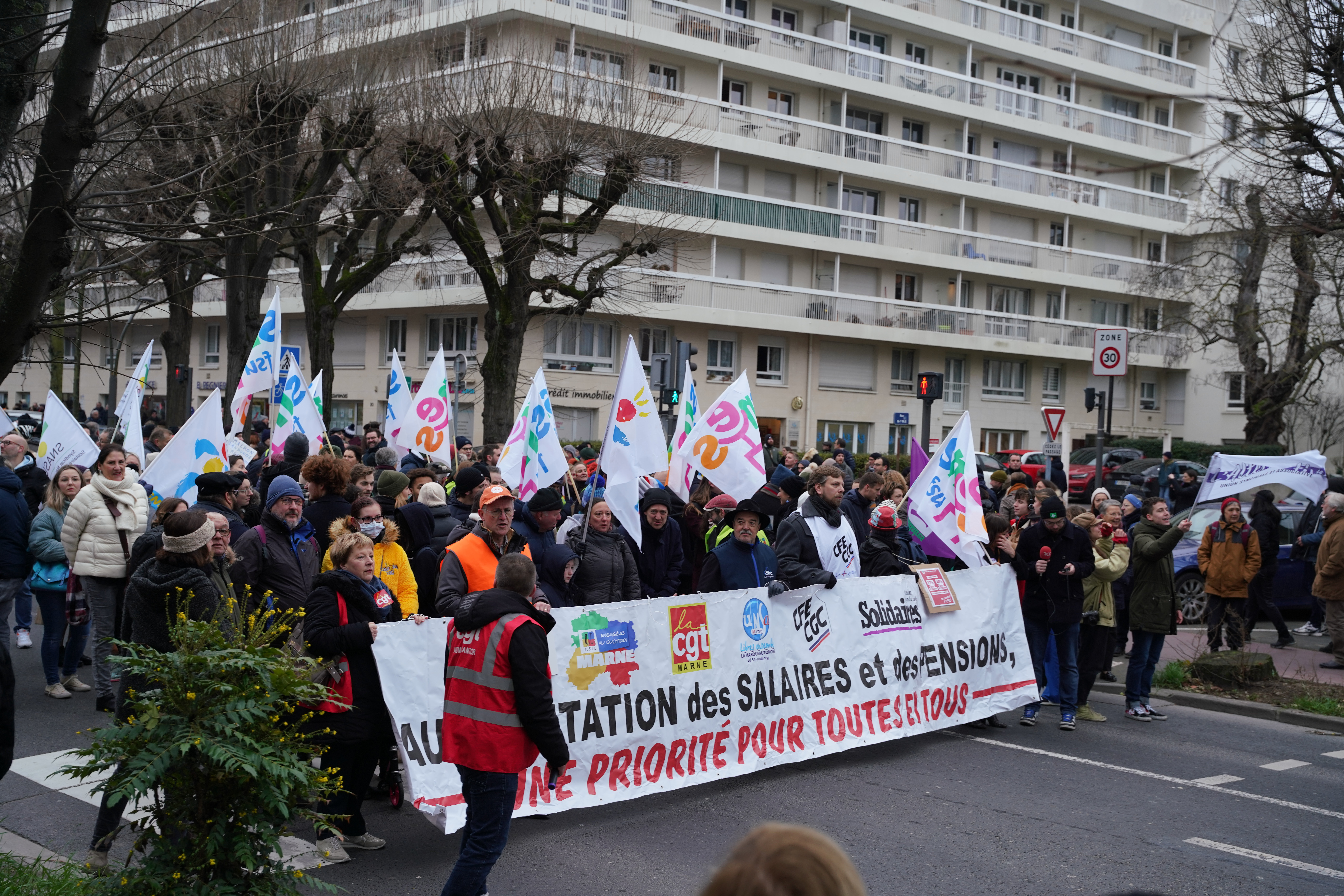
Manifestation du 19 janvier 2023 à Reims (Marne).
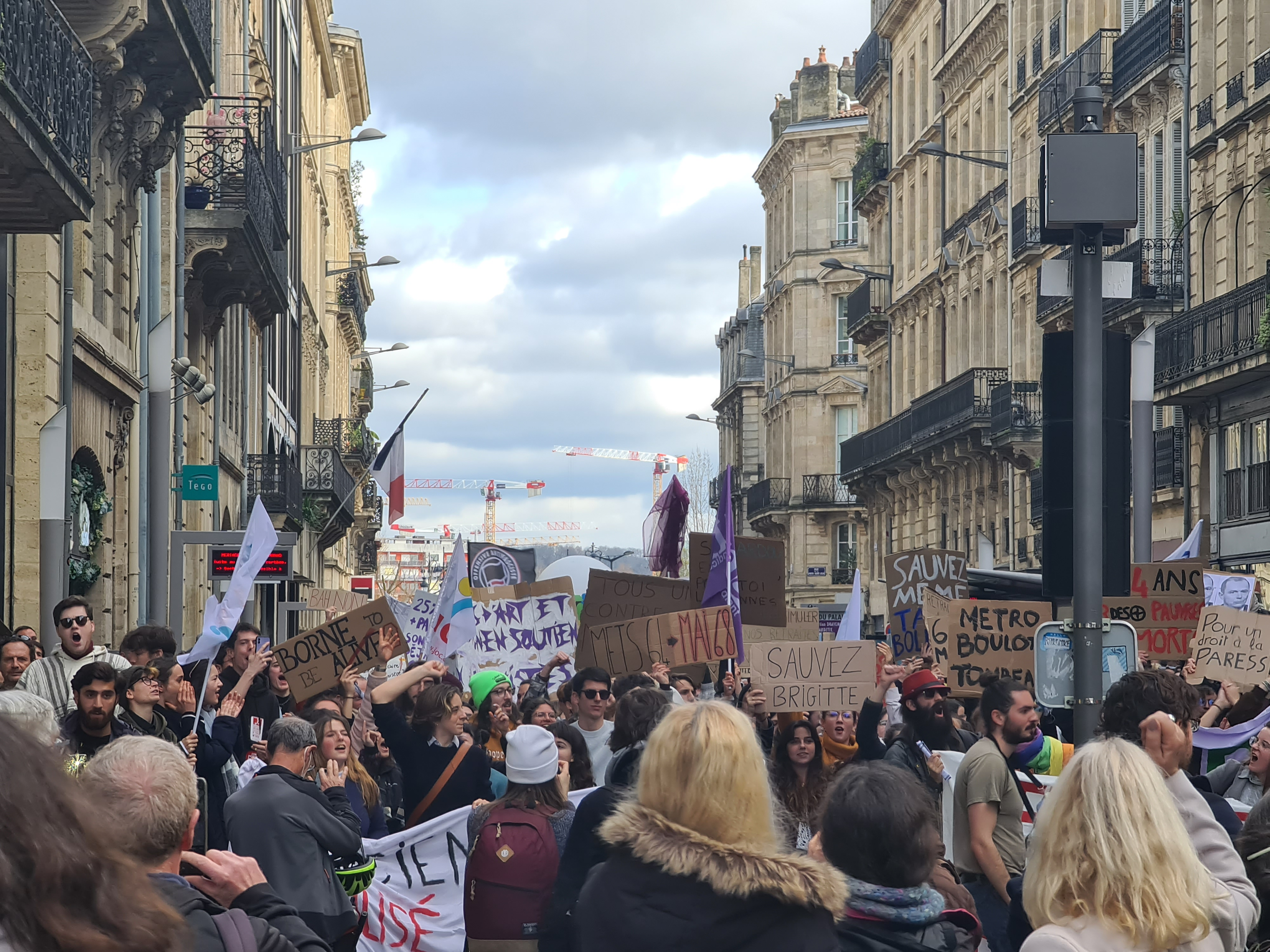
Manifestation du 31 janvier 2023 à Bordeaux (Gironde).
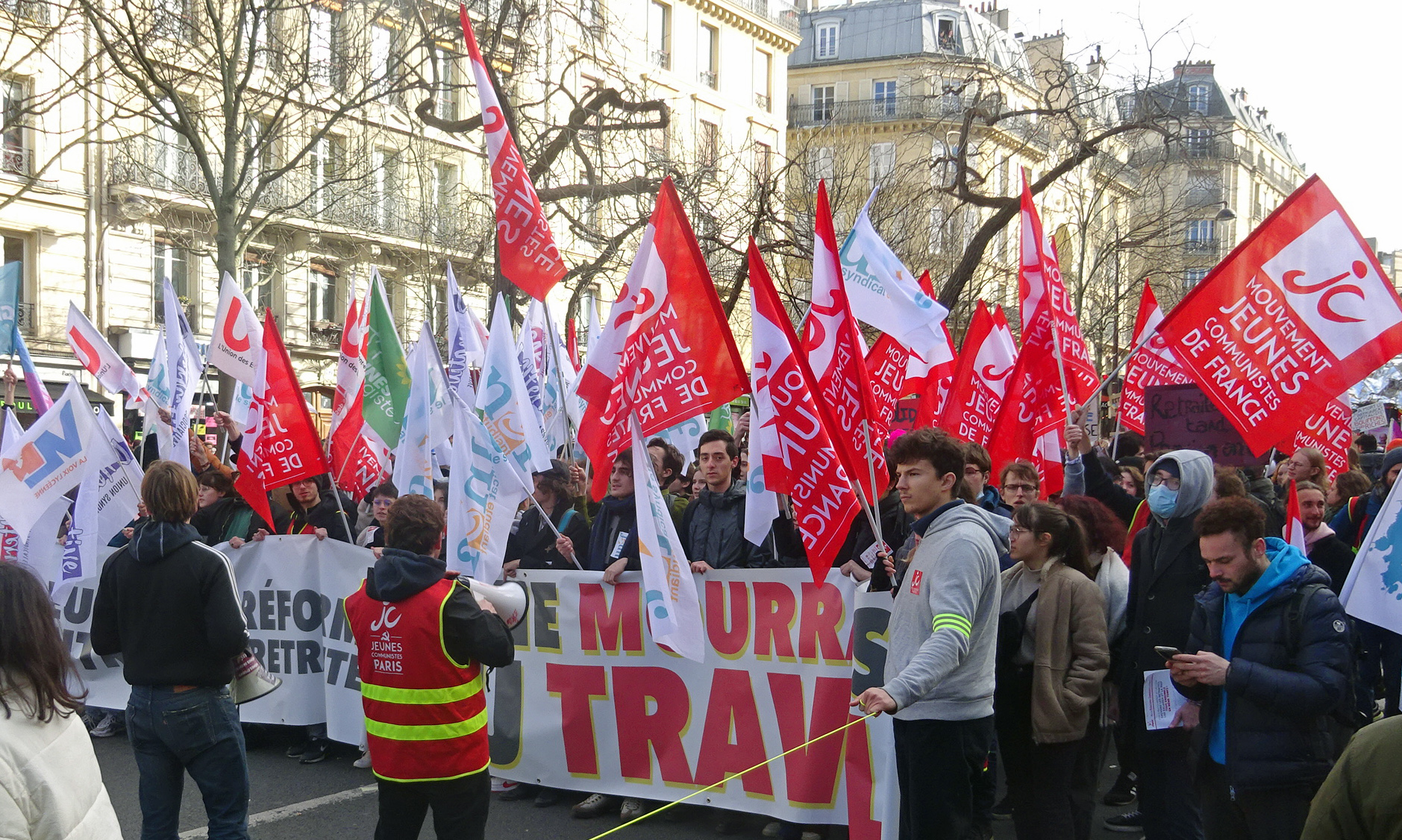
Manifestation du 31 janvier 2023 à Paris.
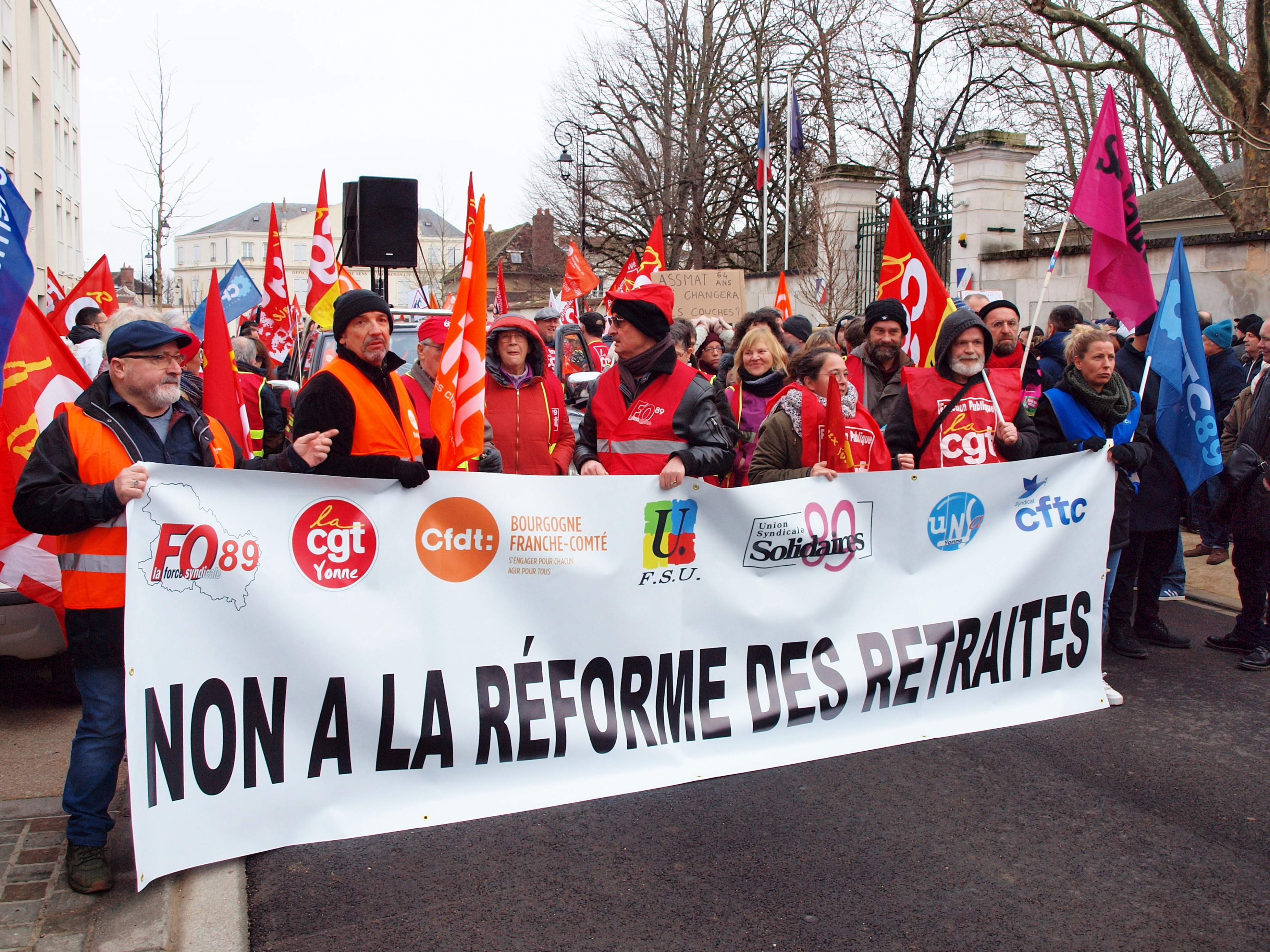
Manifestation du 31 janvier 2023 à Sens (Yonne).

### Février 2023

#### Les demandes de référendum refusées à l'Assemblée le 6 février
Le 6 février, premier jour des débats dans l'hémicycle de l'Assemblée, le discours du ministre présentant la réforme doit être « retardée », plusieurs groupes d'opposition demandant leur propre projet de référendum, refusées par Yaël Braun-Pivet, après qu'elle a accepté seulement celle du Rassemblement national, gagnante d'un tirage au sort,.

#### Manifestations des 7 et 11 février
Après une mobilisation record le 31 janvier, afin de permettre aux personnes ne pouvant faire grève en semaine de venir manifester, les deux journées suivantes se succèdent dans la même semaine, le mercredi et le samedi. La première réunit 757 000 personnes en France, selon la police, deux millions, selon la CGT, chiffres respectivement en baisse de 29 % et 39 % sur la précédente, qui avait vu le ministère de l'Intérieur, critiqué pour ses chiffres sur Paris. Six personnes sur sept avaient manifesté en Province, selon les chiffres des syndicats, proportion encore plus importante selon le Ministère de l'Intérieur (95 %) malgré le poids de l'Île-de-France dans la population nationale (19 %). Le cabinet Occurrence, filiale de l'institut de sondage IFOP, qui réalise son comptage pour plusieurs médias, avait même été vivement critiqué pour son chiffre (55 000) bien inférieur à celui de la police (87 000) et des syndicats (500 000).
La journée suivante, organisée pour la première fois un samedi, voit au contraire un rebondissement : 2,5 millions soit +25 % selon la CGT et 963 000 personnes selon le ministère de l’intérieur (+28 %). Au soir de ce succès, l'intersyndicale RATP appelle à une grève reconductible à partir du 7 mars. Le « regain de mobilisation » a mis en confiance les syndicats, qui au cours de cette journée menacent de mettre la France « à l'arrêt ».

#### Polémique sur le retrait d'amendements
Des députés socialistes estiment que le gouvernement est sûr d'avoir la majorité sur l'article 7, avec le vote des députés Les Républicains, qui ont obtenu que l'âge légal ne soit pas relevé à 65 ans mais à 64 ans lors des négociations de janvier et se concentrent sur l'obtention d'exceptions pour les carrières longues, et d'une « revalorisation des petites pensions », après avoir prouvé qu'ils ne sont pas « béquille du gouvernement », 38 sur 61 d'entre eux votant contre l'article 2 créant un « index seniors ». De son côté, le député RN Kévin Mauvieux dit son « espoir » d'un vote du même type sur l'article 7. Les députés LFI craignent eux que le gouvernement n'obtienne une majorité sur l'article 7, et décourage un mouvement social qui a pris de l'ampleur, avec le succès des manifestations du 31 janvier. Plusieurs médias souligneront en particulier le 9 mars lors du vote unanime par Les Républicains de l'article 7 au Sénat, qu'il donne « une légitimité parlementaire à cette réforme », susceptible de décourager grèves et manifestations.
S'ensuit une polémique sur l'obstruction parlementaire même si l'utilisation de l'article 44.3 de la Constitution, dit « vote bloqué », appelé aussi « petit frère du 49-3 », permet de la balayer en n'examinant que les amendements proposés ou acceptés par le gouvernement, même ceux adoptés à l'unanimité. Le 13 février 2023, « quatre ministres chargés de la communication du gouvernement sur le dossier » sont « montés au créneau dans les matinales radio et télé » pour dénoncer les 15 000 amendements restant à discuter. Trois jours après, le nombre d'amendements a déjà chuté de 78 %, passant à 4 000.
Les députés NUPES ont entre-temps adapté « leur stratégie parlementaire » au discours des syndicats, par le retrait de milliers d'amendements. Manuel Bompard (LFI) dit vouloir « compléter » l'actions des « gens qui vont manifester et faire grève », selon Damien Maudet (LFI).

#### Manifestations du 16 février
Le 16 février, pendant les vacances scolaires, le nombre de manifestants est le plus faible depuis le 19 janvier, 1,3 million selon la CGT, trois fois moins selon le ministère de l'Intérieur. Les syndicats fixent la nouvelle journée de mobilisation générale deux semaines plus tard, le 7 mars 2023, après les vacances.
Ils menacent de « mettre la France à l'arrêt » si le gouvernement maintient le projet de réforme des retraites.

Photos de différentes manifestations dans plusieurs villes de France en février
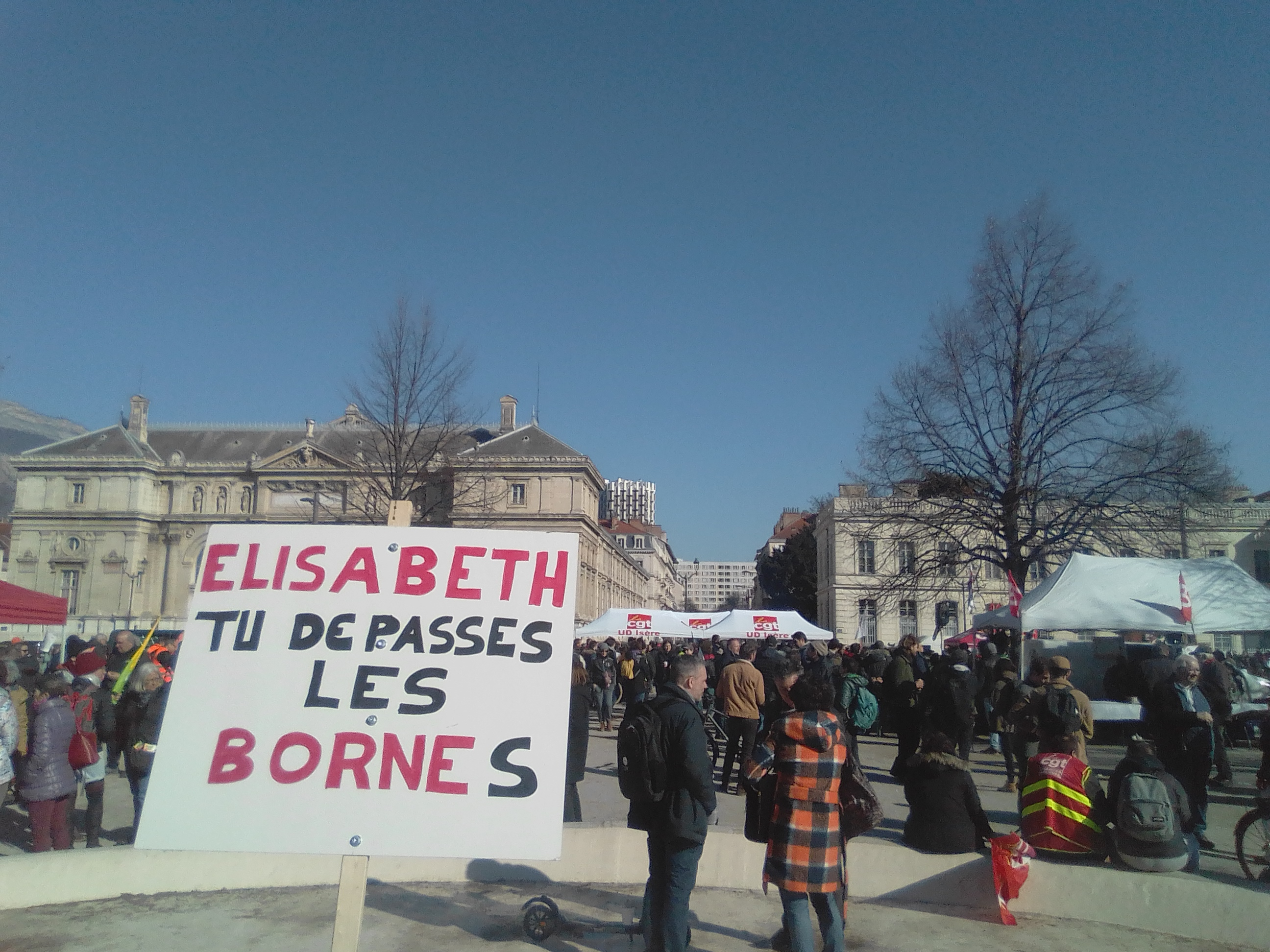
Manifestation du 7 février 2023 à Grenoble.
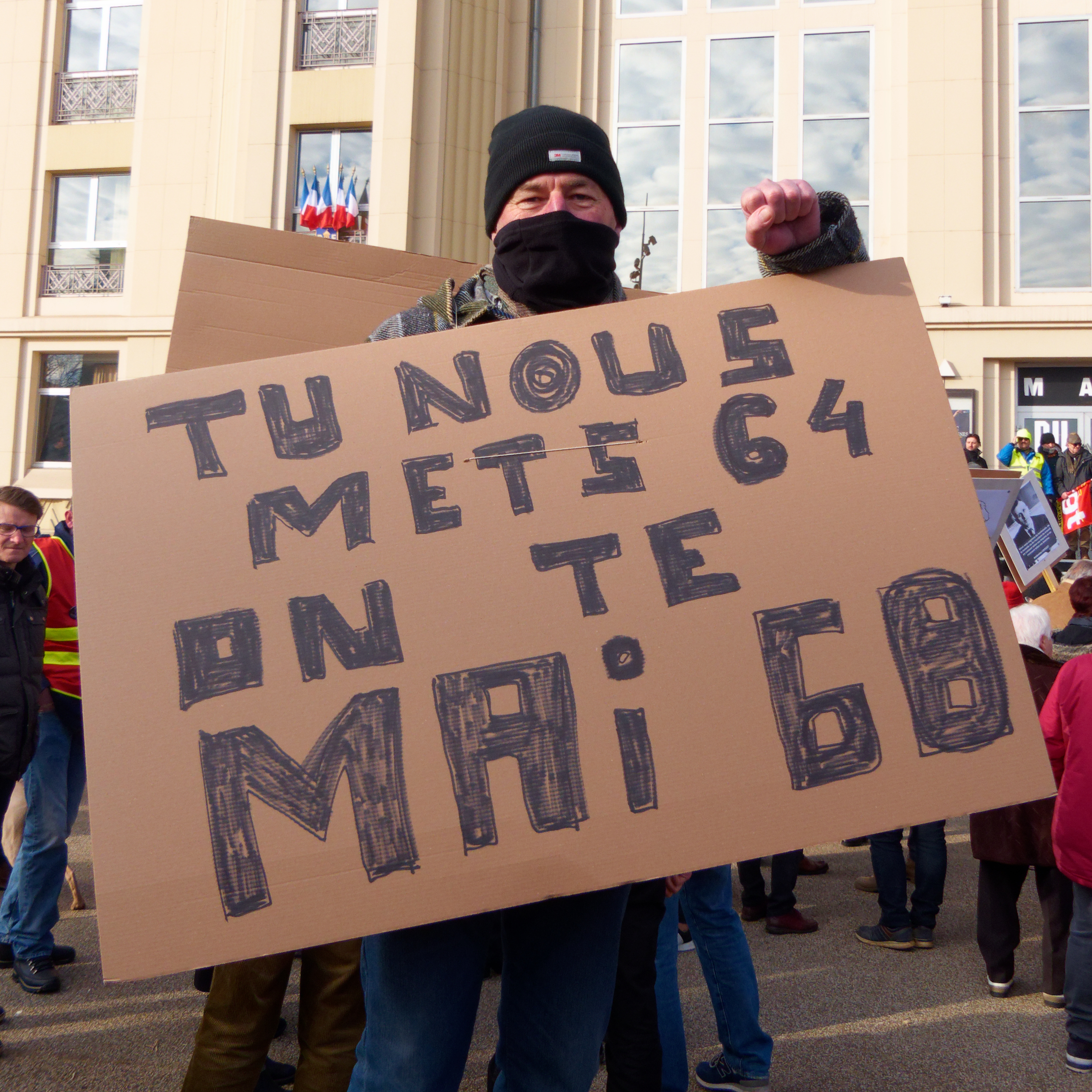
Manifestant le 11 février 2023 à Belfort.
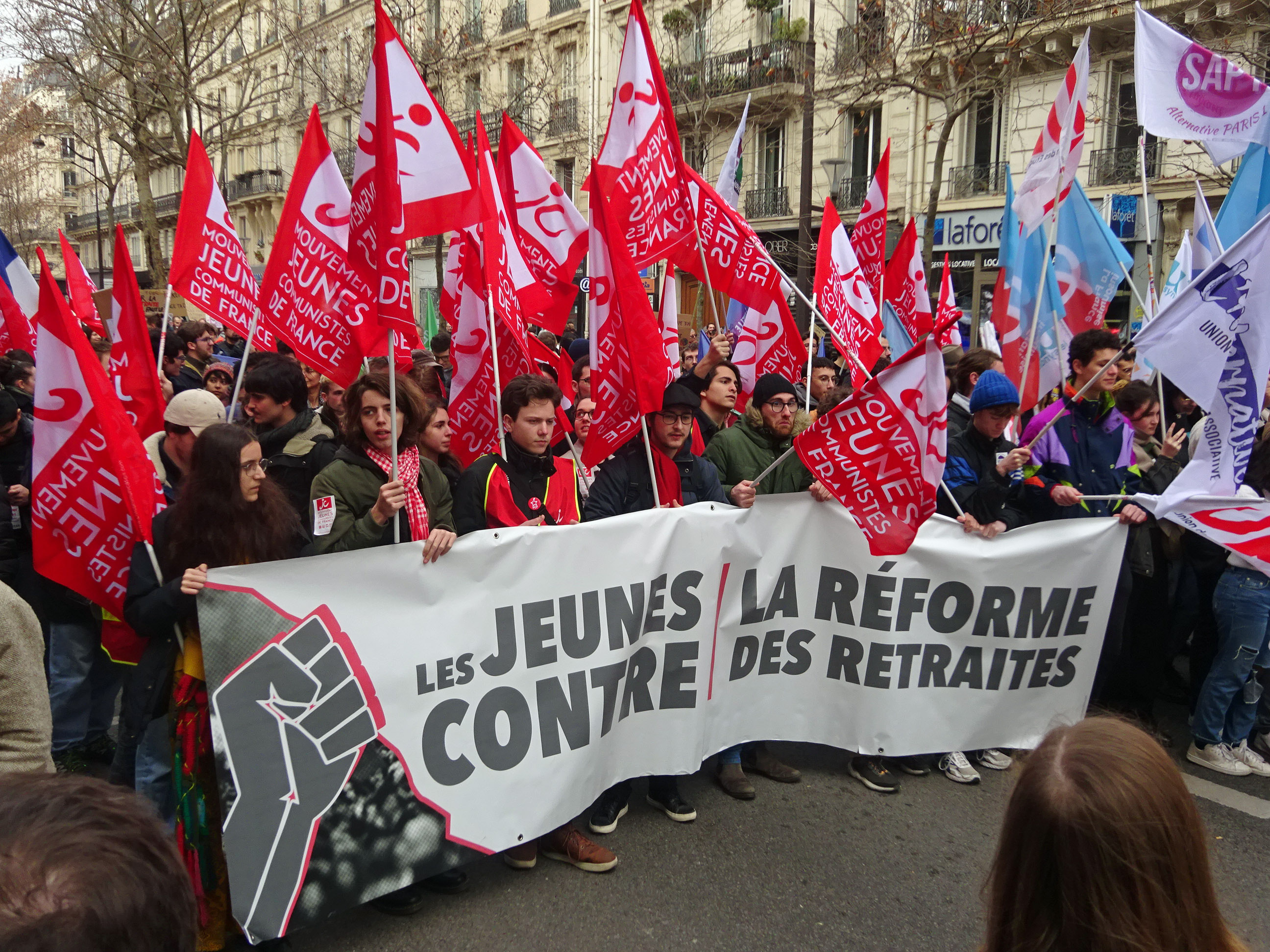
Manifestation du 11 février 2023 à Paris.
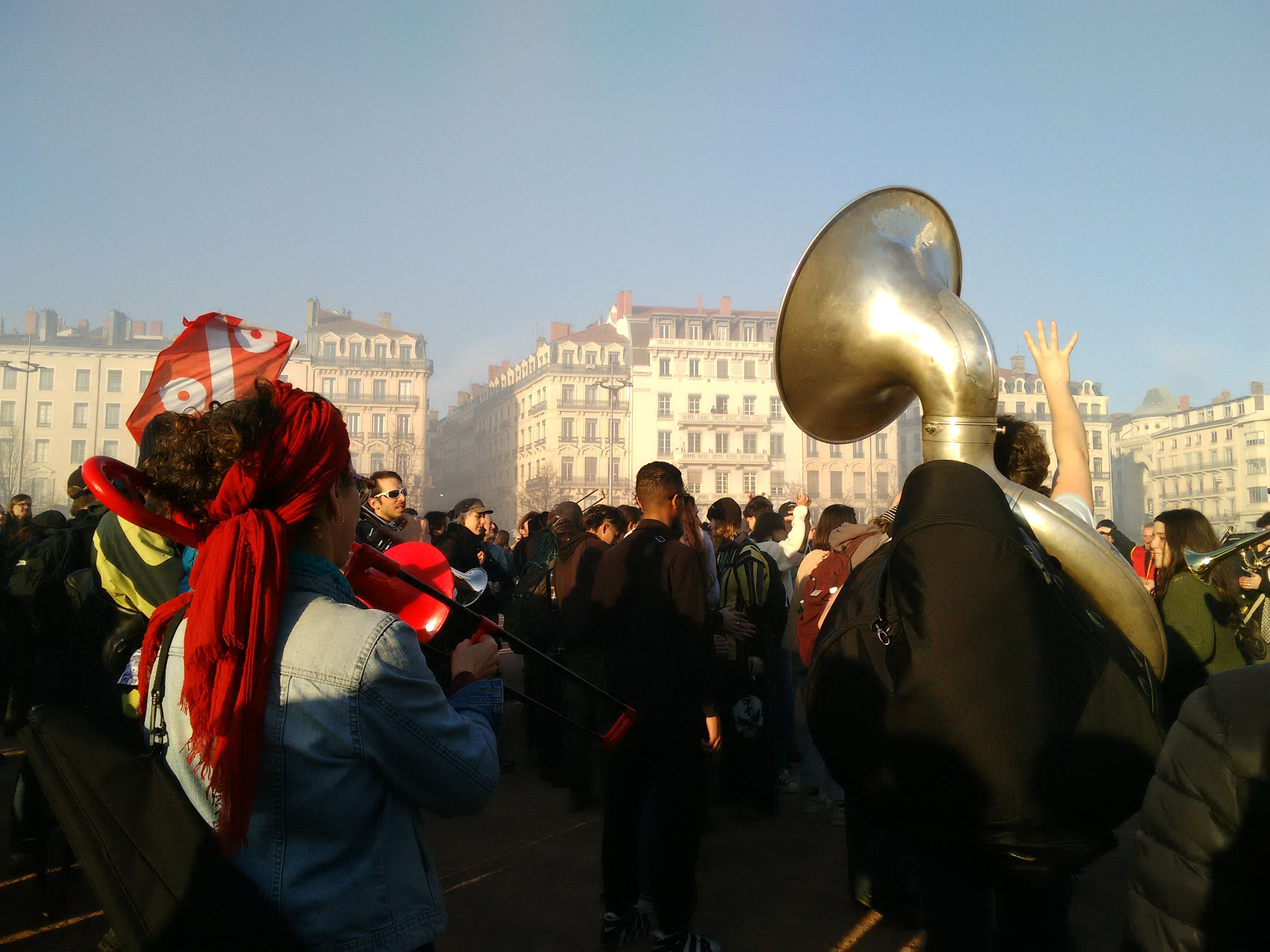
Manifestation du 16 février à Lyon.

### Mars 2023
Début mars, la contestation s'intensifie en particulier dans l'Hérault et le département voisin des Bouches-du-Rhône, des syndicalistes affirmant que le gouvernement veut « supprimer le système par répartition pour mettre en place la capitalisation », après que le sénateur local Stéphane Le Rudulier ait proposé un amendement pour introduire une dose de capitalisation dans le système des retraites,, soutenu par 30 de ses collègues puis adopté par le Sénat. Stéphane Le Rudulier a également proposé de limiter le droit de grève dans les raffineries et les transports de produits pétroliers.
La ville de Chambéry porte plainte après une série d'actes de vandalisme attribués à l'extrême-droite et visant des partis politiques de gauche, des entreprises et des organismes publics, dans la nuit du 5 au 6 mars. La Maison des syndicats est vandalisée et taguée. Trois véhicules, dont deux siglés FO, garés devant le bâtiment et contenant du matériel pour la manifestation du 7 mars, sont incendiés.

#### Journées des 7 et 8 mars
Le 7 mars 2023 voit un nouveau record du nombre de manifestants, à travers 250 à 300 villes, selon les deux sources : près de 3,5 millions selon la CGT, dépassant légèrement le record de 2010 et 1,28 million selon la police, dépassant également le record de 2010.
Les taux de grévistes sont partout plus élevés que les tous les autres jours précédents.
Le collectif les Inverti·e·s revendiquent « le plus gros pink bloc de l’histoire française » regroupant plusieurs milliers de personnes dans le cortège Parisien.
À Saint-Étienne, un militant CGT de 51 ans décède après une chute du haut d'une statue en bronze.
Dès le lendemain, à l'occasion de la journée internationale des droits des femmes, de nouvelles actions contre le projet de réforme ont lieu.

#### Le 9 mars, mobilisation des lycéens et étudiants
Une « journée de mobilisation et d'action de la jeunesse contre la réforme des retraites » est lancée pour le 9 mars, sous l'égide de l'Union nationale des étudiants de France (UNEF), avec l'organisation d'une manifestation et d'un rassemblement à Paris dans l'après-midi, en présence d'autres organisations de la jeunesse. Les revendications portaient contre la réforme des retraites mais également contre la précarité, la plateforme Parcoursup et le système actuel des bourses d'études,. La faculté des sciences humaines et arts de Poitiers est bloquée. Toutefois si l'intersyndicale est à l'origine de nombreux blocages, l'Action française bloque elle aussi le campus le 3 avril.
S'y joignent des universités habituellement peu contestataires comme Assas, ou Dauphine, après une assemblée générale de 200 étudiants, tandis qu'à Toulouse, une autre en réunit un millier.

#### L'intersyndicale écrit à Macron le 10 mars
S'estimant snobée par le gouvernement, l'intersyndicale écrit le 10 mars à Emmanuel Macron pour demander à le rencontrer. La lettre a aussi été signée par les trois syndicats étudiants ayant le plus d'élus, la FAGE, l'UNEF et L'Alternative. Son refus immédiat est motivé par le souhait de ne « pas court-circuiter le travail parlementaire ».

#### Manifestations du 11 mars et vote de la loi au Sénat

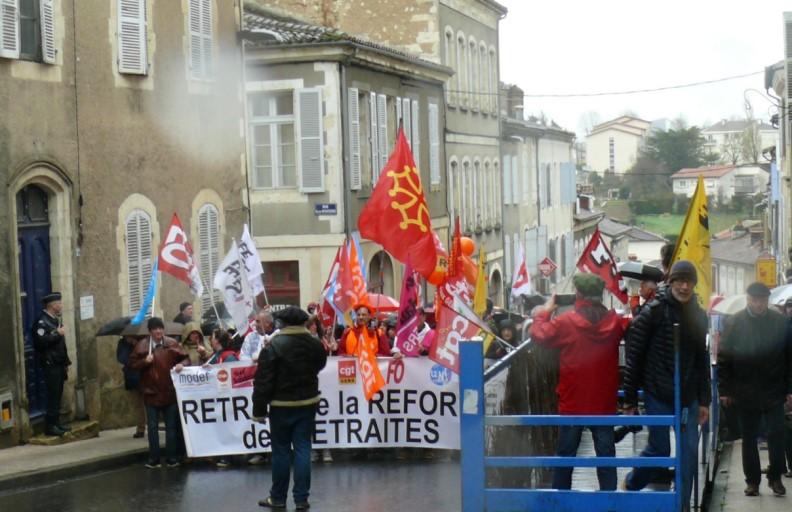
Auch (Occitanie), 11 mars 2023

Emmanuel Macron fait savoir son refus de rencontrer l'intersyndicale nationale, la renvoyant au ministre du Travail Olivier Dussopt, qui a déclenché la veille de la manifestation l'article 44.2 de la Constitution, dit du « vote bloqué », permettant de s'opposer à l'examen d'amendements, à l'Assemblée ou au Sénat. Le gouvernement ne l'utilise pas à l'Assemblée, où l'examen est terminé depuis le 17 février, mais au Sénat, permettant son adoption la veille des mobilisations du 11 mars, en repli sur celles des 7 et 8 mars.
Sans succès, l'intersyndicale nationale en appelle à nouveau au président de la République pour qu'il consulte le pays via un référendum.

#### Manifestations du 15 mars et commission mixte Sénat-Assemblée
L'intersyndicale nationale a appelé le mercredi 15 mars à une nouvelle journée de grève et de mobilisation contre la réforme des retraites, alors que les sept députés et sept sénateurs de la commission mixte paritaire (CMP) recherchent un compromis entre l'Assemblée nationale et le Sénat sur le projet de loi. La veille des manifestations, Yaël Braun-Pivet, présidente de l'Assemblée nationale, refuse la demande du président du groupe PS Boris Vallaud de retransmettre à la télévision ses débats, au motif que « la publicité des travaux » est « assurée » par des rapports imprimés sous l'autorité des présidents des deux assemblées.
Dès le matin de la journée de manifestations, plusieurs dépôts de bus sont bloqués en région et la grève perdure dans collecte des ordures ou encore les infrastructures portuaires.

Images de la manifestation du 15 mars 2023 à Paris et à Montauban, en Occitanie
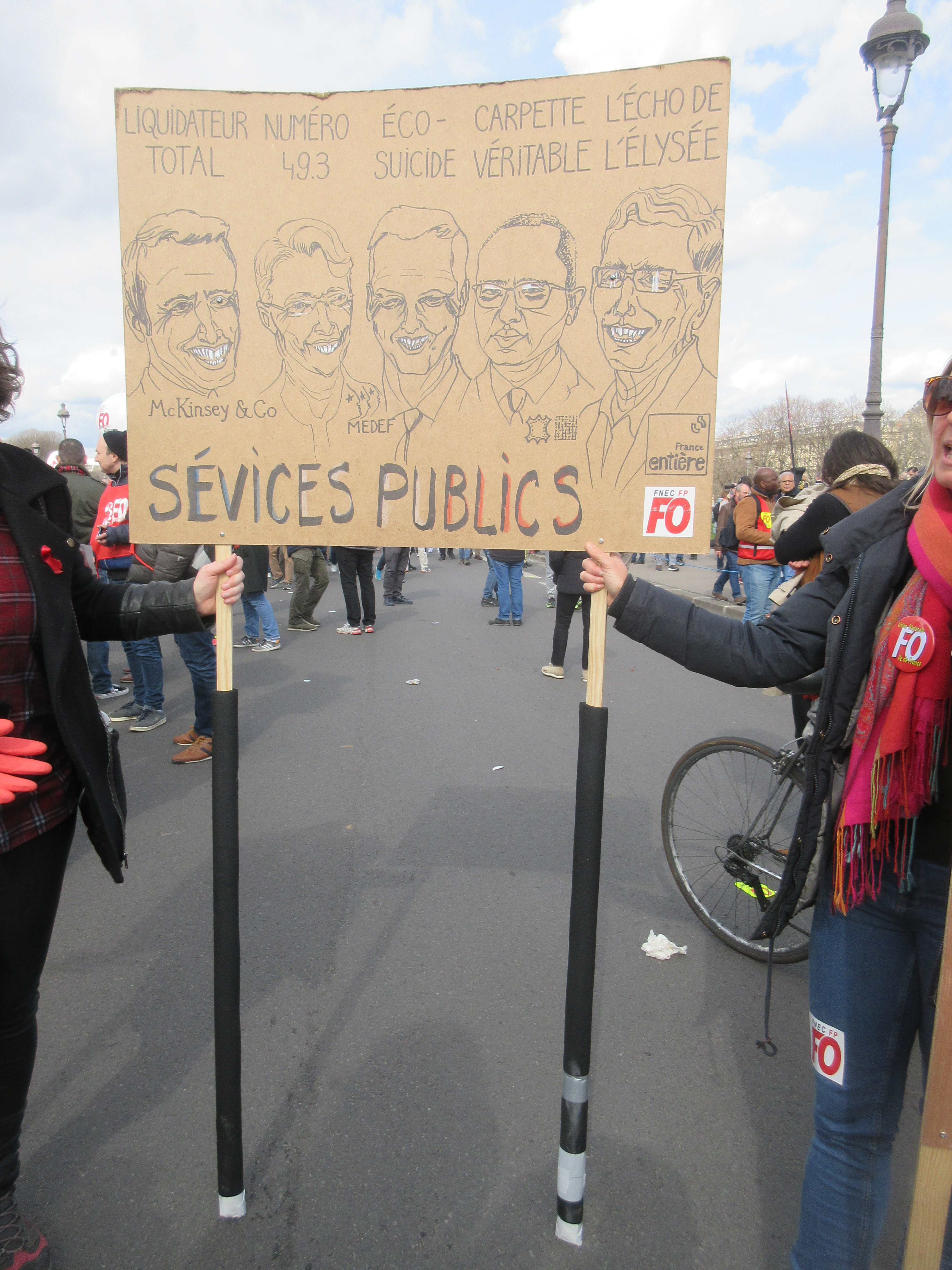
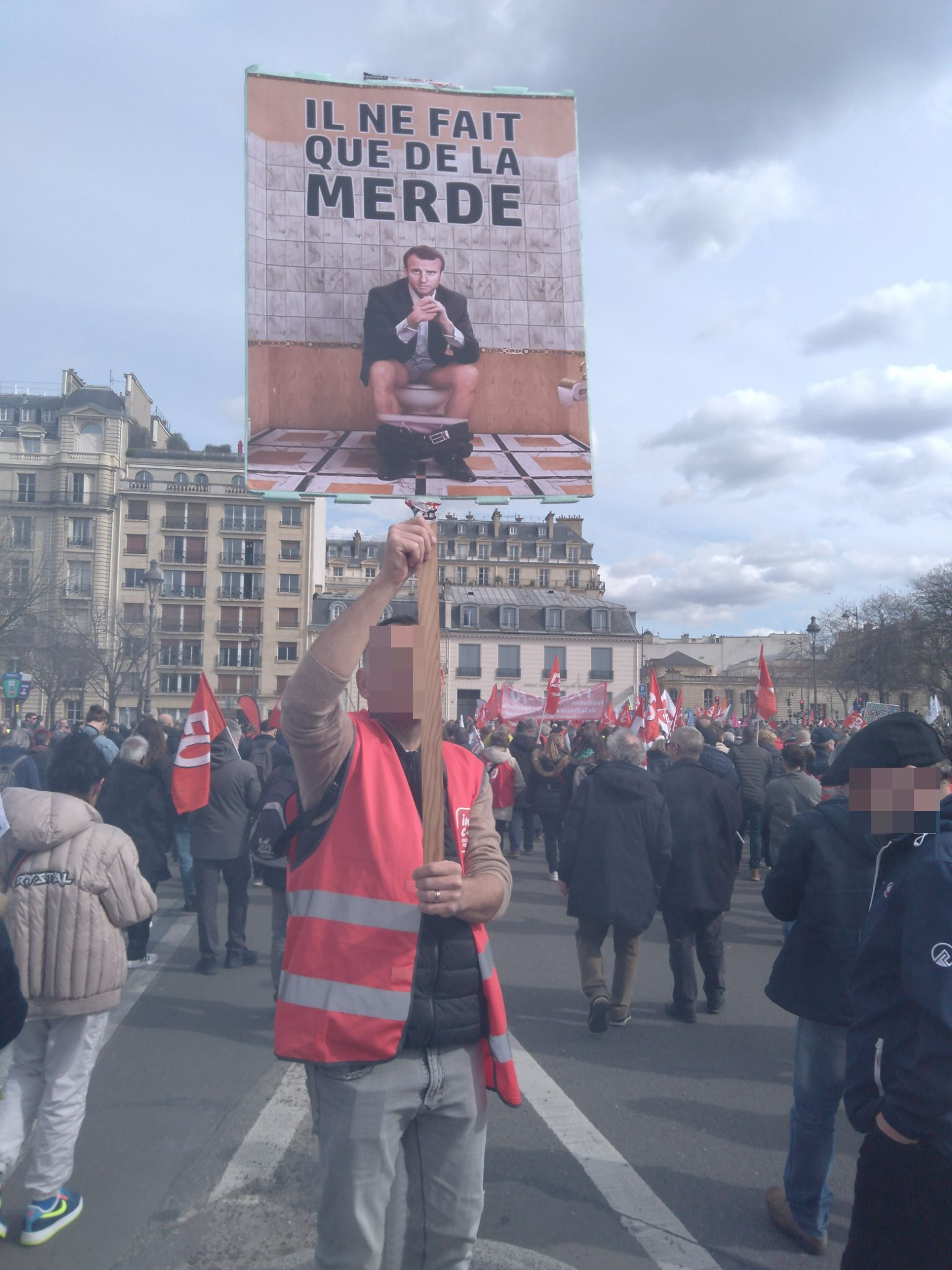
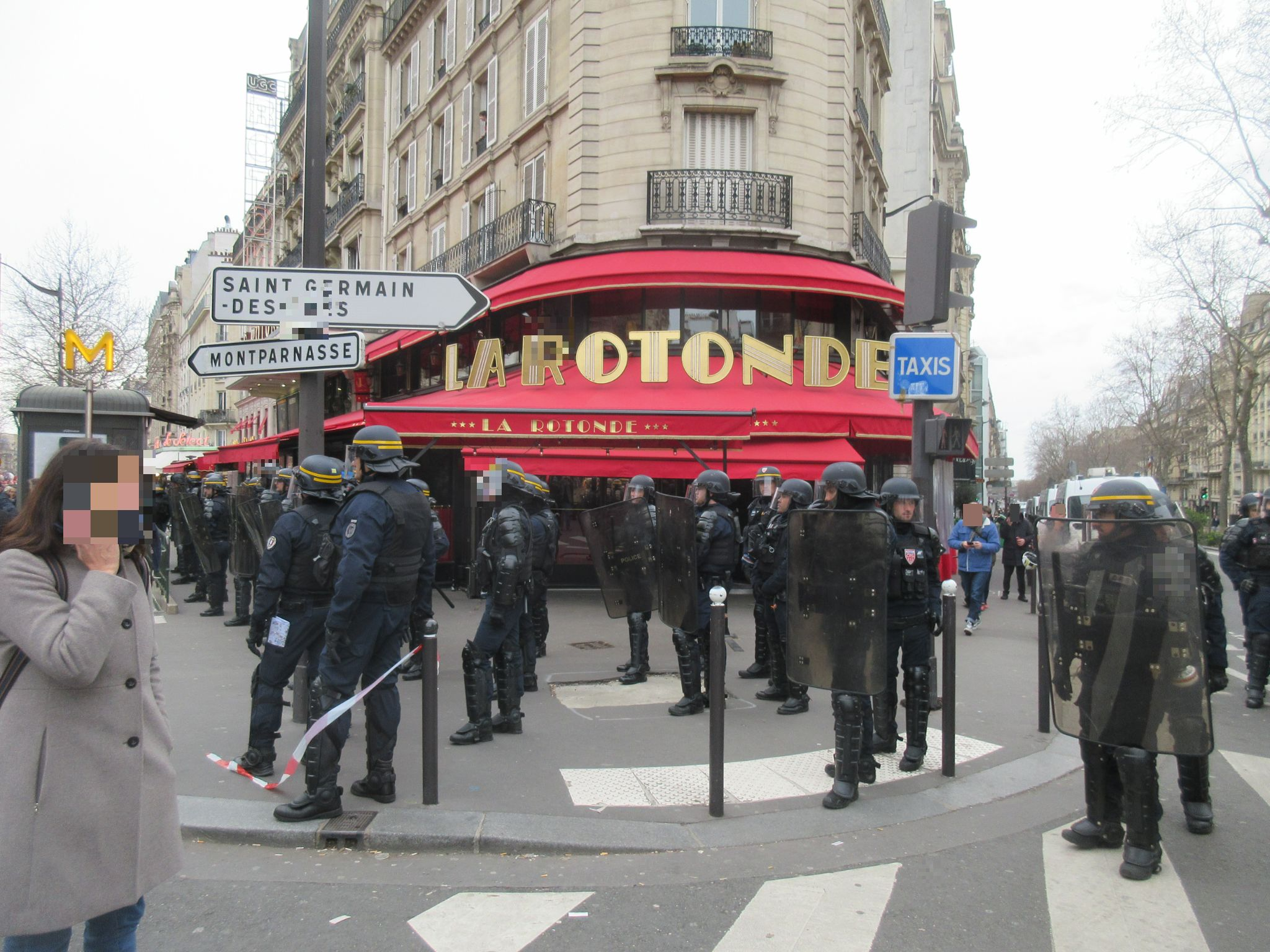
La brasserie La Rotonde, protégée par les CRS.
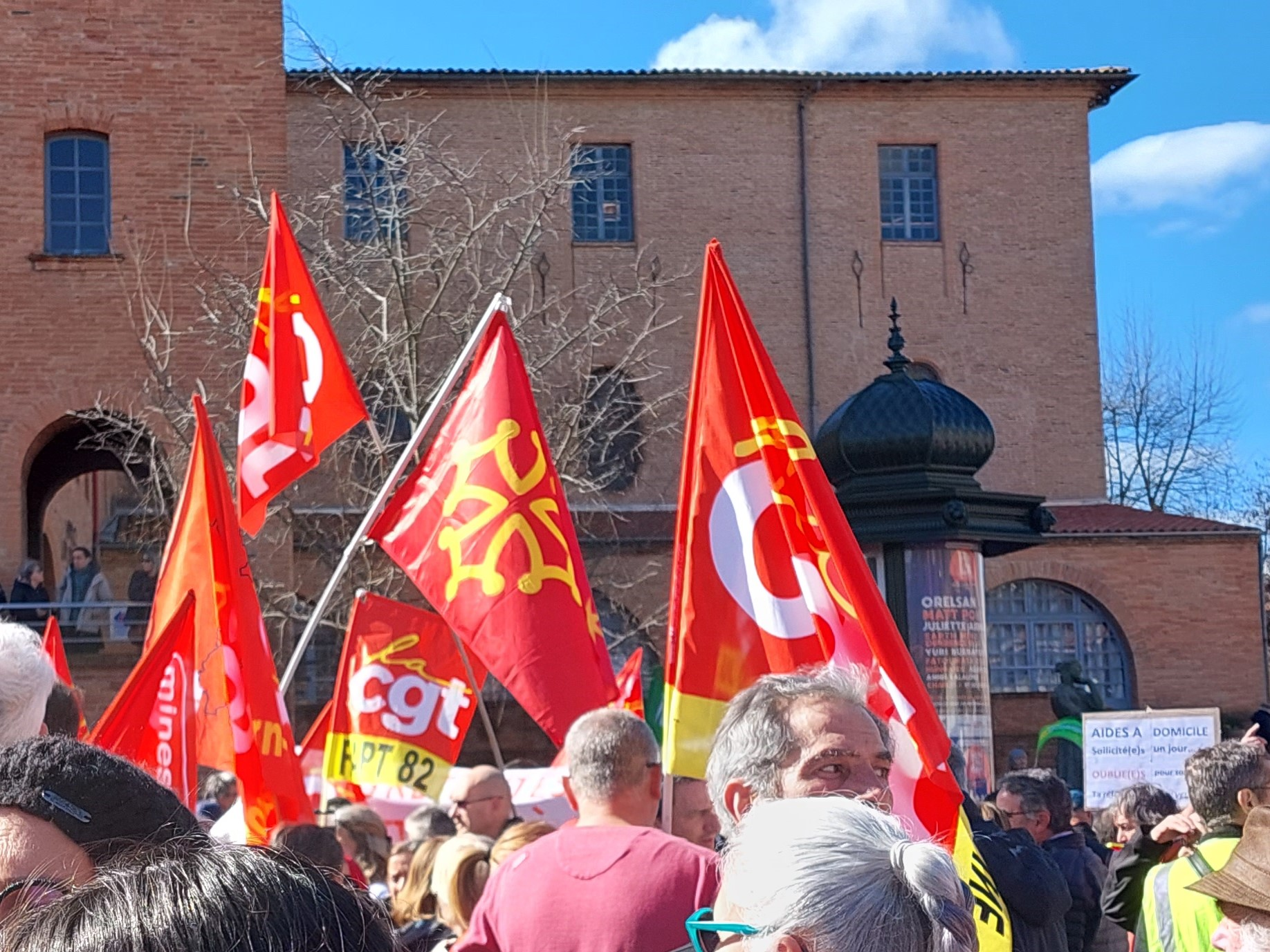
Montauban (Tarn-et-Garonne).

#### Le 16 mars, les réactions à l'annonce-surprise de l'article 49 alinéa 3
La Première ministre Élisabeth Borne ne veut pas du recours à l'article 49.3, Laurent Berger (CFDT) écarte ce scénario hautement improbable, Aurore Bergé (Renaissance) se dit « persuadée que si l'on va au vote, la loi aura la majorité » et Emmanuel Macron assure encore qu'il n'en veut pas non plus, le 16 mars.
Il fait cependant savoir par un responsable de la majorité qu'il prendra sa « décision en fin de matinée », sur fond d'informations selon lesquelles une partie plus importante que prévu des députés du groupe Les Républicains pourraient ne finalement pas voter la loi et ainsi se rallier à l'ex-numéro deux du parti Aurélien Pradié, destitué en février. Dans la matinée, cependant, Bruno Retailleau, président du groupe LR au Sénat, vante « un bon accord » en commission mixte paritaire.
Les leaders des syndicats sont devant l'Assemblée nationale pour inciter les parlementaires à ne pas voter le projet de loi. Une manifestation étudiante parcourt alors Paris jusqu'à la place de la Concorde. Une autre manifestation, spontanée, s'est réunie place du Président-Edouard Herriot, juste aux pieds du Palais Bourbon pour suivre les événements en direct. Peu avant 15 h, la presse annonce que le gouvernement a décidé d'utiliser l'article 49.3 et que la Première ministre est en route pour l'Assemblée nationale. Pour se justifier, Emmanuel Macron invoque des « risques financiers trop grands » mais un sondage Harris Interactive montre dans la soirée que 82 % des Français y voient « une mauvaise chose ». Au moment où Élisabeth Borne annonce officiellement dans l'hémicycle, sous les huées des bancs de la gauche, sa volonté de se dispenser du vote de l'Assemblée, les députés de la NUPES chantent La Marseillaise et montrent presque tous un panneau avec marqué « 64 ans, c'est non » dessus. Des manifestations spontanées ont lieu à Paris et dans d'autres villes de France pour protester contre la décision du gouvernement,, dont les photographies seront reprises en première page de nombreux grands quotidiens étrangers : The New York Times, The Guardian, ou encore The Daily Telegraph. À Paris, le rassemblement présent place du Président-Edouard-Herriot, aux pieds de l'Assemblée nationale, « part en sauvage » à 17h00 et traverse spontanément les rues de Paris, puis le pont des Arts, interrompant la circulation, pour rejoindre le cortège étudiant arrivant place de la Concorde,. L'accès à la place par le quai des Tuileries, bloqué par un cordon de CRS, est forcé par les manifestants dont certains chassent les forces de l'ordre en leur jetant des poubelles. Les députés de la NUPES se rendent ensuite sur la place où sont présents des syndicats, des étudiants et des représentants de plus petites formations politiques comme Anasse Kazib ou Olivier Besancenot.

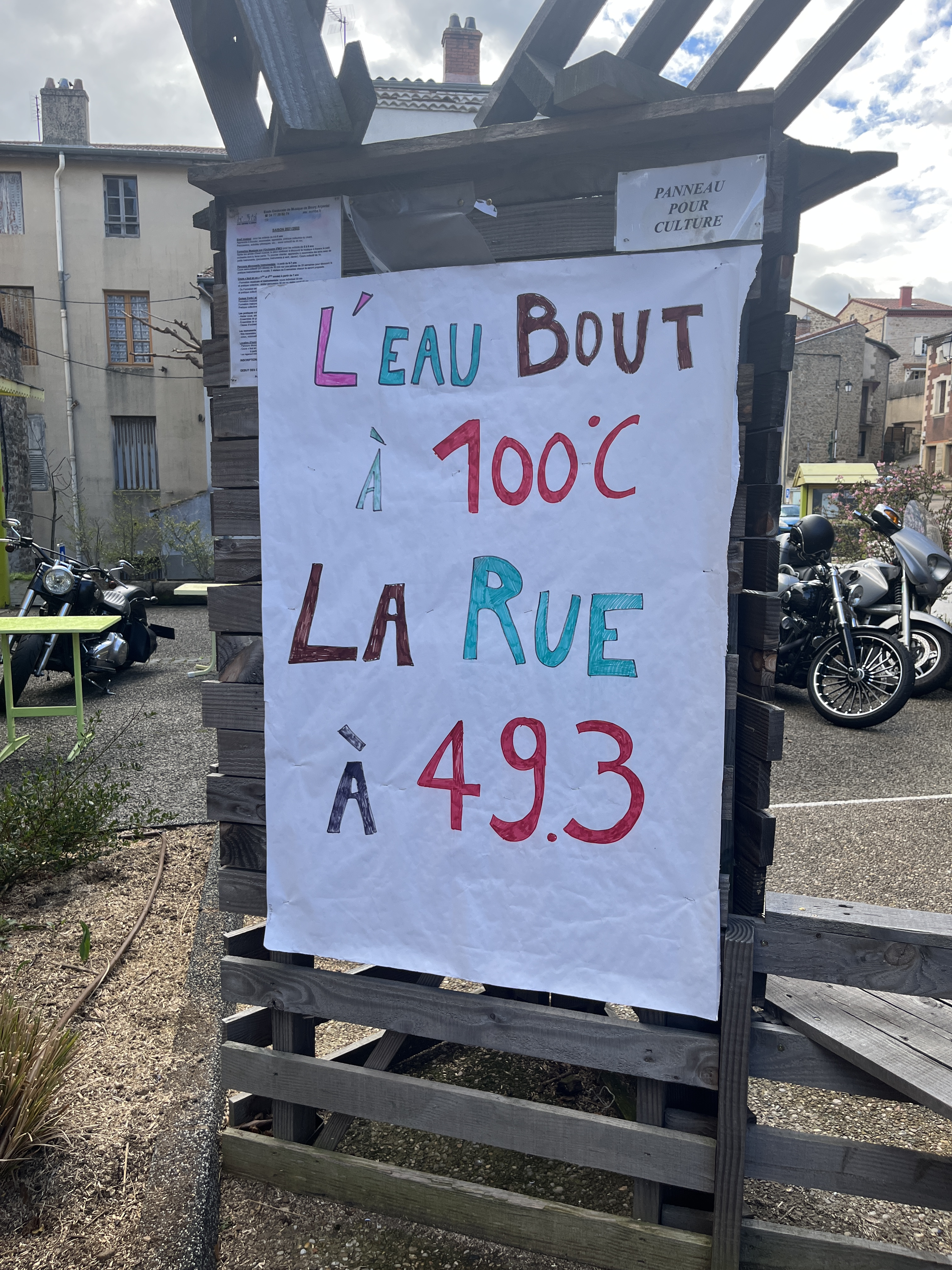
Affiche placardée à Saint-Julien-Molin-Molette (Loire) exprimant la colère des opposants à la réforme provoquée par l'utilisation de l'article 49.3.

De son côté, le groupe LIOT annonce qu'il déposera une motion de censure transpartisane. Éric Ciotti assure que le groupe LR ne votera « aucune motion de censure » mais Aurélien Pradié déclare ne plus n'exclure de le faire. L'intersyndicale nationale appelle à une journée de mobilisation le jeudi 23 mars. Le lendemain, 1 500 manifestants défilent à Strasbourg.
Sur la place de la Concorde, des milliers de personnes ont manifesté (les chiffres sont contestés entre 2 000 et 7 000 manifestants,,,). France 24 a rapporté qu'il s'agissait d'un « rassemblement spontané et non planifié », mais Le Monde a déclaré qu'il était « organisé par le syndicat Solidaires et autorisé par le tribunal administratif ».
Partout en France, les manifestations tournent à l'affrontement avec les forces de l'ordre. À Nantes, les manifestants tirent au mortier d'artifice sur les forces de l'ordre.
Le 18 mars
Le samedi 18 mars, les manifestations place de la Concorde à Paris étant désormais interdites, elles se déplacent dans d'autres quartiers de Paris. Des rassemblements improvisés ou organisés ont également lieu dans de nombreuses villes de France.[réf. souhaitée]

#### Le 20 mars, rejet de la motion de censure transpartisane

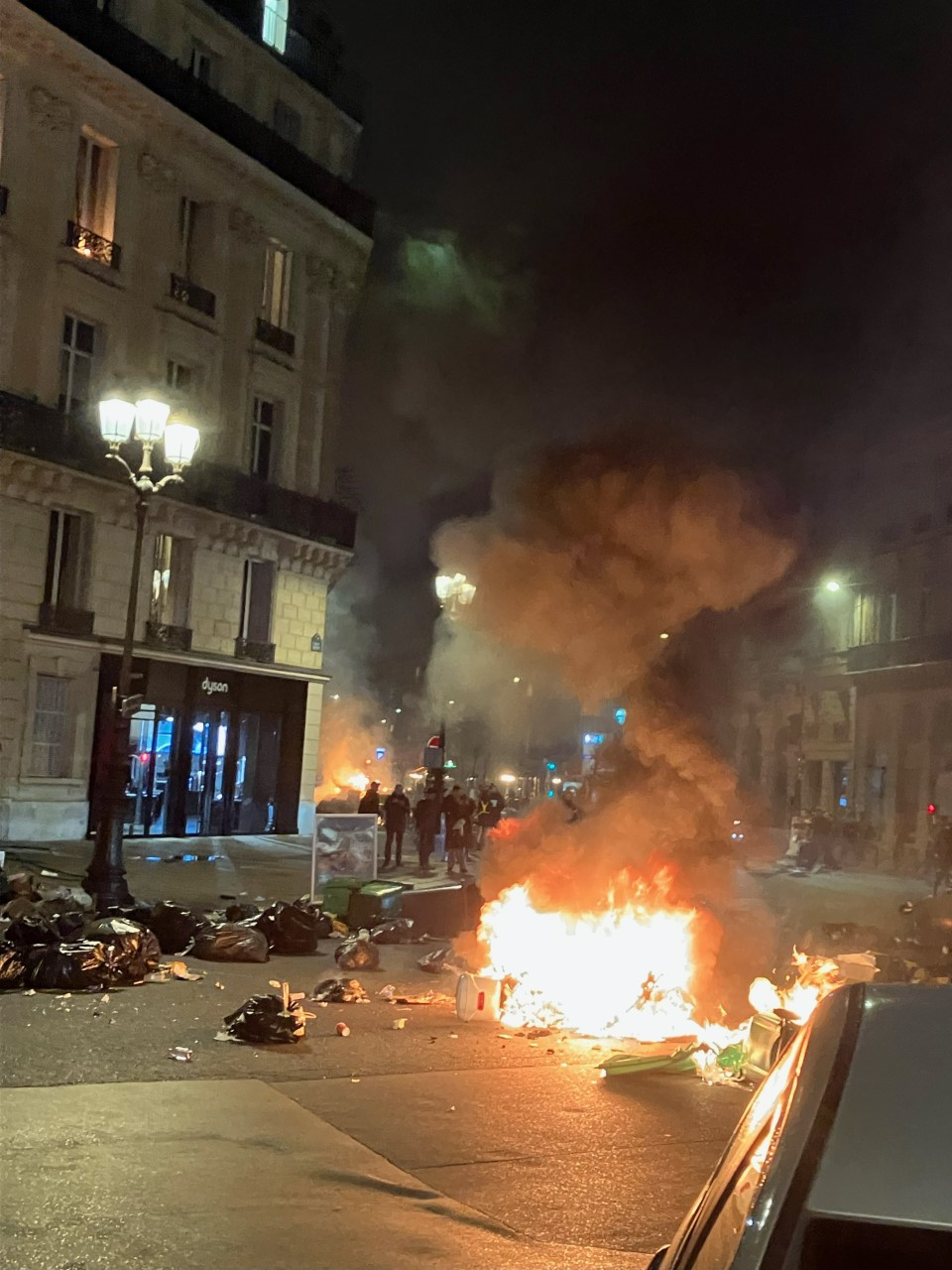
Dégradations sur la place Charles-Garnier (9e arrondissement de Paris) lors de manifestations non déclarées à la suite du rejet des deux motions de censure contre le gouvernement dans la soirée du 20 mars.

Autre événement inattendu, les syndicats saluent la motion de censure dite « transpartisane », déposée par les députés centristes du groupe LIOT, menés par Charles de Courson, pour protester contre l'adoption d'une réforme aussi importante sans vote de l'Assemblée nationale. Les députés de la NUPES et ceux du RN annoncent dans la foulée qu'ils la voteront. Mathilde Panot, présidente du groupe LFI, saisit la justice après divers témoignages sur des tentatives d'achat de voix des députés LR, et Marine Le Pen, présidente du groupe RN, annonce qu'elle ne présentera pas de candidat face aux députés LR qui voteraient la motion de censure, au cas où une dissolution de l'Assemblée suivrait.
Cette motion transpartisane est dénoncée, au sein de LR, par le nouveau président Éric Ciotti, le chef de file des députés Olivier Marleix et le sénateur Stéphane Le Rudulier, qui a présenté la stratégie du parti sur les retraites, car elle aggraverait selon eux le « chaos ».
Seule « une poignée de députés LR » devraient voter la censure, selon la presse, qui juge son succès très « peu probable malgré la colère ». In fine, 19 députés LR sur 61, le tiers, votent la motion, qui n'est rejetée que « de justesse », par seulement 9 voix.
Le gouvernement présente ce rejet de la motion de censure comme un vote approuvant la loi, la Première ministre parlant de « victoire » et Emmanuel Macron « faisant le même constat », ce qui déclenche de nouvelles manifestations spontanées dans tout le pays, le gouvernement en dénombrant plus de trente. Parallèlement, la presse révèle que sur les 300 gardes à vue annoncées, dont 234 à Paris, seules 9 présentations au tribunal ont été effectuées, faute d'éléments dans les dossiers.
Immédiatement après l'annonce du rejet de la motion, la manifestation d'un peu plus d'une centaine de personnes qui s'était rassemblée place Vauban, à quelques rues de l'Assemblée, pour suivre en direct le vote, tente de se déplacer dans les rues de Paris en scandant « Paris, debout, soulève toi ! ». Rapidement dispersée par les policiers, quelques groupes de manifestants se disséminent alors dans Paris, occasionnant de nombreuses courses poursuites et feux de poubelles, jusqu'à Montparnasse et Châtelet.

#### Le 21 mars, la«foule sans légitimité»
Le 21 mars à l'aube, Emmanuel Macron annonce sa première prise de parole publique consacrée au mouvement: une interview au Journal de 13 heures de TF1 du lendemain. Dans la soirée, des parlementaires de son parti, invités à l'Élysée, transmettent aux médias la teneur de ce qu'il souhaite exprimer à la télévision,. Il n'a « l'intention ni de dissoudre l'Assemblée, ni de remanier le gouvernement, ni de convoquer un référendum » et déclare que « la foule » qui manifeste contre la réforme des retraites, « qu'elle qu'elle soit », n'a « pas de légitimité face au peuple qui s'exprime souverain à travers ses élus » et ajoute que « l'émeute ne l'emporte pas sur les représentants du peuple ».
La formulation choque immédiatement des syndicalistes présents sur des barrages filtrants, devant des péages, des dépôts de carburants, ou venus réclamer la libération de manifestants en garde à vue,, et dès le lendemain matin plusieurs personnalités de la majorité tempèrent : « je n'aurais pas dit les choses comme ça » car « les mots dans ces périodes sont facilement excessifs » déclare le président du Modem François Bayrou. « La foule doit être entendue (…) nous n'avons pas le droit au déni », tempère aussi le député Renaissance Gilles Le Gendre.
Peu après, deux ronds-points desservant les dépôts de carburant du nord de Bordeaux sont barrés, tout comme le dépôt de Puget-sur-Argens, tandis que le grand port maritime de Marseille est totalement bloqué. Au niveau national, 14,3 % des stations-services connaissent une pénurie d'au moins un type de carburant.

#### Le 22 mars, Emmanuel Macron parle à la télévision de «factieux»
Au cours de l'interview sur TF1, Emmanuel Macron rejette toute possibilité de revenir sur la loi, ou de rencontrer les syndicats à ce propos, bien qu'il les invite au dialogue pour des projets de loi à venir. Il affirme vouloir son entrée en vigueur « d'ici la fin de l'année » et être prêt à « endosser l'impopularité » de la réforme des retraites. Selon la presse, il choque en particulier par une petite phrase de l'interview : « Quand les États-Unis d'Amérique ont vécu ce qu'ils ont vécu au Capitole, quand le Brésil a vécu ce qu'il a vécu (…), je vous le dis très nettement (…) on ne peut accepter ni les factieux ni les factions »,, rappelant le propos de Benjamin Netanyahu au sujet du mouvement social contre sa réforme de la justice un mois plus tôt.
Les médias constatent aussi de nombreuses contre-vérités factuelles et statistiques,. L'interview est globalement jugée par la presse comme renforçant l'opposition à la réforme de la part des syndicalistes et d'une partie de la population, qui a vécu le 49.3 comme un déni de démocratie,,,. Le soir du 22 mars, des manifestations spontanées ont lieu à la suite du discours Paris, Lyon ou Lille notamment.

#### Manifestations des 23 et 28 mars 2023
En conséquence, le 23 mars, la neuvième journée d'action, organisée dans plus de 300 villes partout en France, révèle un regain massif de mobilisation. Le nombre total de manifestants double par rapport à la précédente. La plupart des villes connaissent leurs plus forte mobilisation depuis le début du mouvement. Le ministère de l'Intérieur annonce 1,089 million de manifestants et la CGT 3,5 millions. À Paris, c'est 119 000 selon le ministère de l'Intérieur, trois et demi fois plus qu'à la journée précédente, et 800 000 selon la CGT, presque un doublement,.

Images de la mobilisation du 23 mars à Paris.
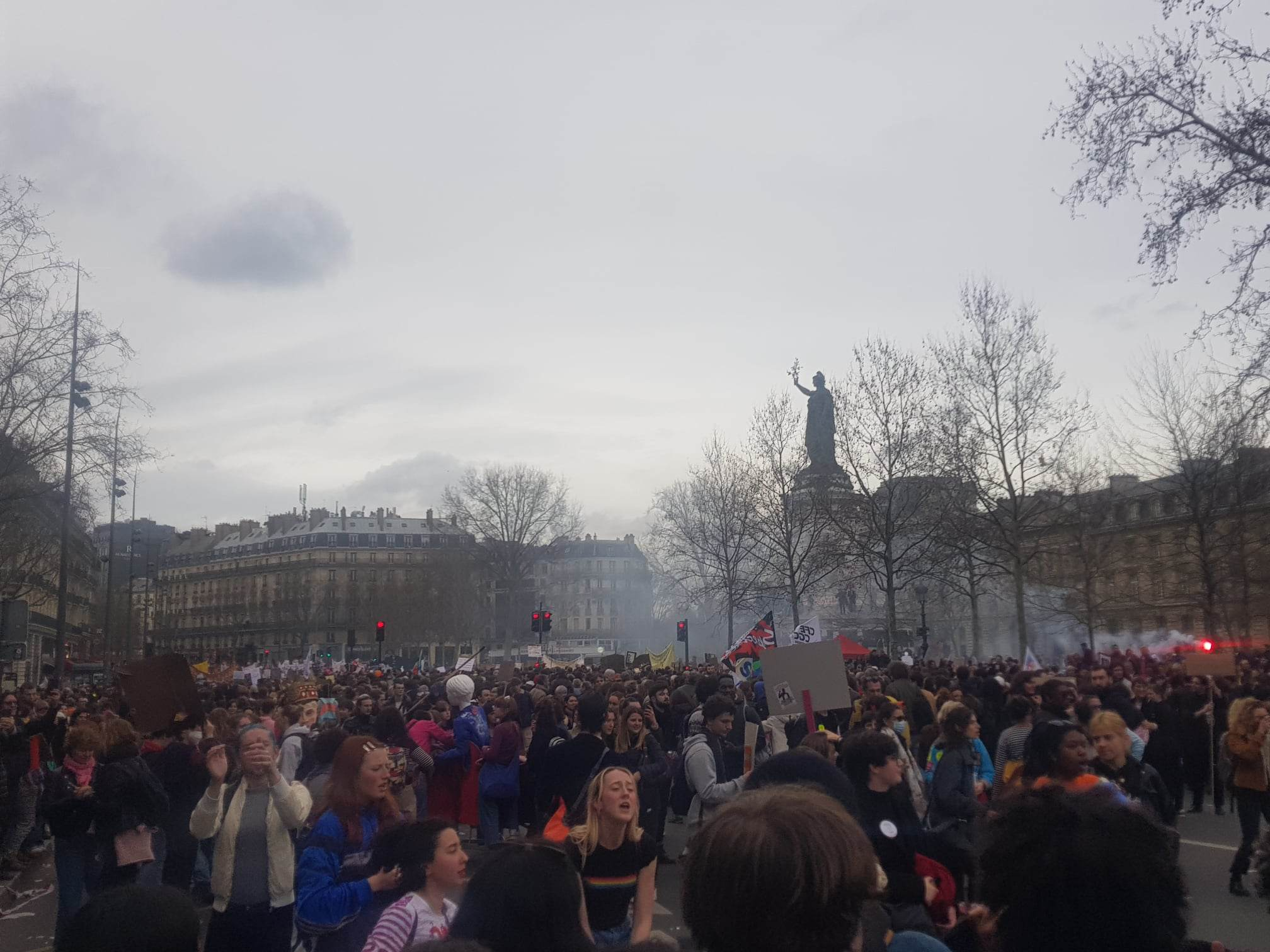
Place de la république, le 23 mars.
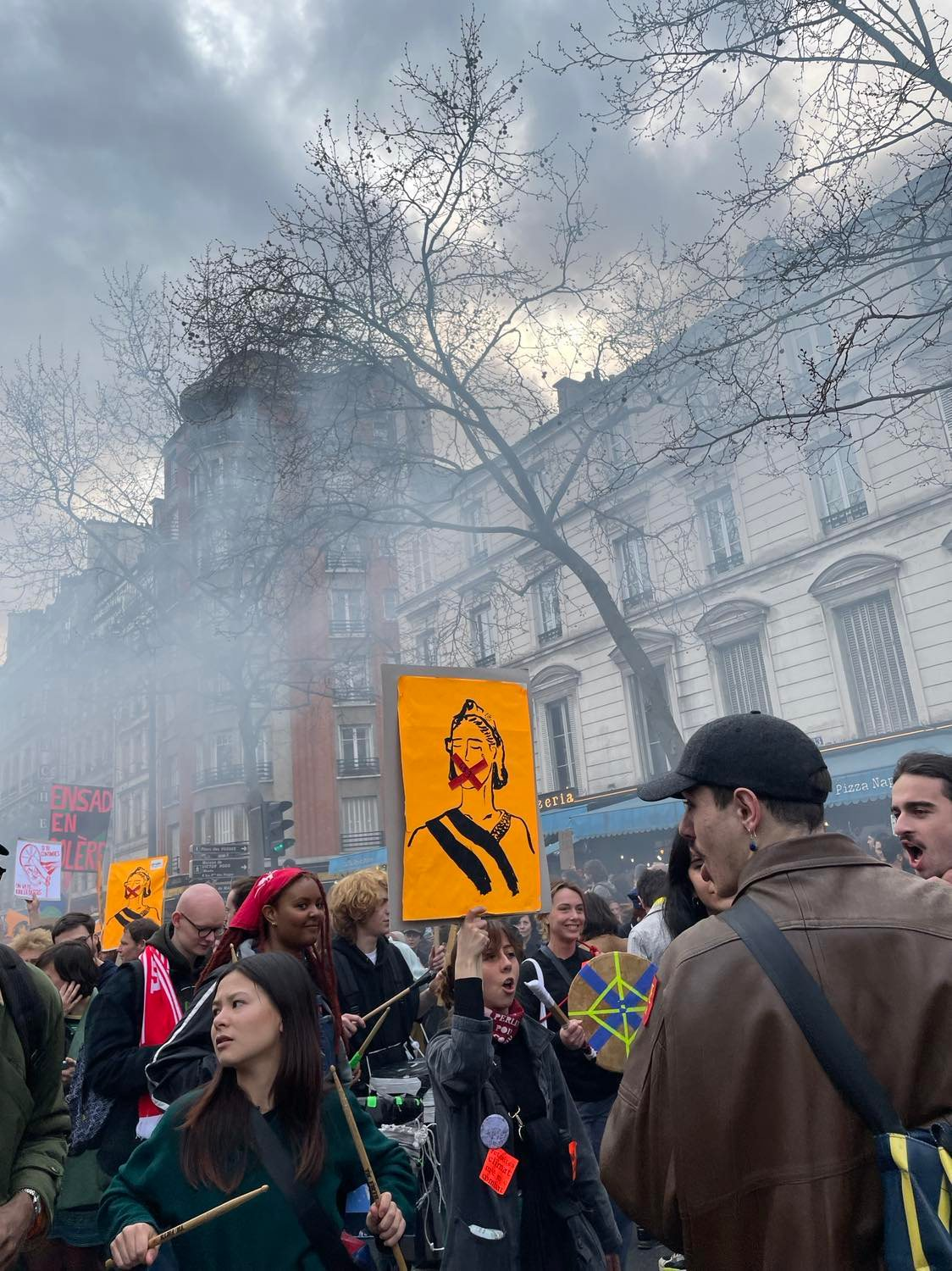
Manifestation à Paris, Boulevard Voltaire.
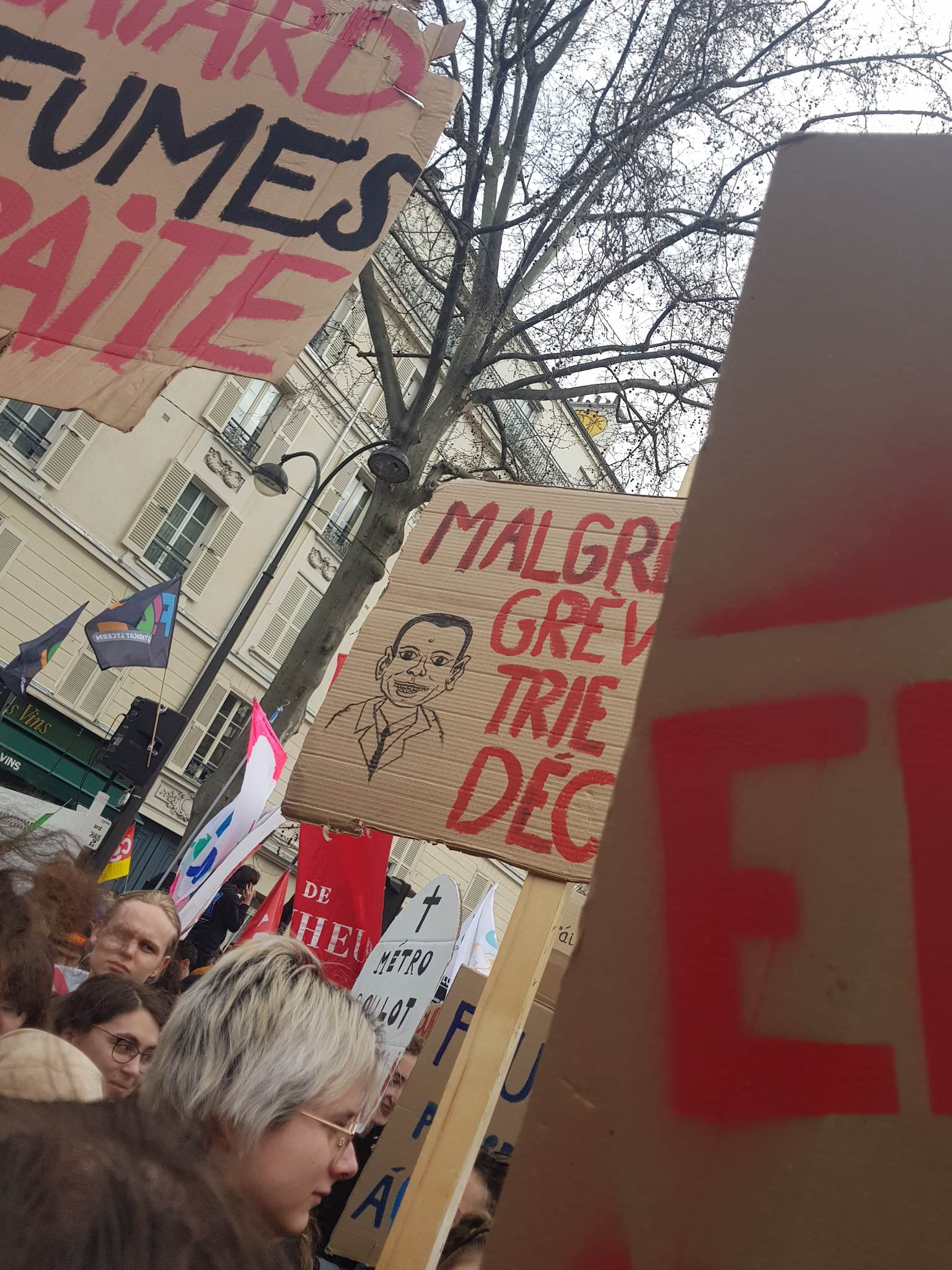
Slogans du cortège étudiant.
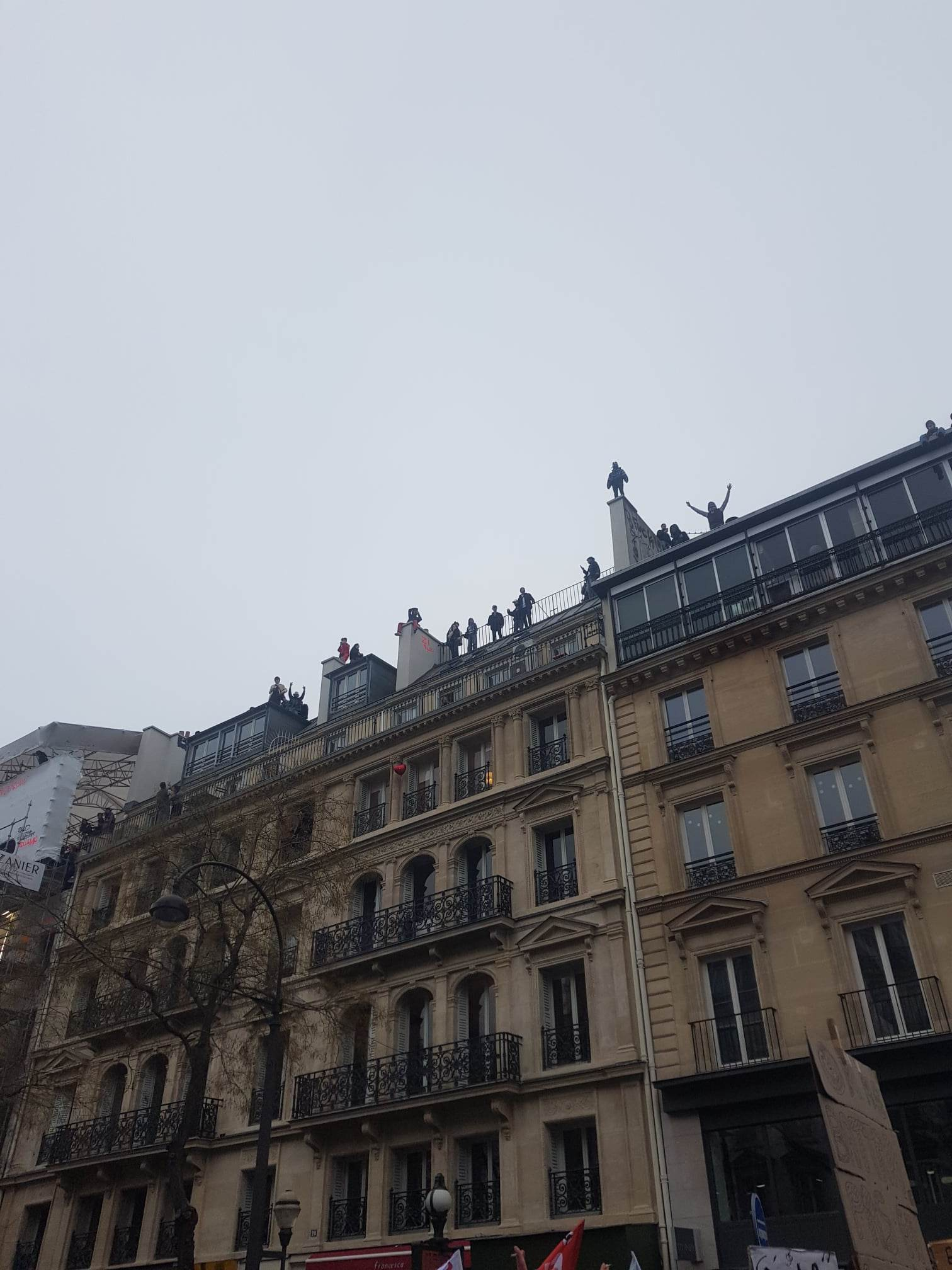
Manifestants sur les toits d'un immeuble boulevard Voltaire.
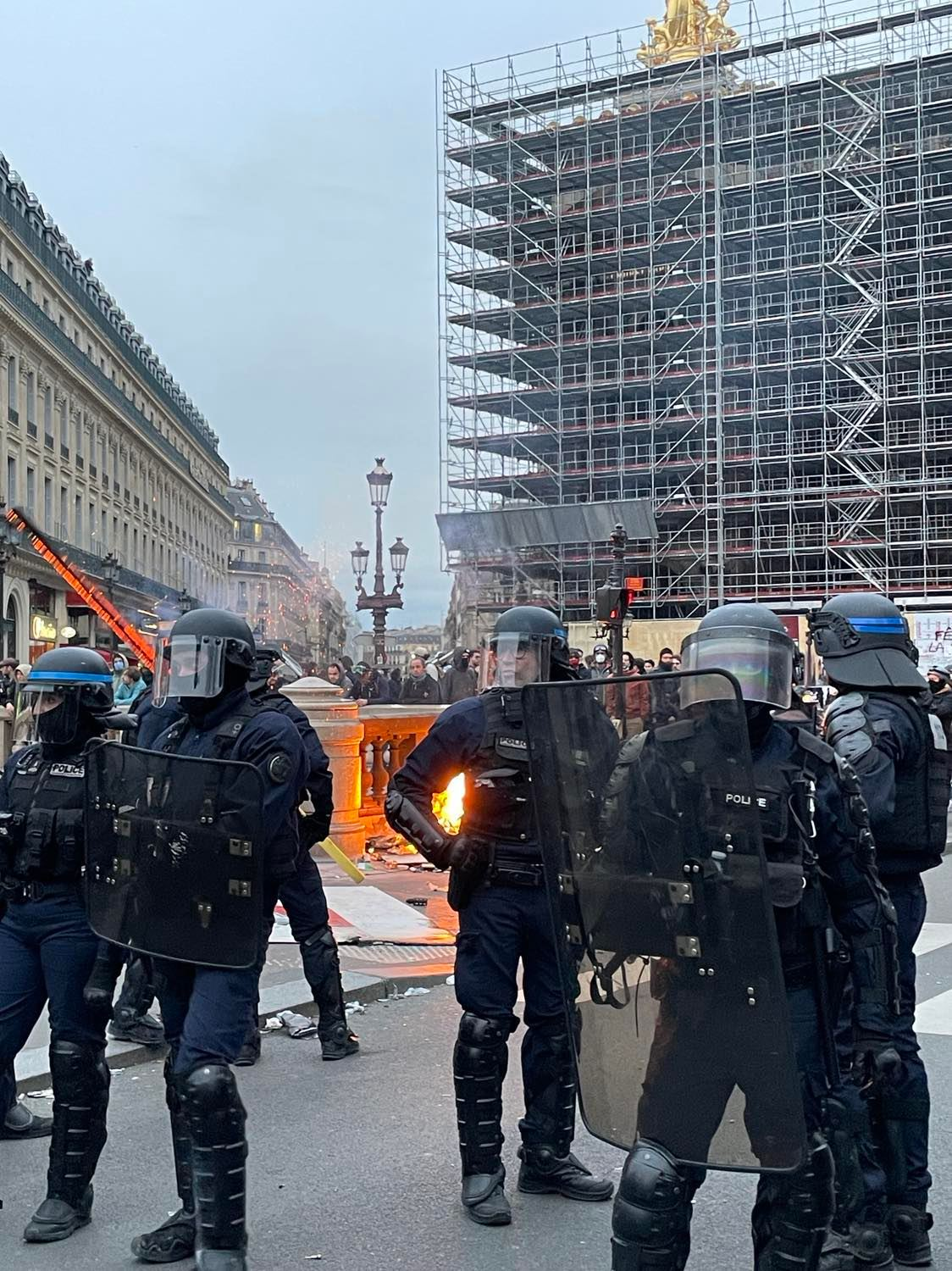
CRS sur la place de l'Opéra.

Une forte présence de la jeunesse, indignée par le recours au 49.3 et les images de violences policières, est observée. À Marseille, elle a manifesté en masse sur les voies de la gare Saint-Charles et à Bordeaux elle a crié « grèves, blocages, Macron dégage » et « de l’argent il y en a dans les caisses du patronat ». « Beaucoup de lycéens, d’étudiants » n'ont pu se mobiliser qu'une fois passées les épreuves de spécialité du bac, les trois jours précédents, selon la CGT. Le ministère de l'Intérieur recense 148 incidents dans les lycées dont 38 blocages.

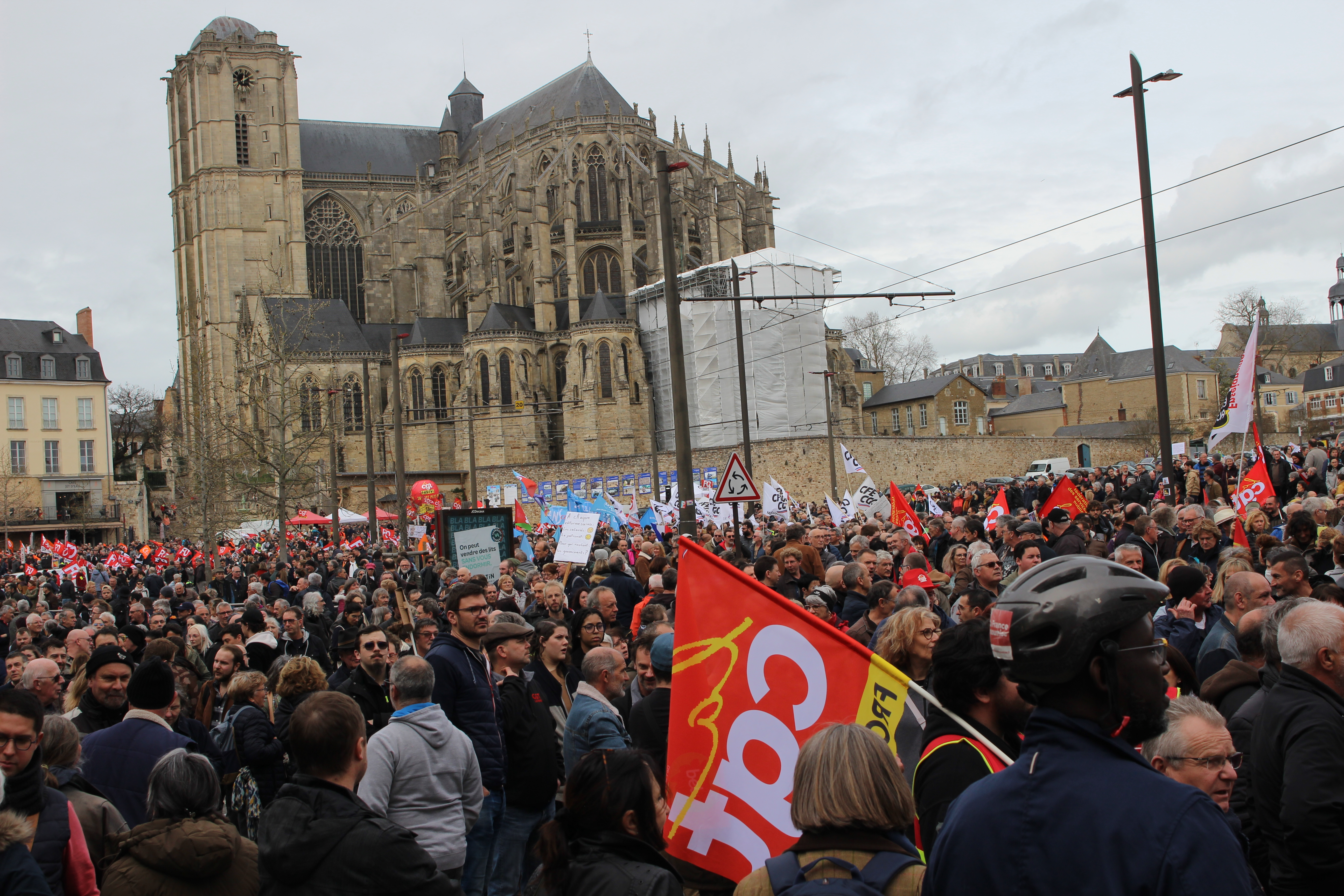
Manifestation du 23 mars 2023 au Mans.

Parmi les blocages d'universités, celui de la faculté de droit d'Assas, habituellement peu contestataire, est particulièrement remarqué. À Toulouse, une assemblée générale d'un millier d'étudiants vote le blocage reconductible des trois universités de la ville.

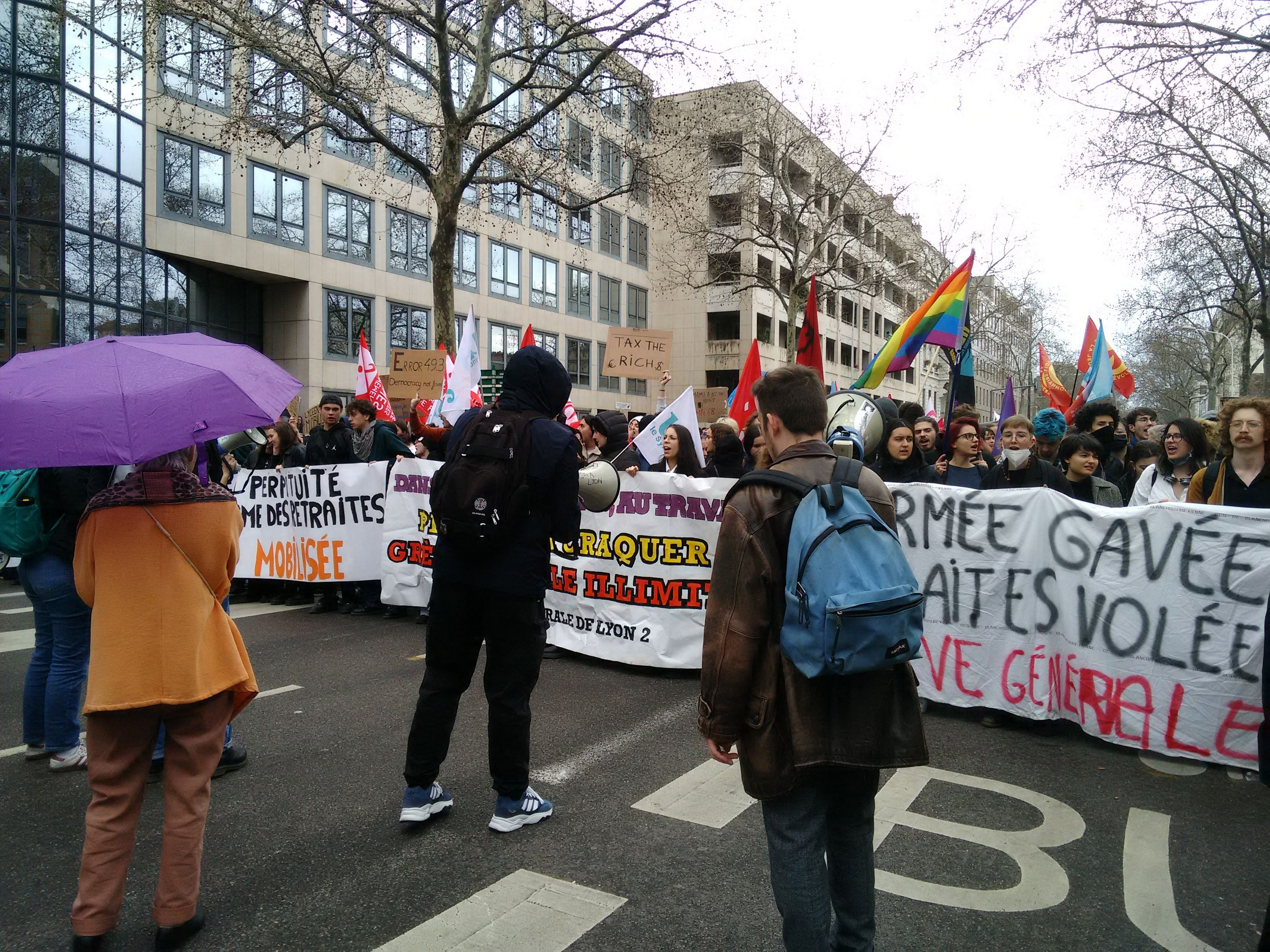
Étudiants de Lyon 2 à la manifestation de Lyon le 23 mars 2023.

À la SNCF, où 25 % des salariés sont grévistes, seule la moitié des TGV inOui et Ouigo et le tiers des TER circulent, et des manifestants envahissent les voies gare de Lyon, à Paris et dans plusieurs gares du Sud de la France, notamment à Toulouse, Montpellier et Nîmes. La RATP fait état d'un trafic « très perturbé »,.
Trois raffineries TotalEnergies sont en grève, tandis que les sites d'expédition de carburant des deux raffineries ExxonMobil et les dépôts pétroliers de Puget-sur-Argens du nord de Bordeaux et du port de Lorient sont bloqués. Ceux de Puget et de Bordeaux sont libérés par les manifestants après quelques heures, tandis que celui de Lorient est débloqué par la police. En conséquence, au niveau national, 14,3 % des stations-services connaissaient une pénurie d'au moins un type de carburant, et les ventes de carburants à la pompe sont rationnées dans les Alpes-Maritimes, se rajoutant ainsi au Gard, Vaucluse, Alpes-de-Haute-Provence et Var. L'approvisionnement en carburant des aéroports de Paris devenant « critique », le gouvernement prend un arrêté de réquisition à l'égard des grévistes de la raffinerie TotalEnergies de Normandie et le prolonge au dépôt pétrolier de Fos-sur-Mer pour assurer l'approvisionnement en carburant de la région lyonnaise. Les gaziers du terminal de Dunkerque ont réduit la circulation du gaz au débit technique minimum (une coupure totale nécessiterait ensuite plusieurs mois de remise à niveau).

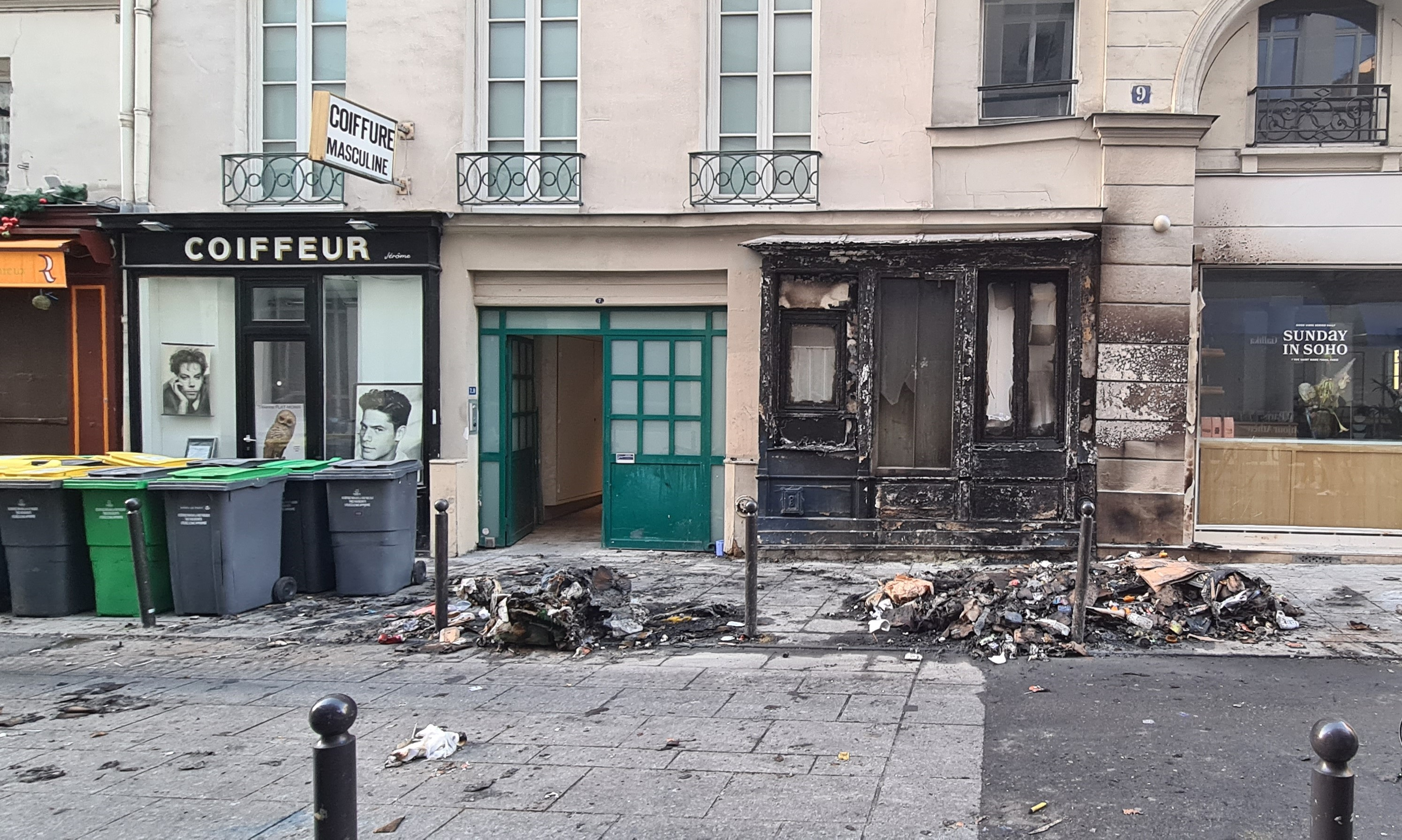
Incendie de la façade d'un immeuble à Paris.

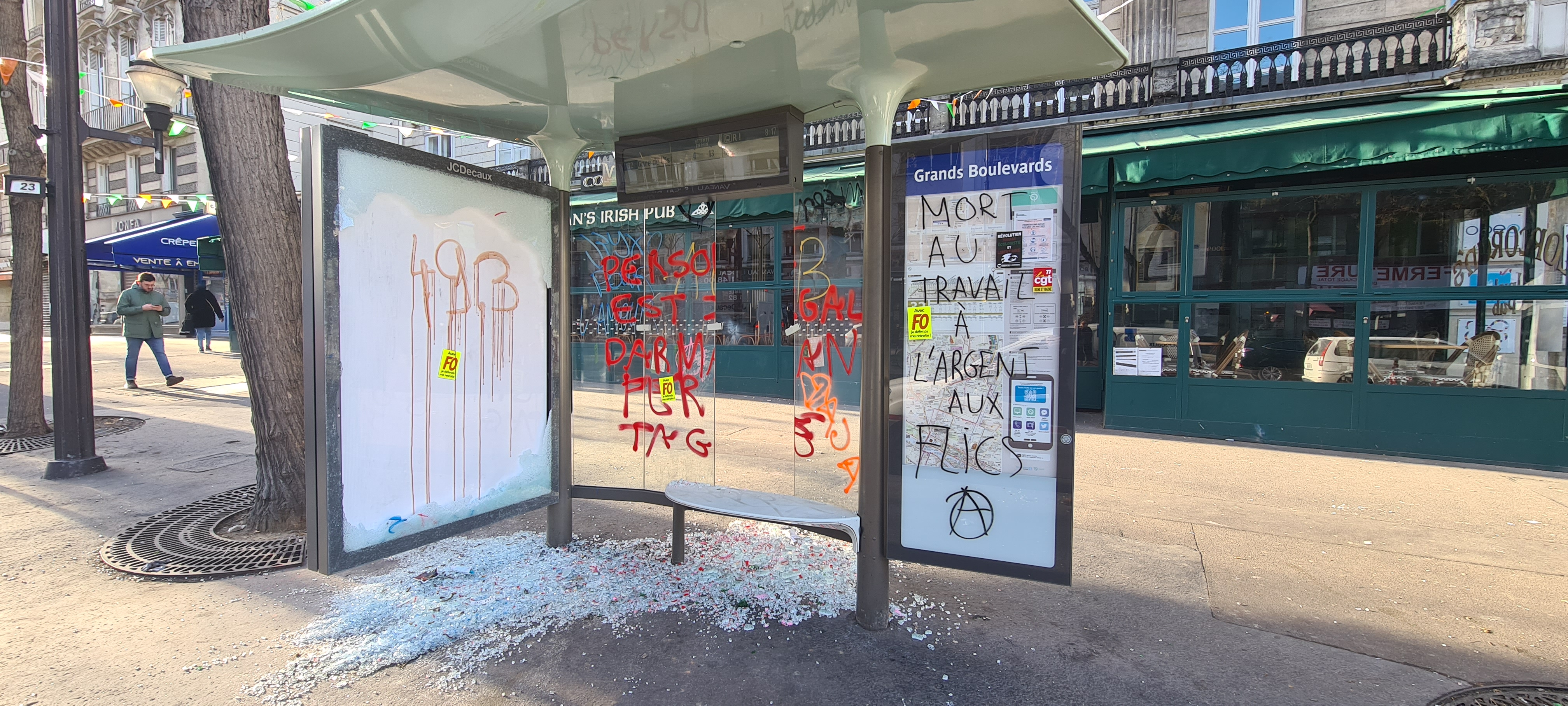
Dégradation d'un Abribus à Paris.

Alors que les huit premières journées de mobilisation nationale avaient été globalement pacifiques, des actes violents sont mentionnés par les médias, même si le plus remarqué, l'incendie du porche de la Mairie de Bordeaux a eu lieu le soir, bien après la manifestation et pas sur son parcours. Dans cette ville, où 12 policiers ont été blessés, les portes de l'hôtel de ville, qui dataient du XVIIe siècle, finissent calcinées et finalement un homme de 25 ans, sans aucune orientation politique connue, avoue en garde à vue avoir mis le feu. À Lorient, des débuts d'incendie vite éteints par les pompiers ont visé les grilles du commissariat et de la sous-préfecture. À Rouen vers 13 h, des grenades de désencerclement touchent des manifestants pacifiques, l'une arrachant le pouce d'une jeune femme, qui perd connaissance.
À Paris, la manifestation est pacifique, mais du mobilier urbain est brisé vers la fin, sur fond de multiplication des incendies de poubelle, 903 en tout selon le ministre de l'Intérieur Gérald Darmanin, qui accuse des « casseurs souvent venus de l'extrême gauche ». Dans le cortège officiel, un syndicaliste de SUD Rail perd son œil gauche à cause d'un éclat de grenade de désencerclement.
Le lendemain, 11 enquêtes sont confiées à l'Inspection générale de la Police nationale après de nombreux témoignages de manifestants pacifiques ou coopératifs, journalistes, ou personnes affirmant avoir été arrêtées abusivement, menacés ou frappés parfois au visage ou à terre par des hommes de BRAV-M. Amnesty International et le Conseil de l'Europe expriment leurs inquiétudes sur cette répression policière du 23 mars et Christophe Deloire, président de Reporters sans frontières, demande à Gérald Darmanin de « mettre fin de toute urgence aux violences contre les journalistes qui couvrent les manifestations ».
Le Ministère de l'Intérieur communique sur 457 personnes interpellées en France et 441 policiers et gendarmes blessés mais plusieurs journaux suivront les audiences en justice qui montrent une très grande majorité d'interpellations sans aucun résultat : ainsi, sur 122 personnes interpellées ce jour-là, 93 n’avaient, « in fine, rien, ou à peu près rien, à reprocher » et sur les 29 autres, seuls 10 sont présentées en comparutions immédiates, qui n'ont « pas grand-chose à voir avec les black blocs » l'une d'elles ayant même été maintenue en garde à vue quatre jours de suite puis relaxée, le dossier d'accusation étant démenti par des photos de presse.
Le 28 mars, la tour Eiffel, le château de Versailles et l’arc de triomphe de l'Étoile sont fermés au public par le personnel gréviste. De même le musée du Louvre, habituellement fermé le mardi, était fermé le 27 mars. Des manifestants jettent de l'acide sur les forces de l'ordre à Charleville-Mézières. 

Images de la manifestation le 28 mars.
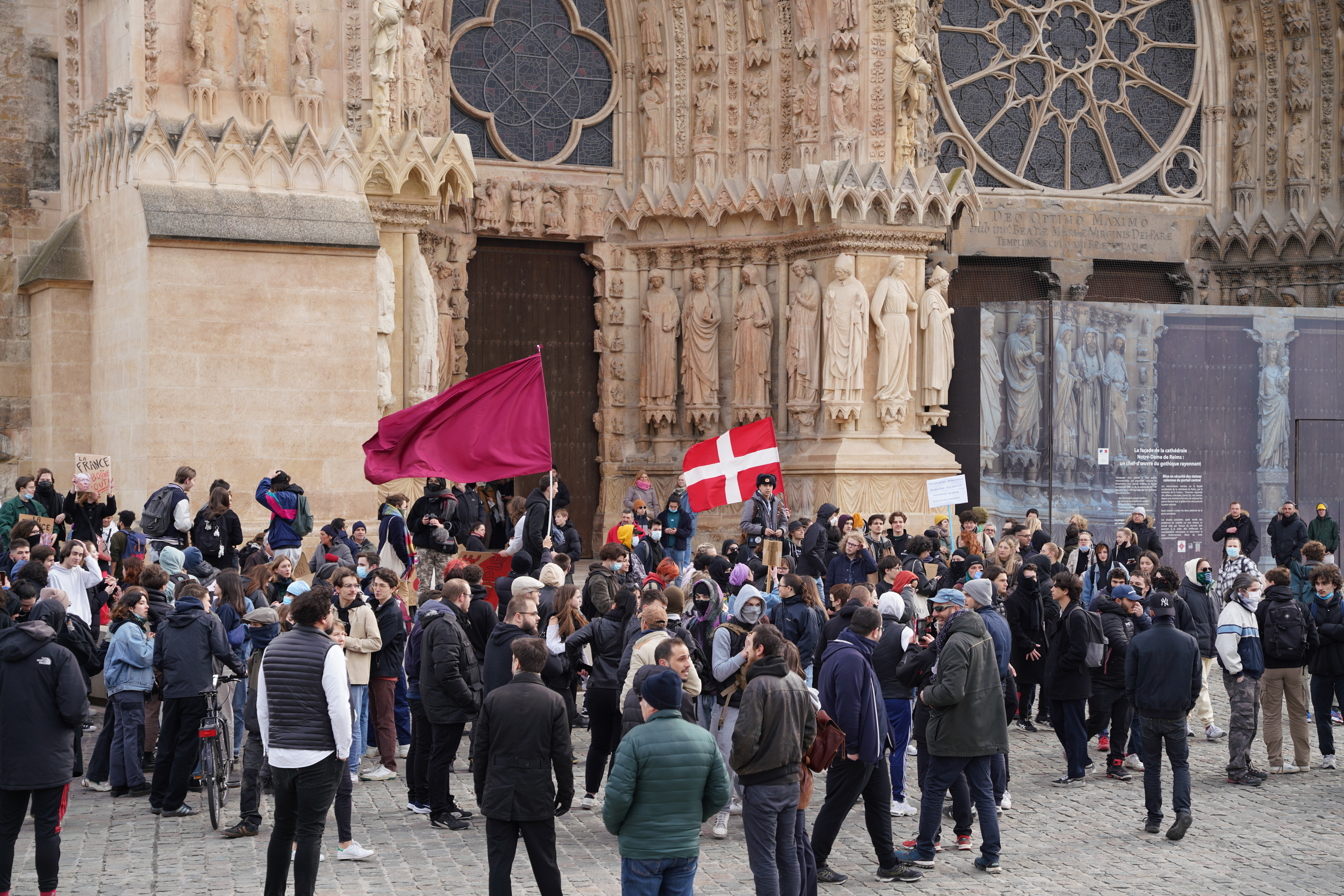
Des jeunes mobilisés à Reims.
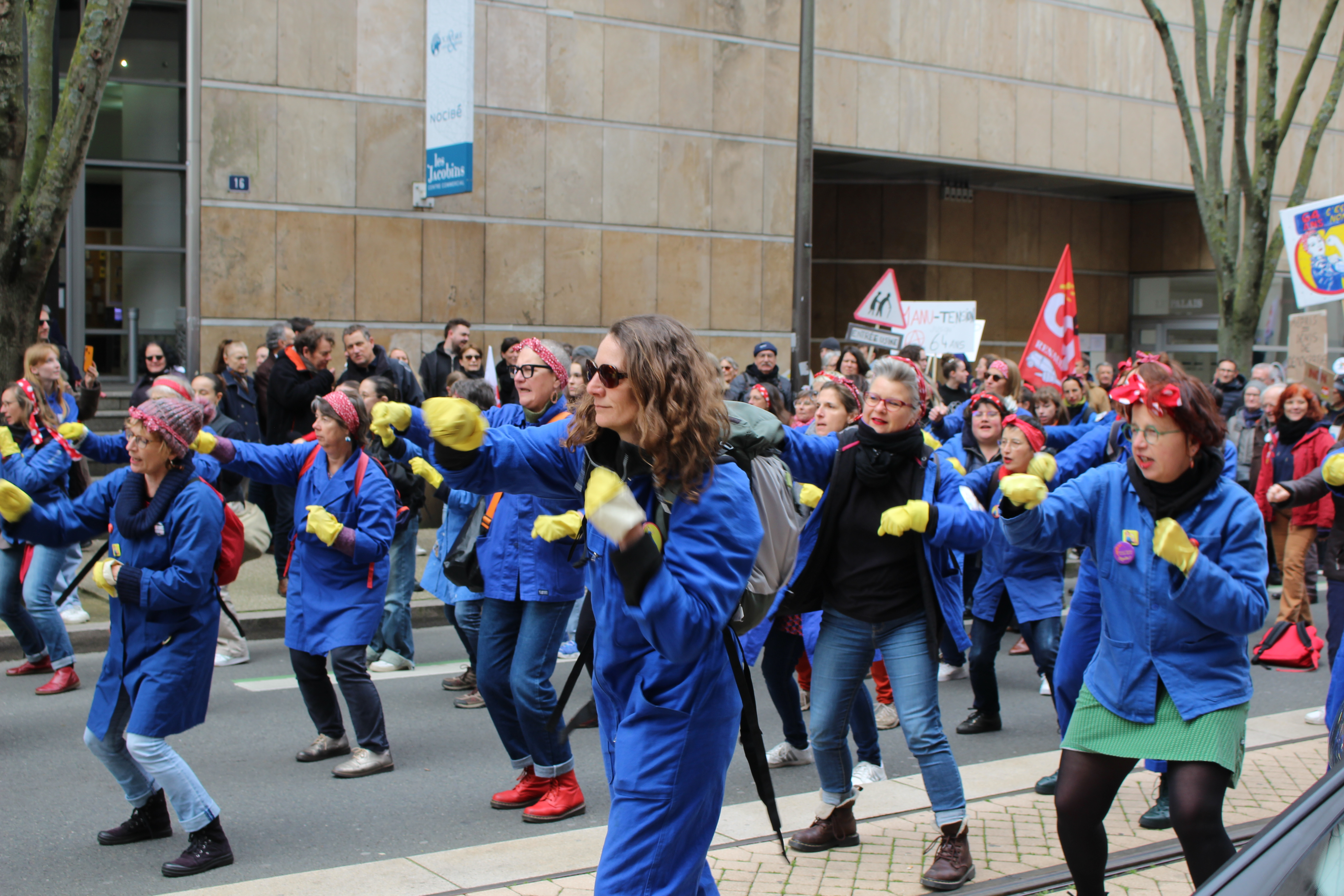
Défilé au Mans.
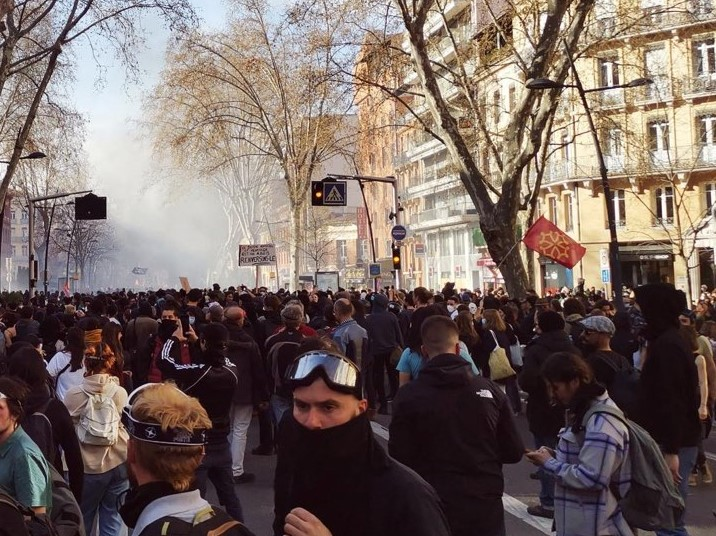
Manifestants à Toulouse (Occitanie) le 28 mars.
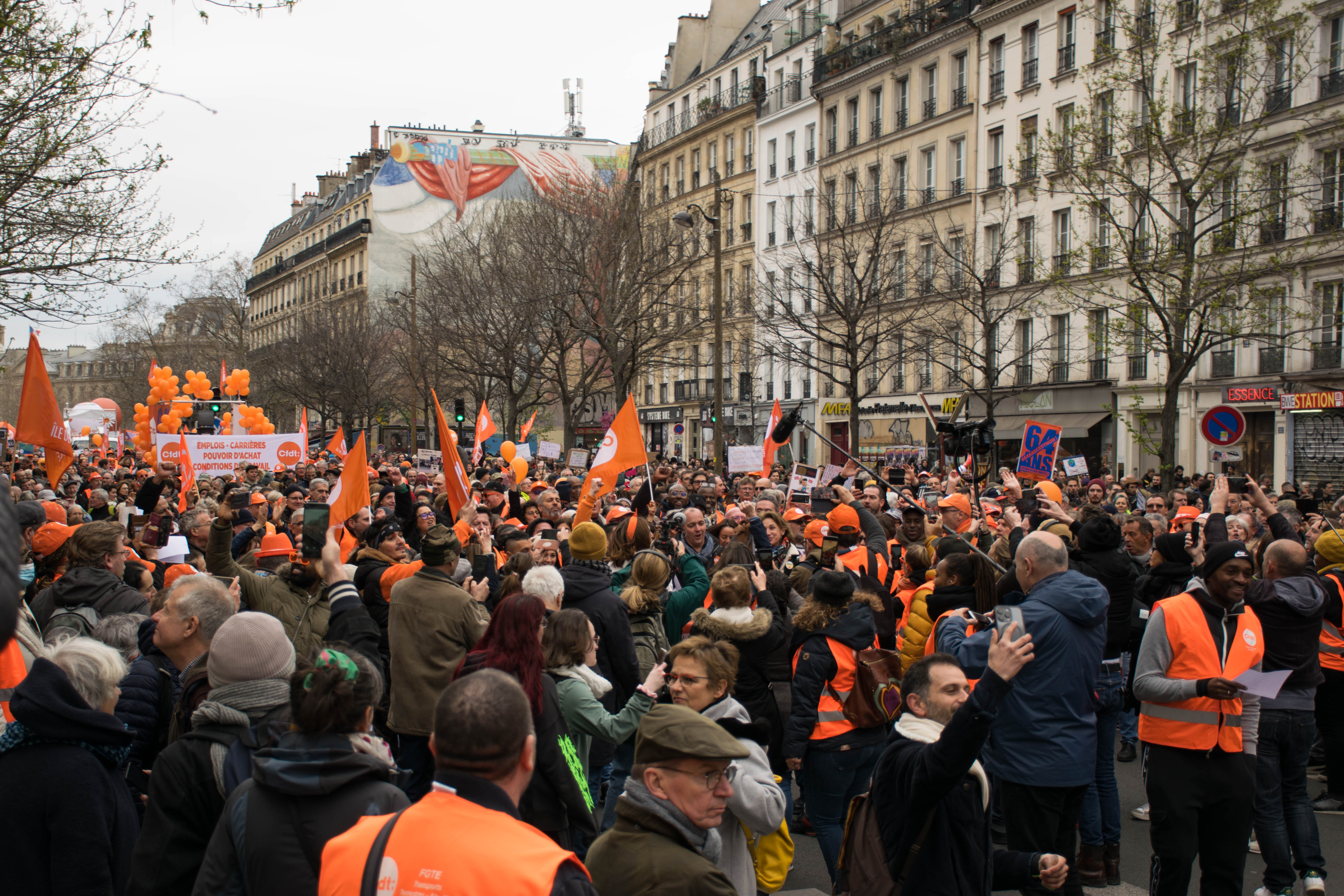
Laurent Berger, en tête du cortège de la CFDT à Paris.

### Avril 2023

#### Manifestations des6 avrilet13 avril
Après la onzième journée de mobilisation nationale le 6 avril, la suivante a lieu la veille de l'examen du texte par le Conseil constitutionnel, réunissant entre 380 000 (Ministère de l'Intérieur) et 1,5 million (CGT) de personnes dans toute la France. Le 14 avril, à 18 h, le Conseil constitutionnel, protégé de très importants cordons de gendarmerie, valide la loi, mais rejette six points ainsi que la première demande de référendum d'initiative partagée déposée par la gauche. La loi est promulguée immédiatement alors que les syndicats demandaient au président de la République un délai.

Images de la manifestation du 6 avril.
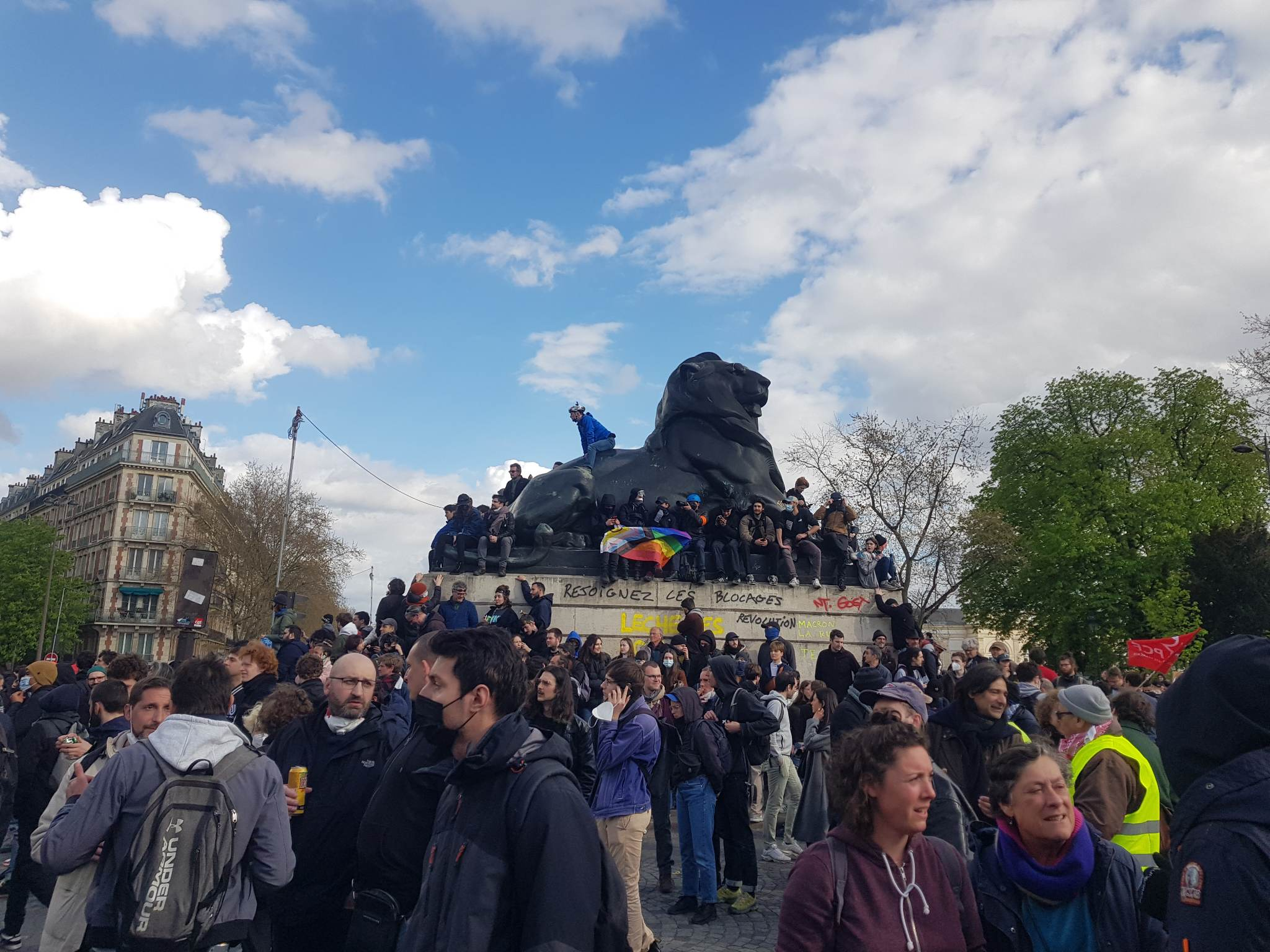
Manifestants à Denfert Rochereau (Paris).
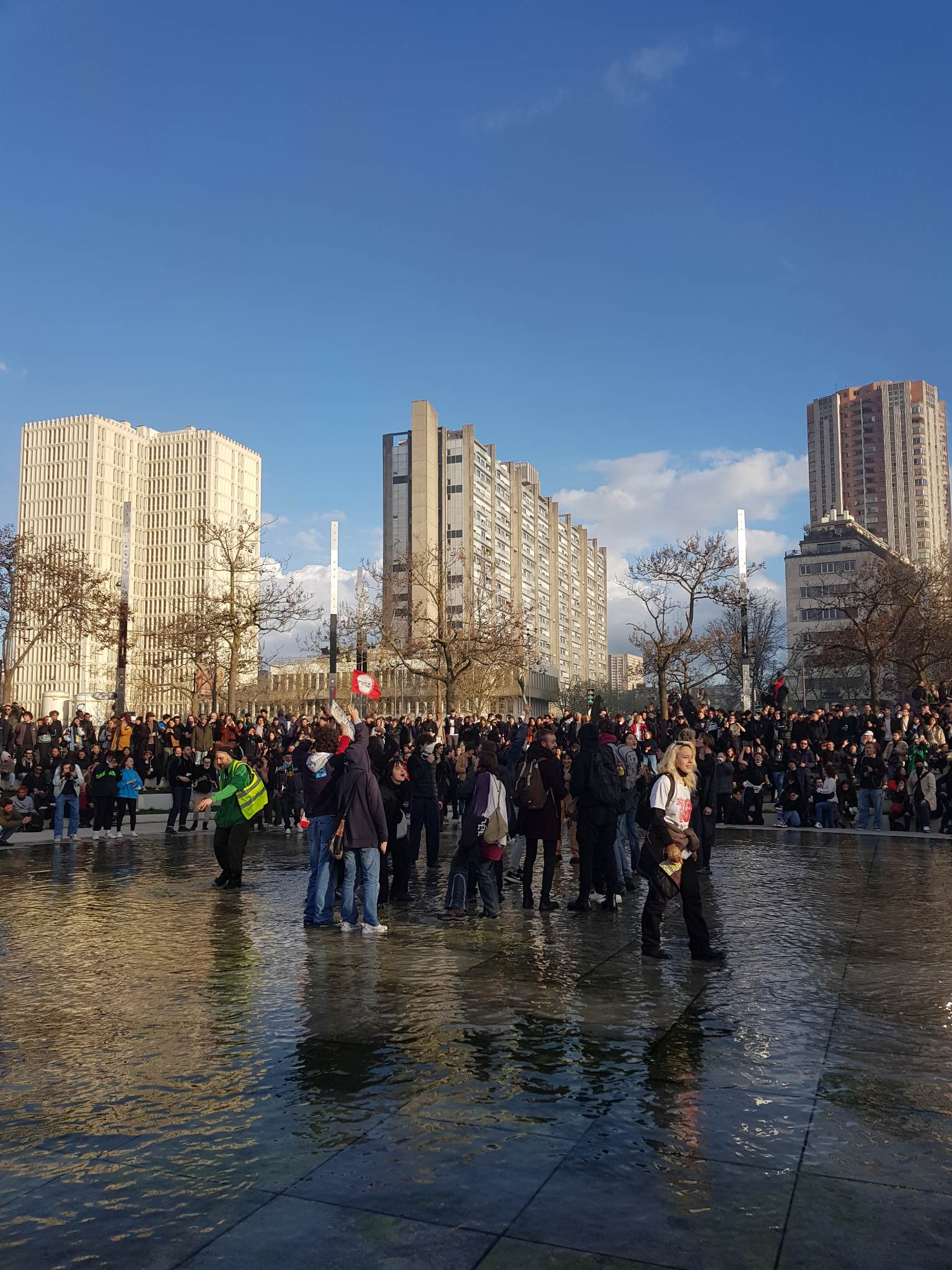
Place d'Italie (Paris).
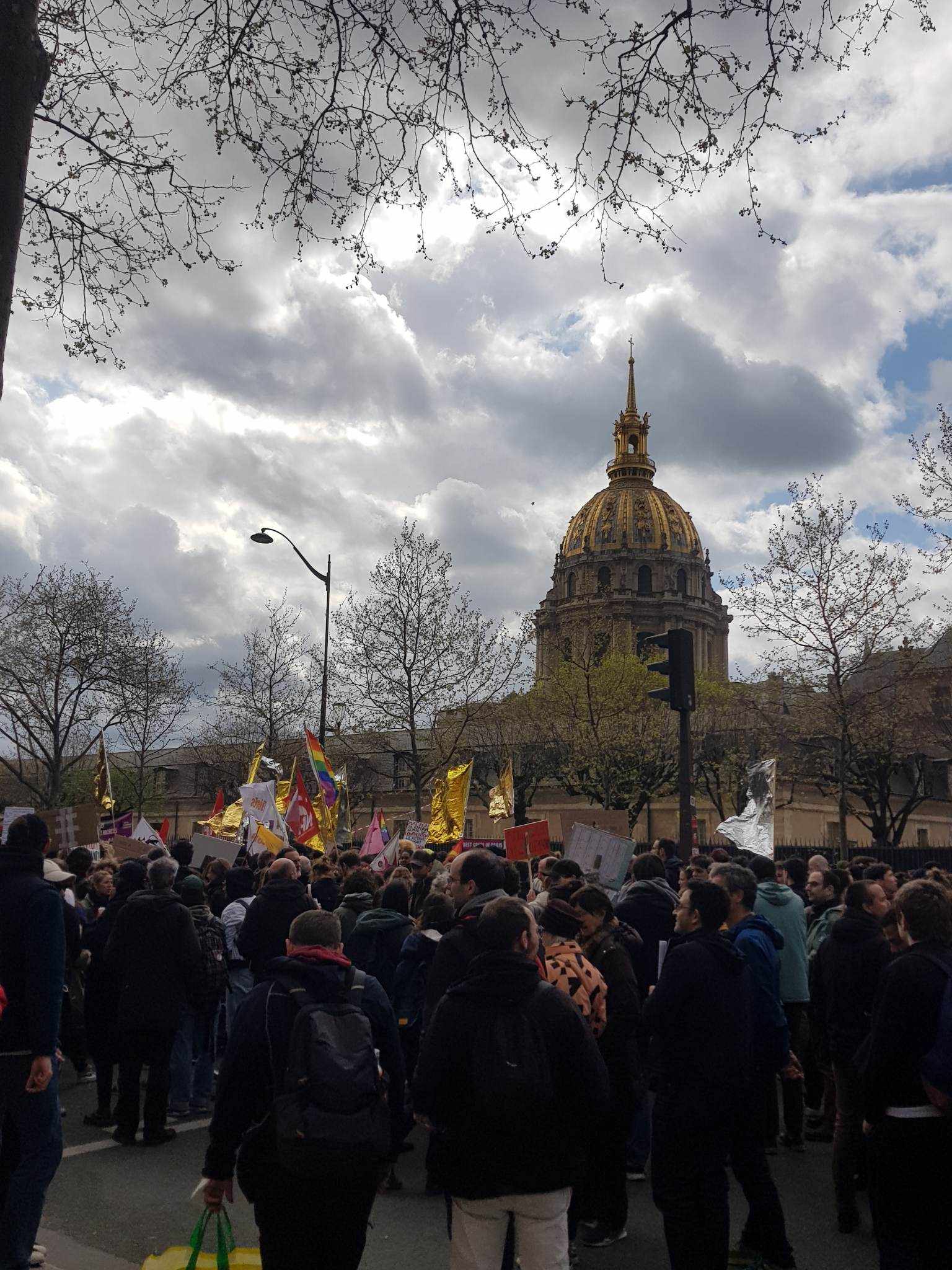
Près des Invalides (Paris).
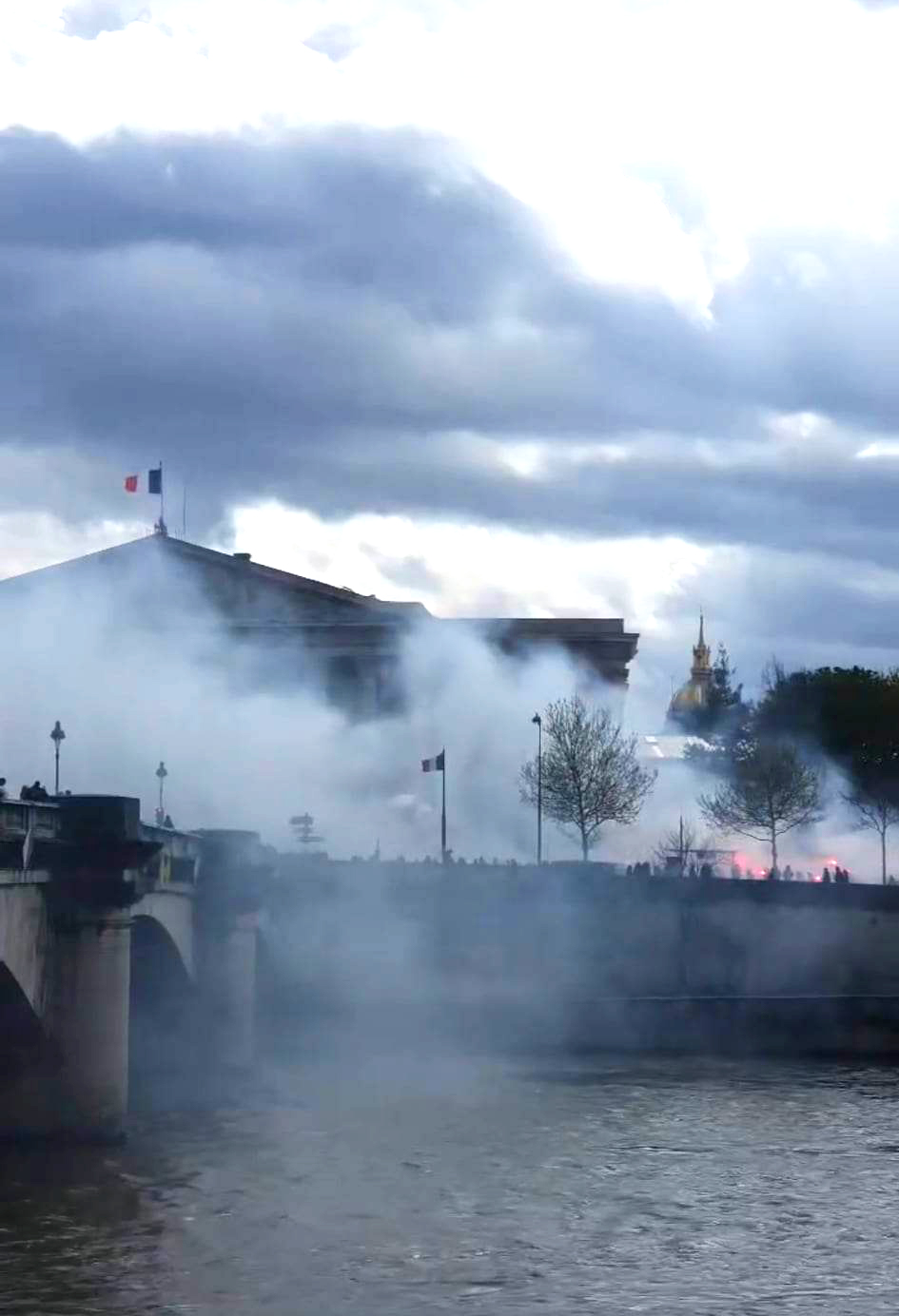
Assemblée nationale au soir.
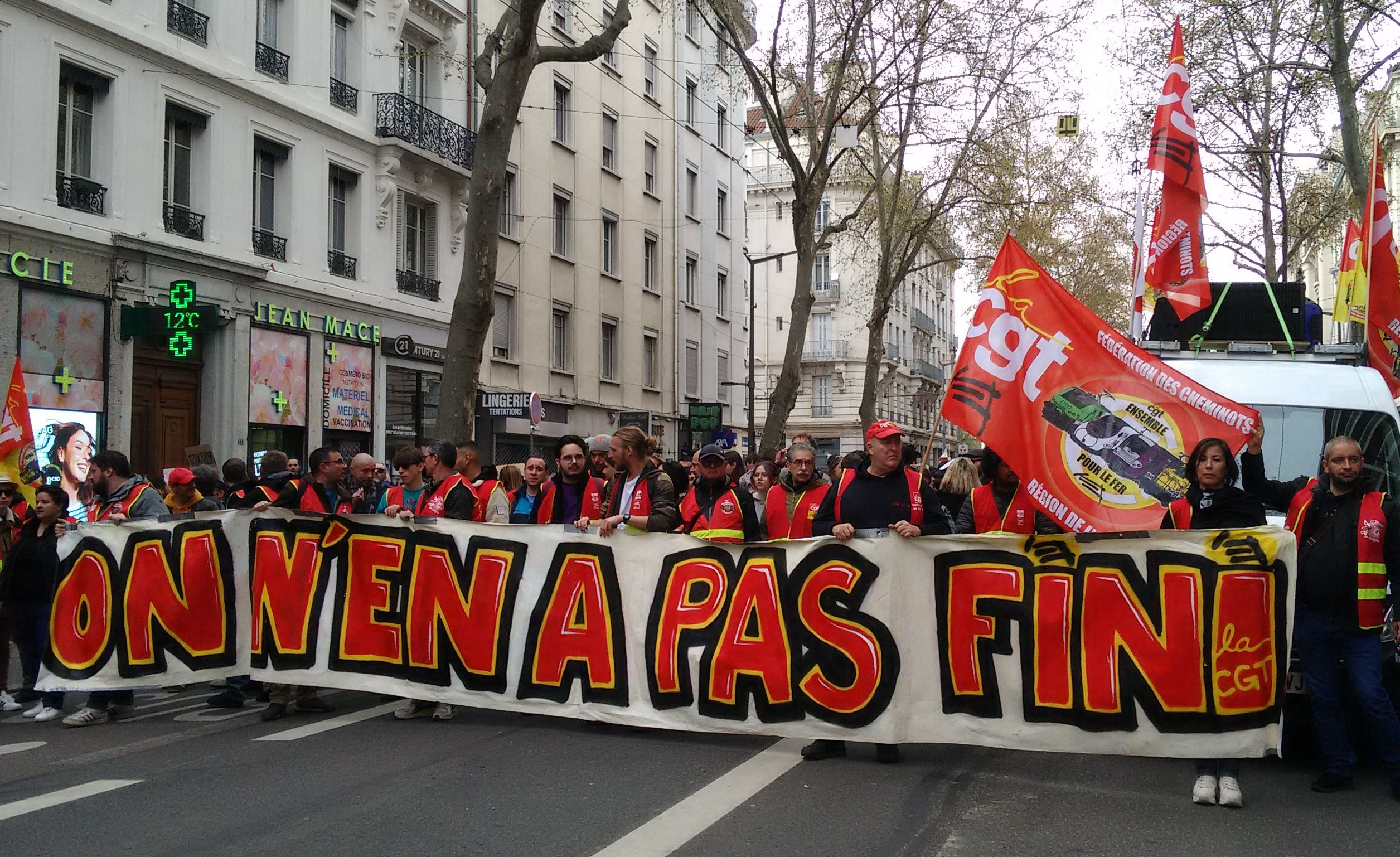
Manifestation à Lyon le 6 avril.

Après l'annonce de cette décision, des manifestations spontanées éclatent dans plusieurs villes,. En Eure-et-Loir, lorsque la présence de la Première ministre Élisabeth Borne et de la ministre Olivia Grégoire dans un Super U d'Hanches est connue, des manifestants s'y réunissent mais sont stoppés par le dispositif d'ordre, quelques-uns parvenant tout de même à rentrer dans le bâtiment pour chanter « 49.3, on n’en veut pas ! » ou « On est là ! ». À Paris, l'esplanade devant la cathédrale Notre-Dame de Paris est évacuée afin de protéger la visite d'Emmanuel Macron sur le chantier de reconstruction. Mais plusieurs manifestations se tiennent à proximité.
À Rennes, les opposants investissent d'abord le Théâtre national de Bretagne. Une manifestation à l'appel de l'intersyndicale se déroule dans le calme. Un peu plus tard, une autre manifestation place Sainte-Anne à l'appel du collectif « Maison du Peuple ». Les départs de feux aux portes d'un poste de police et du couvent des Jacobins sont éteints. Le lendemain une autre manifestation se tient. La préfecture communique sur 13 interpellations et annonce qu'un des policiers a été blessé. Deux voitures sont incendiées une banque est vandalisée. À la suite de ces incidents, la CRS 8, spécialisée dans les violences urbaines, est envoyée à Rennes,.

#### Casserolades liées à l'allocution présidentielle du17 avril 2023
Le 15 avril, Emmanuel Macron annonce une seconde allocution présidentielle, après celle du 21 mars, pour le surlendemain à 20 heures. Il y fait une référence historique aux Cent-Jours pour évoquer les grands travaux politiques prévus de son mandat, appelant à apaiser en tournant la page.
L'association Attac appelle à se rassembler devant les mairies pour faire résonner un concert de casseroles à la même heure et en recense plus de 370 à travers la France,,. À Paris, 2 000 personnes ont ensuite déambulé dans trois arrondissements, dispersées vers 21 heures. À Dijon et Marseille, ils ont eu lieu malgré l'interdiction, dispersés par du gaz lacrymogène à Dijon.
Après son allocution, Emmanuel Macron entame une série de visites. Le lendemain, c'est un concert à la maison d'éducation de la Légion d'honneur où un « comité de mauvais accueil » de 300 personnes improvise un concert de casseroles, à côté de l'hôtel de ville et de la cathédrale-basilique de Saint-Denis, les policiers les tenant à distance. Le surlendemain en Alsace, le courant électrique de l'usine Mathis de Muttersholtz est coupé par la CGT-énergie pendant sa visite, d'où une centaine de manifestants sont tenus à l'écart et improvisent un autre concert de casseroles. Le même jour, 150 à 300 militants CGT manifestent à l'intérieur de l’hypermarché Auchan du centre commercial des 4 Temps de La Défense, forçant sa fermeture.
Le 20 avril, le président Macron, venu faire des annonces sur le salaire des enseignants dans l'Hérault, y est accueilli par un autre concert de casseroles. La CGT-énergie coupe deux fois le courant, à l'aéroport après l'arrivée de l'avion présidentiel puis au collège pendant la visite.
Pour parler de « sujets censés faire oublier la réforme », les ministres et secrétaires d’État sont eux aussi encouragés à se rendre « sur le terrain ». Ils seront jusqu'à 14 à le faire simultanément le 21 avril, mais chacun d'eux est accueilli par un concert de casseroles, trois d'entre eux devant annuler tout ou partie de leur déplacement et tous renonçant à prendre un bain de foule.

#### Manifestations du 20 au 22 avril dans le reste du pays
Le 20 avril, jour de grève des cheminots, des rassemblements ont lieu dans de nombreuses villes, notamment en région Hauts-de-France à Amiens, Lille, Compiègne, Montataire, Soissons et Beauvais ou encore dans l'Ouest à Nantes, Rennes, Saint-Nazaire, ou Guingamp.
À Paris, plusieurs centaines de cheminots opposés à la réforme occupent la tour d'Euronext, société qui gère plusieurs bourses européennes, puis chantent On est là ! sur son parvis, dans le sillage d'occupations précédentes du siège de la multinationale LVMH le 13 avril, et du fonds d'investissement BlackRock le 6 avril,.
À Rennes, 5 000 manifestants défilent selon les syndicats, 1 200 selon la préfecture, d'autres occupant les voies ferrées, comme à Niort, Lille-Flandres et Montauban, ou des passages à niveau, comme à Lorient, tandis que des blocages routiers sont recensés à Rouen, Figeac ou à Auch. À Lille, 200 cheminots organisent place de la République un barbecue préparant la manifestation du 1er mai.
Les « opérations péage gratuit » se poursuivent en fin de semaine, en particulier en Mayenne, dans le Jura ou l'Allier.

#### Casserolade du 24 avril devant 400 mairies
Une semaine après la casserolade du 17 avril, une autre a lieu devant plus de 400 mairies le lundi suivant, dont la plupart des mairies d'arrondissement de Paris, où les manifestants partent ensuite poursuivre leur concert dans la gare de Lyon, ralentissant le retour à Paris du ministre de l'Éducation Pap N'Diaye. À Nantes, où plusieurs centaines de personnes ont participé, un homme de 37 ans subit dans la nuit l'ablation d'un testicule, touché vers 22 h par un tir de LBD à l'entrejambe. Quatre jours après, un sondage Odoxa pour Le Figaro montre qu'une majorité de la population (70 %) « comprend » les « casserolades ».
Au même moment, des arrêtés ont interdit « les dispositifs sonores amplificateurs de son » lors de trois visites consécutives, en quelques jours, d’Emmanuel Macron en Alsace, Languedoc et Franche-Comté, amenant les gendarmes à confisquer des casseroles à de « nombreux manifestants ». Ils sont d'abord pris par le préfet du Loir-et-Cher et celui de l’Hérault. Le premier est suspendu par le tribunal administratif d’Orléans dans l'après-midi du 25 avril, ce qui amène le préfet du Doubs le lendemain à retirer son arrêté, lors d'un troisième déplacement du président de la République.

#### Cartons rouges le 29 avril au Stade de France
Les syndicats décident de distribuer 30 000 cartons rouges aux supporters, permettant de protester contre le recours au 49.3, à la 49e minute du match. La préfecture interdit cette distribution en raison du « non-respect des délais pour déclarer un rassemblement » et d'une « problématique sérieuse de gestion de foule », tout en demandant à Emmanuel Macron de ne remettre la coupe au vainqueur dans les tribunes. Sophie Binet, dénonce « une atteinte grave aux libertés publiques », expression utilisée par le tribunal administratif dans son arrêté cassant cette interdiction. Les cartons rouges sont confisqués par les stadiers.

### Mai et juin 2023

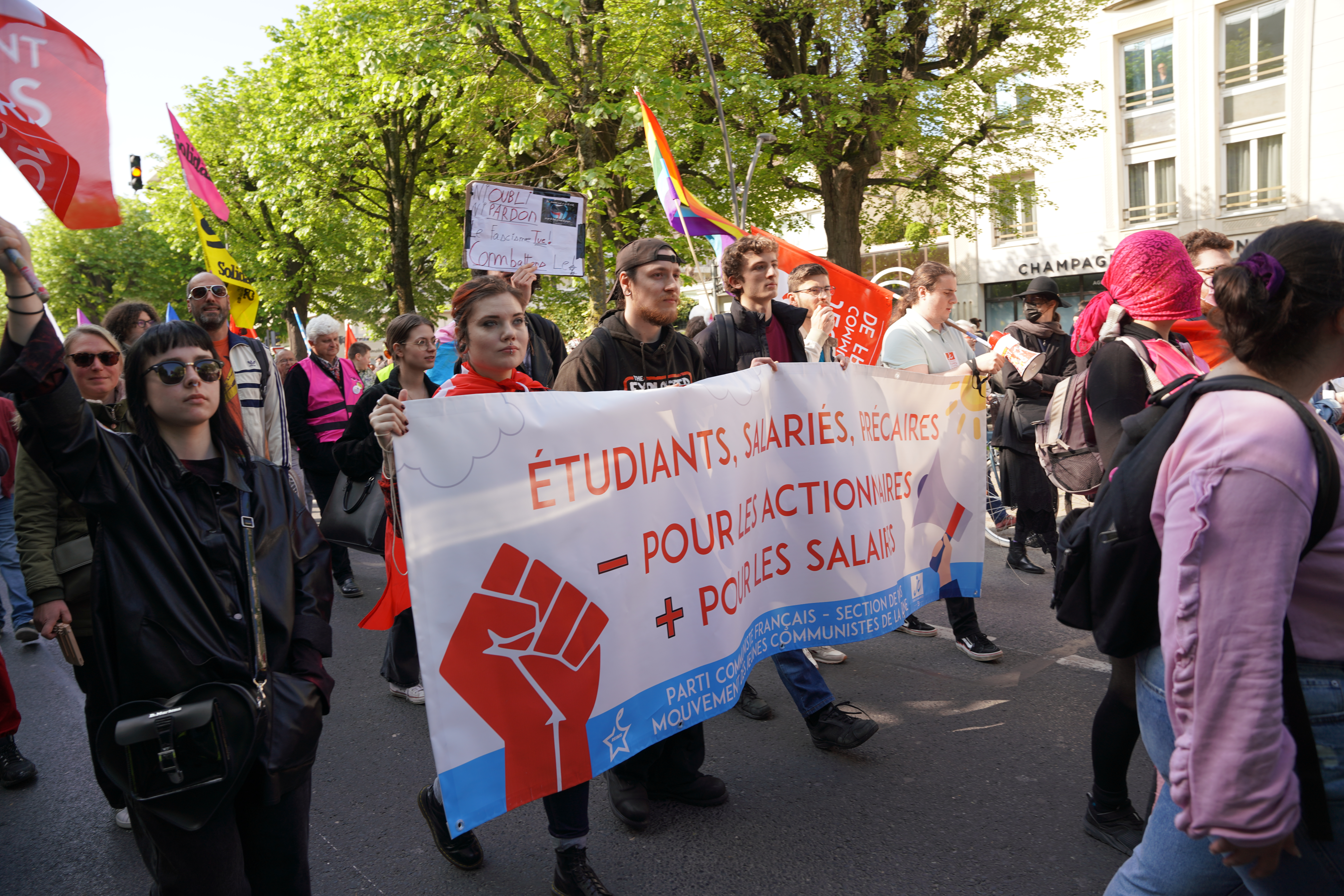
Mouvement de jeunesse du 1er mai, à Reims.

#### 1ermai
Au soir des manifestations du 1er mai, l'intersyndicale décompte 2,3 millions de manifestants, dont 500 000 à Paris. Le ministère de l'Intérieur décompte 782 000 manifestants, soit sept fois plus qu’en 2022 et le deuxième chiffre le plus élevé depuis le début du mouvement.
La manifestation est également le cadre de performances contestataires d'ampleur. À la place de la République à Paris, Marianne se voit revêtir un gilet jaune géant par le collectif Extinction Rebellion. Partout en France dans les cortèges syndicaux, aux traditionnels brins de muguets se sont ajoutés des casserolades.

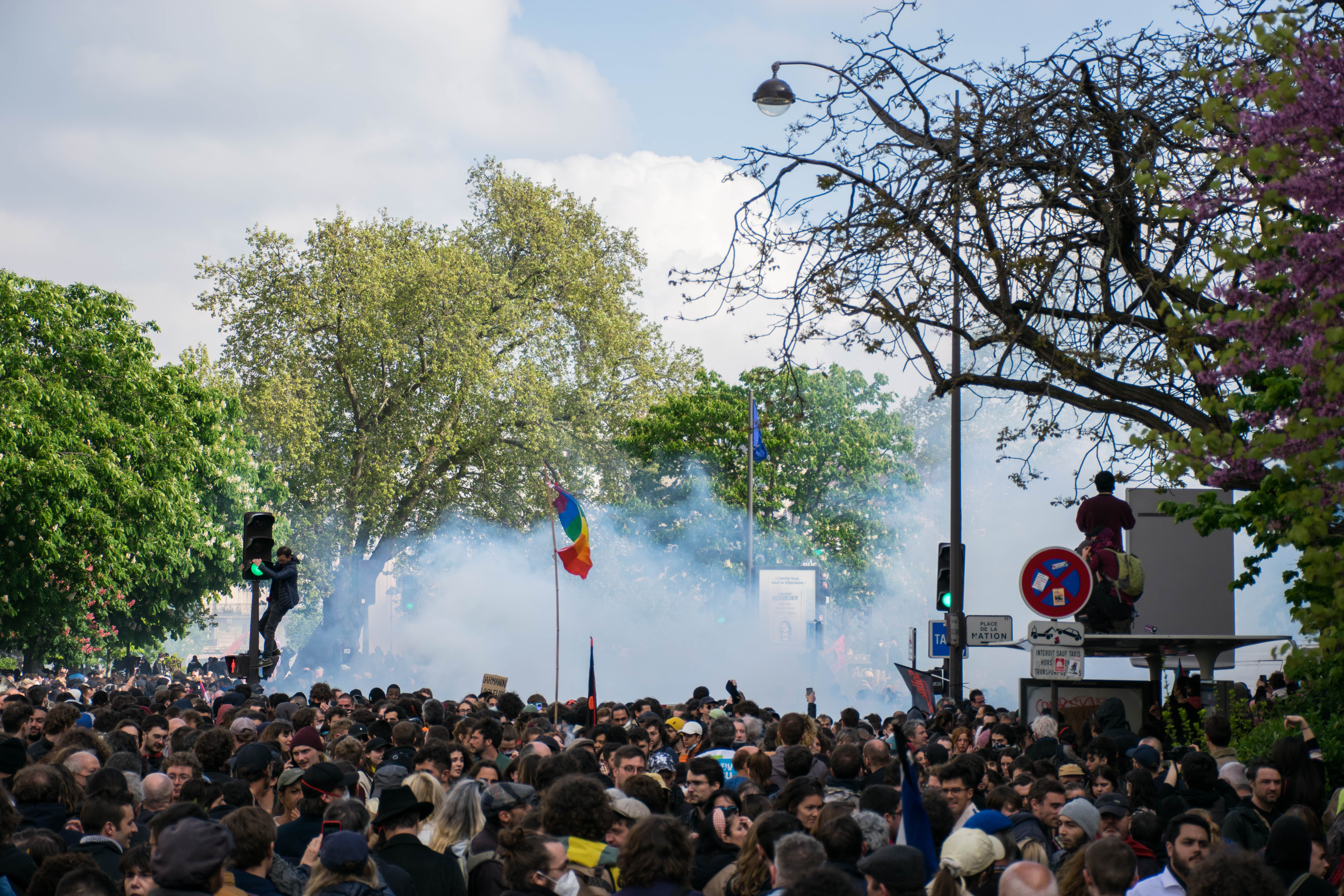
La place de la Nation, à Paris, sous les gaz lacrymogènes, freinant l'arrivée du cortège.

La Première ministre Élisabeth Borne juge « inacceptables » les violences diverses relevées. À Paris, un policier est brûlé au 2e degré par un cocktail molotov et à Lyon, des commerces et agences bancaires sont vandalisées. Côté manifestants, 200 blessés sont déplorés dont « 30 victimes sévères » parmi lesquelles une adolescente de 17 ans atteinte à l'œil et un homme de 28 ans risquant une amputation partielle de la main à Nantes,.

#### 6 juin
L'intersyndicale réunie le 2 mai appelle à une journée de manifestations le 6 juin, avant-veille de l'examen par le parlement d'une motion transpartisane du groupe centriste LIOT abrogeant la réforme promulguée en avril,.
Le 6 juin, la présence des organisations syndicales reste importante mais le nombre des manifestants est le plus faible depuis le début du mouvement. Pour Laurent Berger : « le match pour les retraites est en train de se terminer, qu’on le veuille ou non ». Sophie Binet indique que l'intersyndicale restera unie et la nécessité de futures négociations sur les salaires, les ordonnances Macron sur le code du travail et « l’égalité femmes hommes ». Mais « les retraites resteront toujours un combat ».

### 2024
Le 7 février 2024, des grèves de dockers ont lieu dans les principaux ports industriels de France métropolitaine, à l'appel de la CGT, mobilisant plusieurs centaines de personnes à chaque fois (sauf à Lorient où ils ne sont qu'une vingtaine). De plus, le port de Rouen est partiellement bloqué. Ils protestent contre la réforme des retraites qui reportent de deux ans leur âge de départ, estimant que la pénibilité de leur métier et les troubles musculo-squelettiques qu'elle entraîne ne sont pas assez pris en compte, et demandent donc que la réforme ne s'applique pas à eux. En outre, ils demandent aussi 10 milliards d'investissement dans les infrastructures portuaires françaises, afin de rester compétitif face aux ports d'Italie et d'Espagne.
Dans le contexte de la crise institutionnelle provoquée en partie par le refus du président Emmanuel Macron de nommer un Premier ministre issu du Nouveau Front populaire - pourtant arrivé en tête des élections législatives anticipées de 2024 - pour éviter qu'il n'abroge la réforme, des nouvelles manifestations ont lieu le 1er octobre 2024. Il s'agit du jour du discours de politique générale du nouveau Premier ministre LR Michel Barnier, 250 manifestations ont lieu à travers la France, réunissant entre 95 000 personnes selon le Ministère de l'Intérieur et 170 000 selon le syndicat CGT. Elles ont comme revendications le refus de voir Barnier Premier ministre, l'abrogation de la réforme des retraites de l'année précédente, une revalorisation du SMIC de 2%, et plus de moyens pour les services publics. En outre, des grèves assez limitées ont lieu, avec 6.08% de grévistes parmi les enseignants de l'Éducation nationale et des perturbations locales pour les trains régionaux et intercités. Dans son discours de politique générale de la soirée, entre-autres annonces, Barnier accepte la revalorisation du SMIC de 2%, et de renégocier certaines "limites" de la réforme des retraites sans pour autant l'abroger.

### Nombre de manifestants
Le nombre de manifestants dans toute la France a culminé les 31 janvier et 7 mars 2023 à environ 1,3 million, selon la police, dont l'estimation du 7 mars (1,28 million) a dépassé les deux précédents records, 1,23 million le 12 octobre 2010 et un million le 12 décembre 1995.
Ce nombre a culminé les 7 et 23 mars, selon les syndicats à 3,5 millions, dépassant les 2 millions de personnes du 12 décembre 1995, selon la même source, qui étaient « du jamais vu depuis mai 68 ».
Pour donner une troisième estimation, un collectif de médias français utilise depuis 2017 le cabinet Occurrence. Ses résultats sont régulièrement contestés, par le service de vérification des faits de Libération, Checknews, et les organisateurs de manifestations, qui l'accusent de connivence avec le parti LaREM, en pointant du doigt les déclarations de son président Assaël Adary sur les réseaux sociaux, même si Occurrence se présente comme indépendant. Son algorithme de comptage n’est pas public et plusieurs statisticiens, notamment le professeur Bruno Andreotti, ont souligné ses limites techniques et méthodologiques,.
| No       | Date                   | Toute la France | Toute la France          | Toute la France | Paris     | Paris                    | Paris              | Paris   |
| No       | Date                   | CGT             | Ministère de l'Intérieur | Source          | CGT       | Ministère de l'Intérieur | Cabinet Occurrence | Source  |
| -------- | ---------------------- | --------------- | ------------------------ | --------------- | --------- | ------------------------ | ------------------ | ------- |
| 1        | jeudi 19 janvier 2023  | 2 000 000       | 1 120 000                | [ 211 ]         | 400 000   | 80 000                   | /                  | [ 211 ] |
| 2        | mardi 31 janvier 2023  | 2 800 000       | 1 270 000                | [ 212 ]         | 500 000   | 87 000                   | 55 000             | [ 213 ] |
| 3        | mardi 7 février 2023   | 2 000 000       | 757 000                  | [ 214 ]         | 400 000   | 57 000                   | 60 000             | [ 215 ] |
| 4        | samedi 11 février 2023 | 2 500 000       | 963 000                  | [ 216 ]         | 500 000   | 93 000                   | 112 000            | [ 216 ] |
| 5        | jeudi 16 février 2023  | 1 300 000       | 440 000                  | [ 217 ]         | 300 000   | 37 000                   | 33 000             | [ 218 ] |
| 6 (max)  | mardi 7 mars 2023      | 3 500 000       | 1 280 000                | [ 219 ]         | 700 000   | 81 000                   | 68 000             | [ 220 ] |
| 7        | samedi 11 mars 2023    | 1 000 000       | 368 000                  | [ 221 ]         | 300 000   | 48 000                   | 33 000             | [ 221 ] |
| 8        | mercredi 15 mars 2023  | 1 700 000       | 480 000                  | [ 222 ]         | 450 000   | 37 000                   | /                  | [ 222 ] |
| 9        | jeudi 23 mars 2023     | 3 500 000       | 1 089 000                | ,               | 800 000   | 119 000                  | 83 000             | [ 223 ] |
| 10       | mardi 28 mars 2023     | 2 000 000       | 740 000                  | [ 152 ]         | 450 000   | 93 000                   | /                  | [ 152 ] |
| 11       | jeudi 6 avril 2023     | 2 000 000       | 570 000                  | [ 225 ]         | 400 000   | 57 000                   | /                  | [ 226 ] |
| 12       | jeudi 13 avril 2023    | 1 500 000       | 380 000                  | [ 227 ]         | 400 000   | 42 000                   | /                  | [ 227 ] |
| 13       | lundi 1er mai 2023     | 2 300 000       | 782 000                  | [ 228 ]         | 550 000   | 112 000                  | 94 000             | [ 228 ] |
| 14 (min) | mardi 6 juin 2023      | 900 000         | 281 000                  | [ 229 ]         | 300 000   | 31 000                   |                    | [ 229 ] |
|          | Total                  | 29 000 000      | 10 520 000               |                 | 6 450 000 | 974 000                  |                    |         |

## Différents modes d'actions contestataires

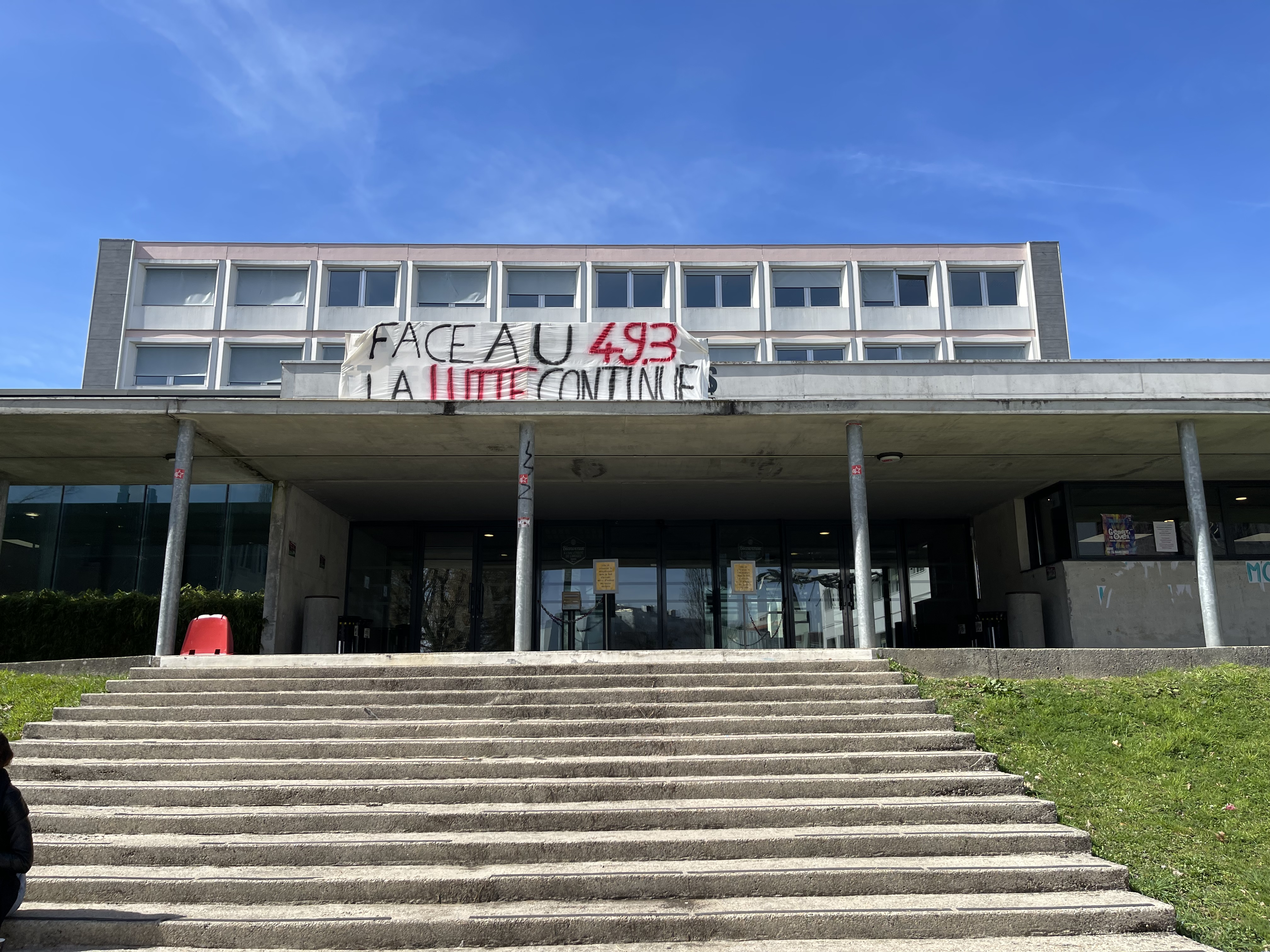
Blocage de l'Université de Limoges le 18 mars 2023.

Depuis la mi-janvier, les grèves perturbent tous les secteurs, principalement les transports, l'électricité, l'enseignement, les carburants et la chimie. Fin février, constatant n'être pas entendue malgré les plus importantes manifestations depuis Mai 68, l'intersyndicale nationale s'est mise d'accord sur un blocage économique à partir du 7 mars, avec grèves perlées, blocages de routes, ponts, sites industriels et logistiques.
Les grèves s'étendent en mars à « tous les jours » dans les raffineries et la collecte des poubelles, dans le public comme le privé, notamment dans 3 des 5 arrondissements de Paris servis par Derichebourg. Des jeunes venus de différentes écoles et universités pour bloquer les incinérateurs permettent au taux de grévistes de refluer sans que l'impact économique diminue, tandis que les caisses de grève spécifiquement dédiés aux éboueurs réduisent l'impact financier.
Ces grèves sont complétées à partir de mars par des invasions de routes, ronds-points, autoroutes, ponts, tunnels plates-formes logistiques, ports, centres commerciaux et péages par des centaines de manifestants, qui visent autant à bloquer l'économie pour faire pression sur le gouvernement et ses soutiens qu'à se faire mieux connaitre de la population.
Contrairement à ce qu'il avait alors fait, le gouvernement ordonne à la police de démanteler ces blocages dès leur premier jour, le 7 mars 2023. Lorsqu'elle intervient, les syndicats acceptent de les lever, mais les reconstituent plus tard ou sur un autre site. Ils deviennent intermittents les jours de manifestation, le gouvernement en comptabilisant ainsi 150 le 7 mars au matin puis une trentaine à la mi-journée puis s'installent le plus souvent les autres jours de la semaine, par surprise.
À Marseille, le blocage des raffineries, couplé à celui des dépôts de carburants, entraîne, au fil de l'épuisement des stocks, les premières pénuries de carburant et des files d'attente de deux heures sont constatées dès le 20 mars avec 25 % des stations-services touchées dans les Bouches-du-Rhône, contre 4 % en Île-de-France. Selon une étude de la sociologue Magali Della Sudda, les données collectées lors des « gilets jaunes » montrent une convergence d'intérêts avec ceux des grévistes du secteur pétrolier d'octobre 2022 et de 2023.
Via des opérations « Robin des bois », la CGT coupe le courant à des lieux symboliques: fort de Brégançon, chantier du village olympique institutions financières et patronales, ou grandes entreprises, mais le rétablit à des familles en difficulté et met des artisans et PME en « tarif réduit. Des syndicats évoquent des actions de soutien aux petites entreprises et un sondage montre que 61 % d'entre elles sont opposées à la réforme des retraites.
En avril les blocages se poursuivaient, y compris de la part de syndicats jusque là moins enclins à ces actions : la CFDT-Alsace a ainsi paralysé trois jours une plateforme Auchan à Vendenheim et à partir du 17 avril entravé le fonctionnement d'un entrepôt logistique à Bischheim.

### Actions coup de poing
Pour populariser le mouvement, des banderoles géantes sont installées en haut de l'Arc de Triomphe, du cap Blanc-Nez, du mont Saint-Michel, du Monument aux Girondins, du mont Canigou du château des ducs de Bretagne le 19 avril, du musée d'Orsay le 21 avril, ou encore le 22 avril sur la piste de l'hippodrome de Pontchâteau. À Courbevoie, le grimpeur Alain Robert escalade à main nue les 160 m de la tour Alto, également afin de protester contre la réforme.
L'idée du concert de casseroles, permettant d'élargir la contestation à des personnes ne pouvant pas, ou ne souhaitant pas, venir aux manifestations, est proposée par François Ruffin, le surlendemain de l'interview présidentielle au journal de 13H de TF1 le 21 mars, pour protester contre le recours au 49.3 et le refus de rencontrer l'intersyndicale. Elle est reprise par l'association Attac pour l'allocution présidentielle du lundi 17 avril.

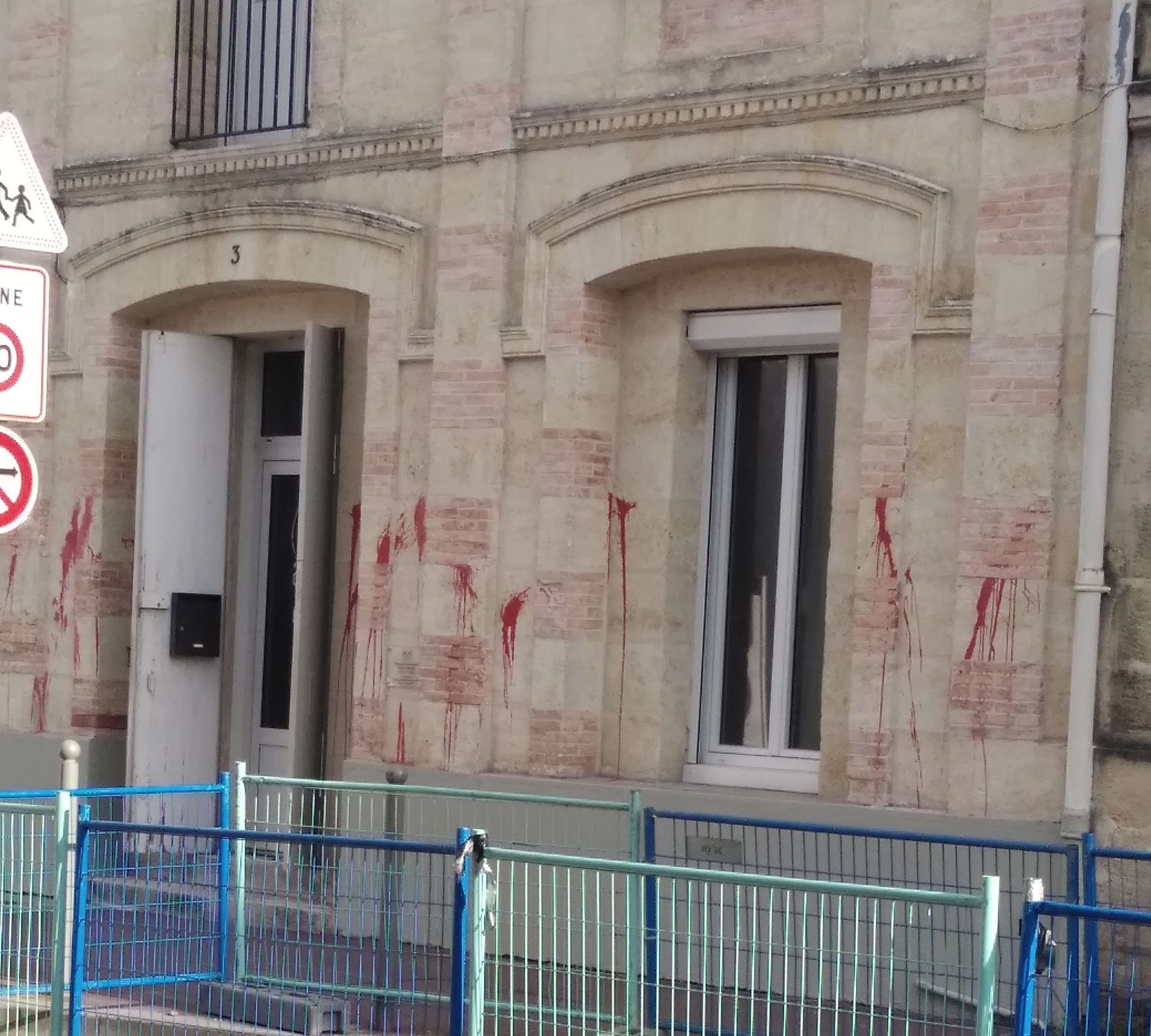
Permanence de Frédéric Zgainski, taguée par le groupe d'extrême droite « Nation Révoltée » le 18 mars 2023. Photo prise le 27 mars.

De nombreuses dégradations ciblées contre l'administration ou les élus sont enregistrées. Le centre des finances publiques de Bron est par exemple incendié dans la nuit du 30 au 31 mars, provoquant des dégâts important et une fermeture de plus de 6 mois. À l'intérieur du bâtiment est retrouvée le sigle des anarchistes et une inscription : « On ira jusqu'à l'Elysée »,. Après l'utilisation du 49.3 pour faire passer le projet de loi, 17 permanences de députés sont victimes de dégradations en 4 jours. Cela représente alors 30 % des dégradations depuis le début de la mandature en juin 2022, les députés de la majorité et Les Républicains ont particulièrement été ciblés. La permanence d'Eric Ciotti est caillassée la nuit du 18 mars tandis que trois députés de Gironde (Pascal Lavergne, Frédéric Zgainski, Sophie Mette) sont taguées en une seule nuit, les dégradations étant cette fois-ci signées par l'extrême-droite sous le nom de « Nation Révoltée »,,.
Tous les jeudi, le siège de sociétés emblématiques est envahi avec des feux de bengale, la banque Natixis puis le fonds d'investissement BlackRock le 6 avril,, la multinationale LVMH le 13 avril, et la société Euronext des bourses européennes, le 20 avril.

### Blocages

#### Blocage des raffineries
Le 10 mars, six des sept raffineries de pétrole en France métropolitaine sont bloquées par les grévistes. En revanche, celle d'Esso-ExxonMobil, à Port-Jérôme-sur-Seine (voir Raffinerie de Port-Jérôme-Gravenchon) fonctionnait le 9 mars.
À la raffinerie TotalEnergies de Gonfreville-l'Orcher, en Seine-Maritime où la production est à l'arrêt depuis le 21 mars, elle devait reprendre via un l'arrêté de réquisitions d'une quinzaine de salariés, pris le 4 avril mais le tribunal administratif de Rouen l'a dès le surlendemain suspendu, estimant qu'il s'agit d'une « atteinte grave au droit de grève », déclenchant un nouvel arrêt des expéditions, jurisprudence qui évolue car le 14 octobre, le tribunal administratif de Rouen avait validé un arrêté préfectoral de réquisition, mais pour seulement 4 salariés et à la raffinerie ExxoMobil, rejetant le recours du même syndicat CGT.

#### Blocage des hypermarchés et grands centres commerciaux
Si les blocages des hypermarchés et grands centres commerciaux sont souvent passés par le filtrage des camions par une poignée de manifestants sur une bretelle routière d'accès, bon nombre des plus grands centres commerciaux en France ont été envahis par surprise par des centaines d'entre eux. Dès le 7 mars à Marseille, lors de la journée nationale de mobilisation, le centre commercial des « Terrasses du Port » est bloqué par une cinquantaine de militants lui reprochant d'avoir « détruit les petits commerces depuis son arrivée en 2014 ». Le lendemain, le centre commercial du Belvédère à Dieppe est bloqué, cette fois pour la journée puis trois jours après c'est le centre Mondeville 2, dans l'agglomération de Caen, dans le Calvados. Le 18 mars, les vigiles ont échoué à contenir des centaines de manifestants qui ont arpenté le Forum des Halles, troisième centre commercial le plus visité de France, en chantant puis envahi le RER. Le lendemain des militants CGT ont investi Rosny II, à Rosny-sous-Bois, deuxième centre commercial de l'est parisien après celui de Créteil Soleil. Le 22 mars, d'autres CGT ont bloqué le Carrefour de La Grande Porte à Montreuil, en Seine-Saint-Denis et le lendemain c'était les accès de l'hypermarché Auchan de Villars, dans l'agglomération de Saint-Étienne. Le 30 mars, l’intersyndicale du Gers a mobilisé 60 personnes pour bloquer le centre commercial du Grand Chêne, à Auch, avec des barrages filtrants pour les camions, après avoir bloqué les jours précédents celui d'Endoumingue ou encore un hypermarché Carrefour. À Lyon, une cinquantaine de syndicalistes ont défilé dans les allées du centre commercial de la Part-Dieu le 14 avril pour montrer de nouveau leur mécontentent tandis que le 19 avril « 280 à 300 personnes » ont, selon Amar Lagha, secrétaire général de la Fédération commerce et services de la CGT, envahi plusieurs heures, devant les caméras de télévision, l'hypermarché Auchan du centre commercial Westfield-Les 4 Temps de La Défense, le plus visité de France avec 42 millions de visiteurs.

#### Blocages étudiants
Différentes actions apparaissent dès début février dans de nombreuses universités et grandes écoles partout en France. Ces premières actions sont des assemblées générales étudiantes, des appels à la mobilisation, à la banalisation de journées dédiées à des débats entre professeurs et élèves et/où à la participation aux manifestations contre la réforme des retraites. Ce début de mobilisation étudiante est d'autant plus retentissante qu'elle emploie massivement les réseaux sociaux pour se répandre. Durant le mois de février plusieurs blocages d'universités se répètent déjà, comme à Nantes à partir du 15 février.
Mais c'est à partir de la semaine du 6 mars, vieille de la grève générale, que le mouvement prend réellement de l'ampleur et se mue en blocage étudiant généralisé. En effet le matin du 6 mars, à 9h est déclaré le blocage de l'université Panthéon Sorbonne suivit à 11h par le campus Tolbiac et René Cassin et les étudiants appellent à une assemblée générale publique tout comme l'université de Nanterre dans l'après-midi. D'autres grandes universités se déclarent elles aussi bloquées ou occupées partout en France comme : Lyon II et III, Nantes, Bretagne occidentale, Aix-Marseille, Saint-Étienne, Pau, Lille IIou encore la FLSH de Limoges. Au total une quarantaine d'universités votent le blocage total ou partiel pour la semaine du 7 au 10 mars. Elles sont suivies par d'autres dans les semaines suivantes : Bordeaux-Montaigne est bloquée plusieurs semaines à partir du 15 mars, Paris-Dauphine, le 21 mars ou encore Assas le 23 mars.

### Actions sur l'électrique civil

#### Impact sur la génération d'électricité
Avec 27 % à 50 % de grévistes selon les jours, d'après la direction, EDF a été l'entreprise publique la plus touchée après l'Éducation nationale. Le 7 février, la CGT a annoncé une baisse de production de 4 500 MW, la contraignant à « importer l'énergie qui lui manque pour satisfaire à la demande de ses clients ». Puis le 3 mars 2023, une grève surprise a affecté la production des quatre réacteurs de la centrale du Tricastin (Drôme) et celle des centrales de Flamanville (Manche), Gravelines (Nord), Paluel (Seine-Maritime) et Saint-Laurent-des-Eaux (Loir-et-Cher).
Le mouvement a eu « un impact très fort » sur EDF, les travaux de rénovation des centrales nucléaires étant ralentis, et les manques à gagner « liées au manque de production ayant atteint les 440 millions d'euros en moins de trois mois », selon RMC.

#### Coupures d'électricité ciblées et opérations «Robin des bois»
De nombreux politiques, dont Emmanuel Macron à trois reprises, ont eu leur électricité coupée, à la suite d'un processus lancé le 16 janvier, trois jours avant la première journée de grèves et manifestations, quand la CGT Énergie, appelle à la grève reconductible, avec « rétablissements électricité et gaz aux plus précaires, énergies gratuites, coupures ciblées, baisses de production… », sous forme d' « opérations Robin des bois » déjà pratiquées depuis 2004 mais menées pour la première fois « de manière coordonnée sur tout le territoire », notamment « à Lille, Nantes, Lyon, Nice, Marseille, Saint-Nazaire » et ailleurs, selon Fabrice Cadour, de la CGT Énergie, qui précise que chaque initiative sera votée dans la fédération locale.
Sébastien Menesplier, son secrétaire général, a présenté le même jour à la presse un plan de « reprise en main de l’outil de travail sous toutes ses formes », en déclarant que la CGT Énergie souhaite discuter, dans leurs permanences, avec les personnalités politiques prêtes à adopter cette réforme, qui seront ensuite ciblées par des coupures de courant temporaires si elles la votent, en étant « vigilant » pour éviter « de se mettre à dos les usagers ».
Passant à l'acte, la CGT Énergie rétablit le courant de foyers modestes qui ont subi des coupures en pleine trêve hivernale et met en tarif et réduit des boulangeries de Marseille qui manifestaient à Paris contre la hausse du prix de l'énergie, pour abaisser leur facture de 60 %, selon Renaud Henry, de la CGT Énergie Marseille, selon qui « plusieurs hôpitaux ou cliniques, des patinoires et des piscines municipales, des centres sportifs publics, des associations d'intérêt public, des bibliothèques, des collèges, des lycées, des crèches, des chauffages collectifs d'université ou de HLM, des éclairages publics de petites et moyennes communes, des logements sociaux » ont ainsi été « placés en gratuité d'électricité ou de gaz ».
Le gouvernement juge « inacceptable en démocratie » ce comportement, notamment les coupures aux personnalités, qui génèrent une polémique au sein de la classe politique, sans qu'il n'y ait « de consensus à ce sujet ». Bruno Retailleau, président des sénateurs LR demande de « sanctionner fermement ce genre d'agissement » et deux mois plus tard, son domicile sera « passé en sobriété énergétique » par la CGT Énergie, au moment du recours au 49.3. Questionné, le secrétaire général de la CGT, Philippe Martinez, suggère de couper l’électricité des « belles propriétés » des « milliardaires », à qui « aucun effort » n’est demandé par le projet de réforme.
Trois jours après le plan présenté par la CGT Énergie, la députée Renaissance Huguette Tiegna révèle à l'AFP que l'électricité a été coupée de 14h00 à 17h45 dans la rue où sont situés sa permanence, la sous-préfecture et des commerces. D'autres permanences de parlementaires seront touchées comme celle du sénateur LR Gérard Longuet le 29 mars mais aussi 2000 des 16 000 habitants d'Annonay, en Ardèche, ville du ministre du Travail Olivier Dussopt des préfectures ou des tribunaux (Albi, Agen Périgueux).
Deux coupures de courant frappent le 11 mars le chantier des Jeux olympiques d'été de 2024 et l'aéroport de Toulouse-Blagnac. Le 15 mars la CFE-CGC Énergie Côte d'Azur en annonce une au Fort de Brégançon, résidence de vacances du président de la République.
Le gouvernement de son côté a dénoncé « une coupure sauvage opérée par des grévistes de la CGT », qui a « plongé toute la journée dans le noir un Ehpad et un centre de dialyse du Pas-de-Calais » le 10 mars. Démentant au micro de BFM TV, Nicolas Cuvillier, dirigeant de la CGT Énergie, a décrit une panne de réseau classique et rendu visite aux résidents avec des fleurs pour excuser EDF. Une polémique du même genre a lieu dans le Tarn, où un directeur de la clinique, Guillaume Bourdin assure que son site « n'a pas été impacté » et rappelle l'obligation légale de tous les établissements de santé de disposer de groupes électrogènes et de réserves de fioul. Le 4 avril, 20 000 foyers sont privés de courant à Bordeaux pendant deux heures et le syndicat annonce que ce ne sera « pas la dernière » fois.
Le 19 avril, la CGT Énergie revendique la « mise en sobriété énergétique » du discours du président de la République, en visite dans le Bas-Rhin et affirme que d'autres coupures de courant électrique auront lieu « partout où l’exécutif ira ». Le lendemain, elle coupe le courant à nouveau, sur un autre site visité par Emmanuel Macron, cette fois dans l'Hérault.
Le surlendemain, elle lance une « Grevilla » de 100 jours, avec grève le 3 mai et coupures ciblées (Festival de Cannes, Grand Prix de Monaco Roland-Garros et Festival d’Avignon).

### Grèves des éboueurs
Les villes de Paris, Le Havre, Nantes, Marseille, Montpellier, Metz, Saint-Brieuc et Antibes sont touchées par les grèves des éboueurs.
Les éboueurs du public peuvent partir à la retraite à 57 ans sans bonification du fait d'un travail pénible qui entraine une baisse de l'espérance de vie. En cas d'adoption de la réforme, l'âge de départ sera repoussé à 59 ans. Les éboueurs du privé partent déjà à la retraite à 62 ans et seront donc amenés à travailler jusqu'à 64 ans.

#### Le Havre
Le 17 avril 2023, les éboueurs ont repris leur grève au Centre Technique Communautaire du Havre (Seine-Maritime), d'où sortent les camions-bennes pour le ramassage. Pendant près d’un mois, ce site avait été bloqué et la collecte limitée à entre 20 et 25 tonnes de déchets par jour contre habituellement 150 à 200 tonnes, mais le 31 mars les forces de l’ordre sont finalement parvenues à chasser les grévistes et permettre la reprise des collectes des déchets.

#### Saint-Brieuc
Mi-avril, les éboueurs de l’agglomération de Saint-Brieuc, « les seuls des Côtes-d’Armor à avoir fait six semaines de grèves » ont les honneurs de la tête du cortège. Dans l'agglomération nantaise les éboueurs ont décidé de cesser le travail début avril pour dénoncer une dégradation de leurs conditions de travail dans le cadre du changement de prestataire. À La Rochelle, n'ayant pas obtenu des garanties sur leurs conditions de travail, les éboueurs ont mis leur menace de grève à exécution le 11 avril.

#### Paris
À Paris, la grève des éboueurs entraîne le 12 mars un cumul de plus de 5 000 tonnes d'ordures sur les trottoirs, causant selon les riverains, « un vrai problème d'hygiène », lié aux odeurs et à la prolifération de rats dans les rues.
Trois usines d'incinération aux portes de la capitale sont à l'arrêt, empêchant la possibilité de traitement de ces ordures dans un délai rapide.
Le 24 mars, deux ont rouvert et le personnel de la société privée Pizzorno Environnement, chargé du ramassage des ordures dans le 15e arrondissement, met fin à sa grève. Le 28 mars, la CGT annonce la suspension de la grève des éboueurs et du blocage des incinérateurs car il n'y pas assez de grévistes.
Les ordres de réquisitions annoncées par la préfecture de Police ont été mal reçus par les professionnels qui ont dû s'exécuter mais ont annoncé à la presse qu'ils préparent une future contre-offensive, sur une durée longue, menaçant de rendre plus compliqués les Jeux olympiques de 2024.

Grève des éboueurs à Paris
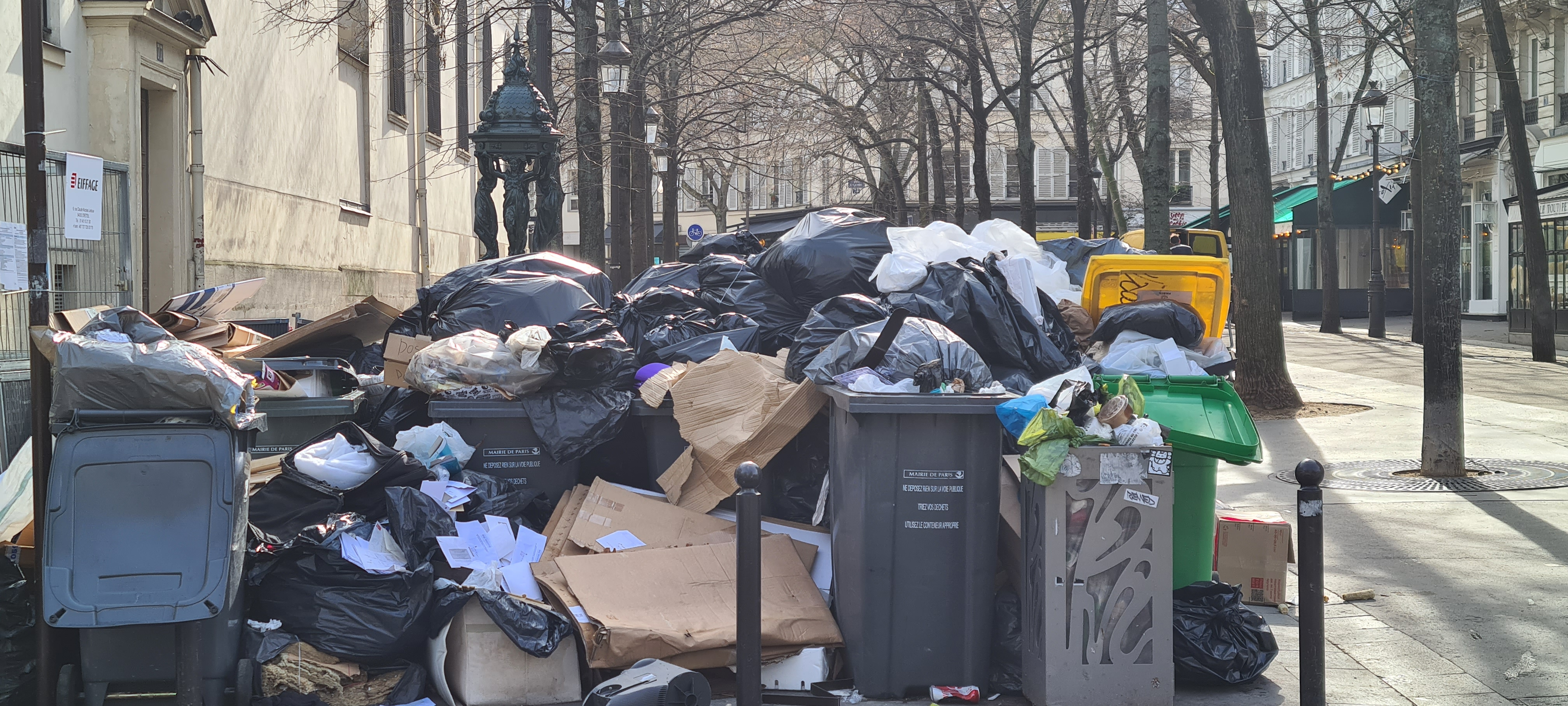
Place du Docteur-Félix-Lobligeois.
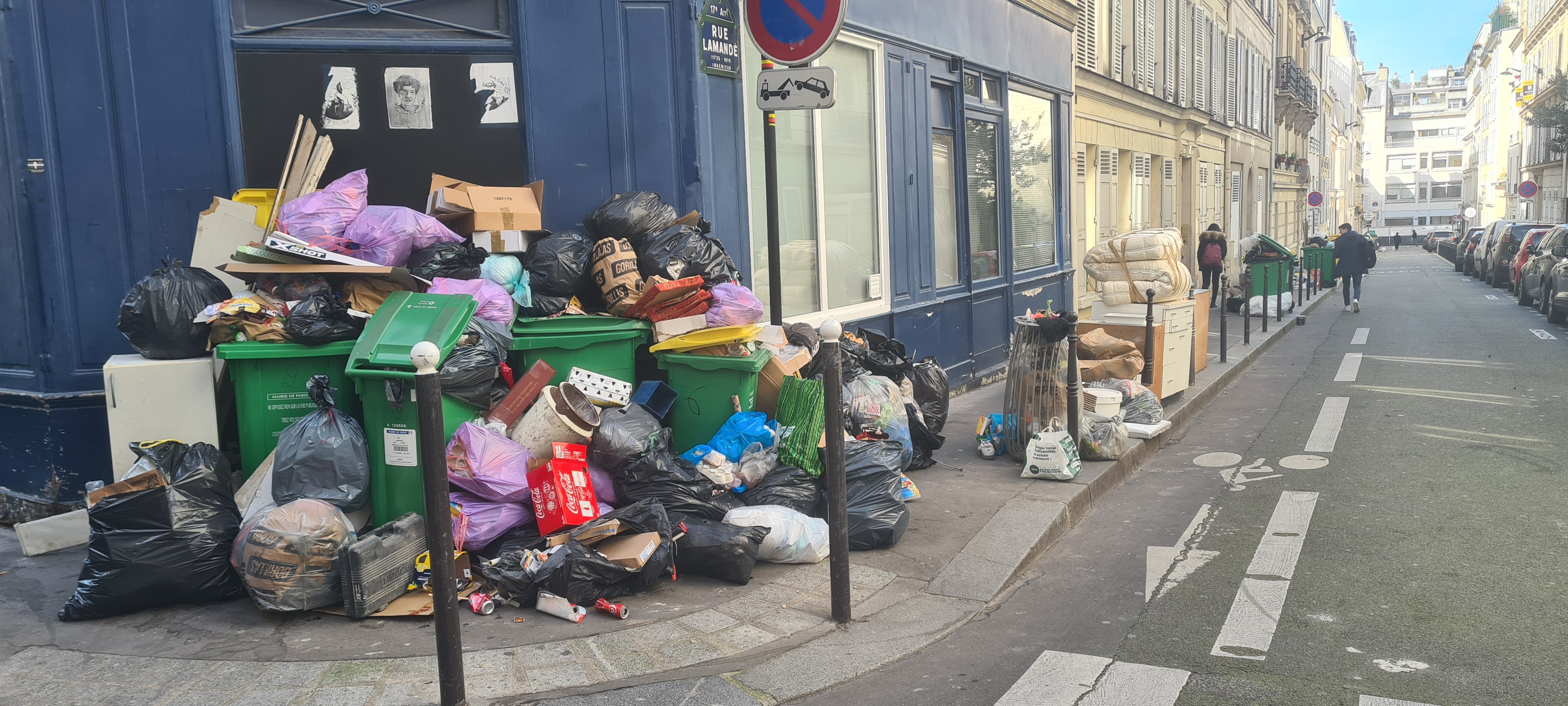
Rue Bridaine.
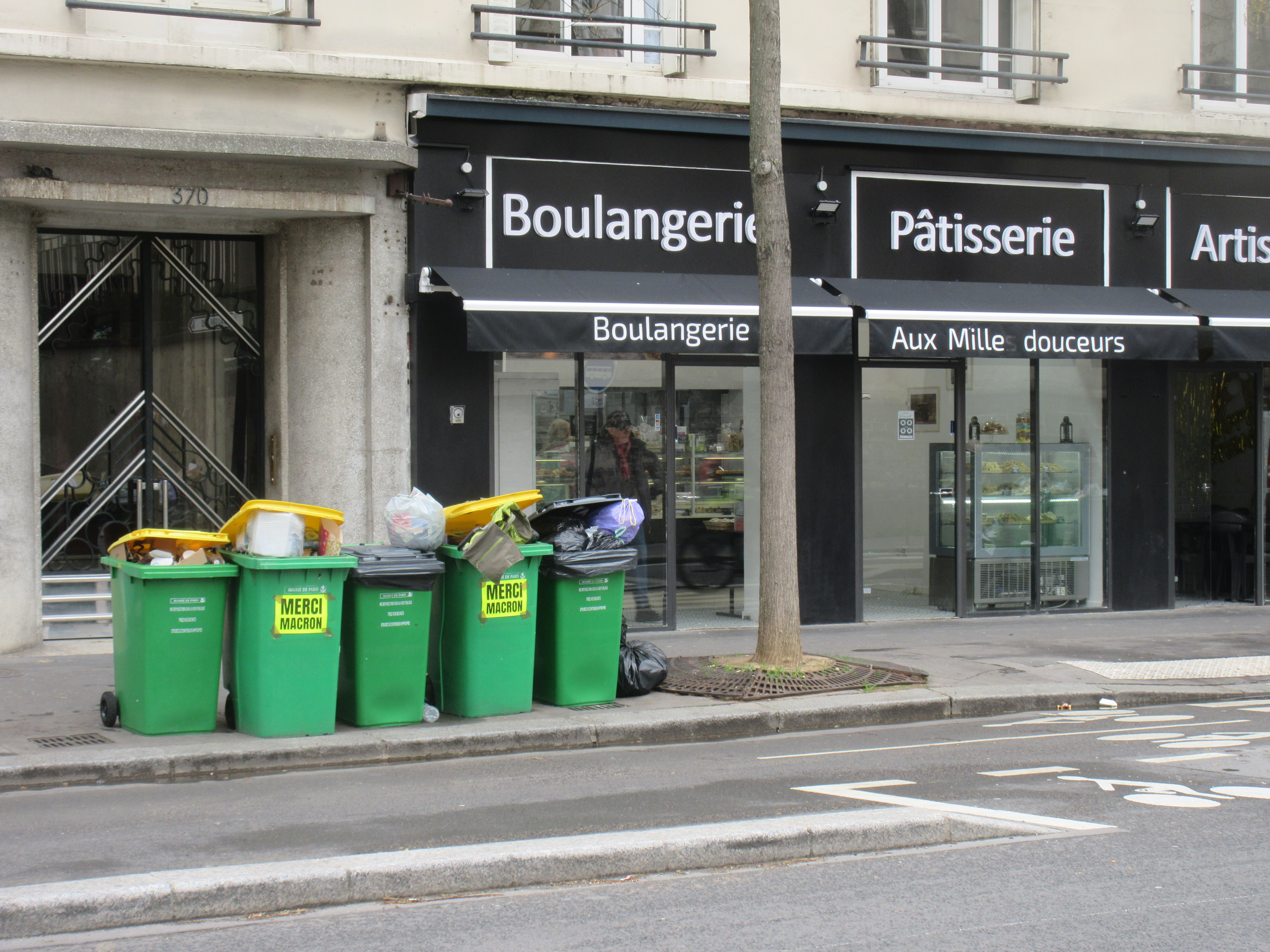
Rue de Vaugirard.
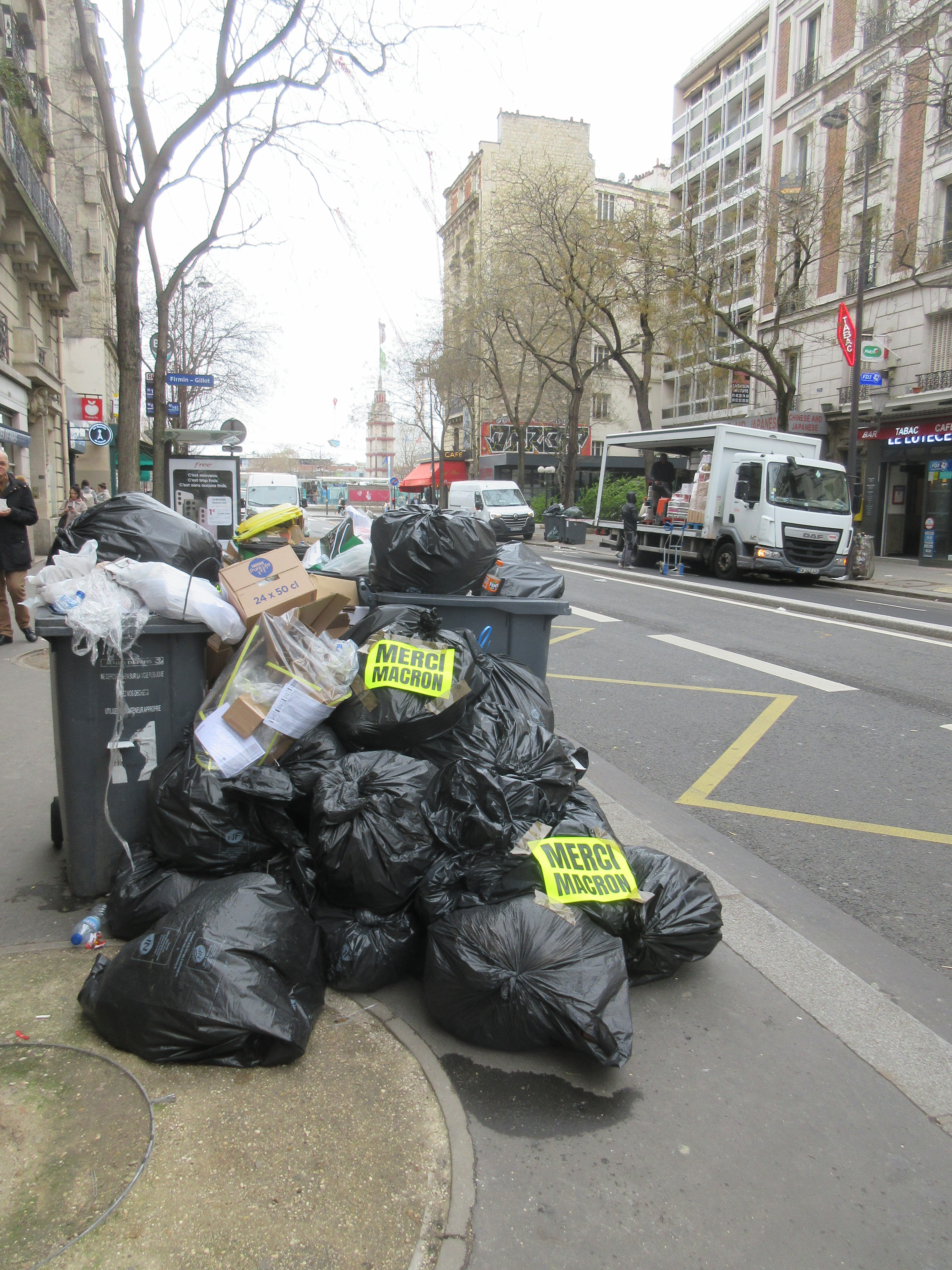
Rue de Vaugirard.

### Grève dans l'Éducation nationale
Le 19 janvier 2023 est marqué par un taux de grève significatif. Le Snes-FSU constate un taux de 65 % des professeurs grévistes dans le secondaire, et le Snuipp-FSU recense 70 % d'enseignants grévistes dans le primaire. Toutefois, le ministère de l'Éducation nationale, qui utilise un mode de calcul différent, conteste ce taux de mobilisation. Dans la fonction publique d'État, le ministère indique le chiffre de 28 %.
| Date            | Ministères | Syndicats |
| --------------- | ---------- | --------- |
| 19 janvier 2023 | 35,15 %    | 70 %      |
| 31 janvier 2023 | 25,92 %    | 70 %      |
| 7 mars 2023     | 32,71 %    | 60 %      |
| 23 mars 2023    | 21,41 %    | 50 %      |
| 13 avril 2023   | 4,66 %     |           |

### Perturbation de sites portuaires et gaziers
Au cours de la mi-mars, des journées « ports morts » lancées par la CGT voient ceux de Nantes-Saint-Nazaire, Le Havre, Brest et Calais bloqués. La CGT avait appelé dès le 13 mars à trois jours d'arrêt de travail dans les ports de France.
La CGT Énergie a lancé un « ultimatum » à Storengy, filiale d’Engie, lui demandant de déclencher une importante et rare baisse de pression dans les réseaux de gaz, visant certains clients industriels, ce qui a été refusé. Les grévistes ont alors eux-mêmes déclenché « des perturbations opérationnelles », selon Engie.

### Perturbation des réseaux routiers et ferroviaires

#### Routes, autoroutes, ponts, ronds-points et péages
Routes, autoroutes, ponts, ronds-points et péages sont occupés ou filtrés, leur nombre augmentant après l'application de l'article 49.3.
Dès le 7 mars, des barrages de routiers bloquants ou filtrants, selon les lieux, sont constatés, notamment sur le périphérique de Caen où sur certaines routes du département du Nord, visant les camions et épargnant les véhicules des particuliers. Pour éviter ceux prévus par les conducteurs de poids-lourds, l'État promet peu après d'apporter 150 millions d'euros par an pendant sept ans au dispositif de fin d'activité anticipée des conducteurs routiers, sans que les modalités pratiques soient encore négociées.
Par la suite, la veille, le jour et le lendemain de l'annonce par Élisabeth Borne du recours au 49.3, à la mi-mars, ils « se multiplient » et « aux quatre coins de l’Hexagone ». Le 15 mars c'est dans le département de l'Oise, générant des bouchons et celui du Pas-de-Calais, avec le blocage total des trois entrées de l'autoroute A26 près de Tournehem. Le périphérique parisien est provisoirement bloqué le matin du 17 mars, par une série d'opération « coup de poing » initiée par la CGT d'Île-de-France à porte de Clignancourt, place d’Italie et à porte de Montreuil. Ce même jour, des blocages routiers sont également effectués par des agents d'Enedis dans l'agglomération de Caen. Des ronds-points sont bloqués dans et autour de la ville de Brest.
Le 22 mars, des barrage filtrants ferment pendant 8 heures d'affilée le Pont de Saint-Nazaire, où deux portiques routiers se sont ensuite effondrés sous les flammes.
Ils « se multiplient » ensuite, notamment un mois après leur lancement début mars. Au cours de la seule journée du 4 avril, avant-veille d'une journée nationale de manifestations, des blocages routiers sont observés à Nantes, Cambrai, Le Mans, Toulouse, Laval, Gap, Agen, Bar-le-Duc, Bourges, Châlons-en-Champagne, Saint-Étienne, la banlieue lyonnaise, Grenoble, Rouen, Le Havre, Caen, Brest, Morlaix et Guingamp, ou encore Rennes et Lille, entraînant des perturbations. Le même jour, l'intersyndicale du Cambrésis, région industrielle du Nord a organisé une opération escargot de trois heures, tandis qu'en Loire-Atlantique, le périphérique de Nantes est coupé, causant 15 km de bouchons.

#### Opérations péage gratuit
Des manifestations spontanées ont organisé des « opérations péage gratuit», dès le 7 février à Lyon puis le 4 mars à Avignon. Ces opérations deviennent plus nombreuses après le recours au 49.3 de la mi-mars, notamment le 15 mars dans les Vosges, le 17 mars à Gap, le 19 mars à Senlis, puis le 21 mars à Toulouse, Tarbes, Briey, Pau et Saint-Avold, le 22 mars à Roye, le 23 mars au Mans et Cholet, à Bandol le 26 mars, Nîmes le 27 mars, le 28 mars au Viaduc de Millau, où l'évacuation par la police blesse Christian Roqueirol, figure de la Confédération paysanne, qui doit être hospitalisé, La Ciotat le 1er avril, Valence le 6 avril, Bordeaux, Saint-Étienne, ou encore en Gironde, Savoie, Isère, Provence, Corrèze, Normandie, Alsace, Picardie, et dans le Doubs. Ils reprennent fin avril, en particulier en Mayenne, dans le Jura,, ou l'Allier.

#### Gares et réseaux ferroviaires
Des dizaines d'occupations de gares et réseaux ferroviaires ont eu lieu dans toutes les régions pendant trois mois.
À Toulon et Bordeaux, la circulation des trains est totalement interrompue le 17 mars. Dans la matinée du lundi 20 mars, des manifestants de la CGT ont occupé les voies ferrées de la gare de Versailles-Chantiers, engendrant de nombreuses perturbations sur le trafic ferroviaire.

## Prises de positions de personnalités
Les manifestants recherchent une visibilité par le soutien des artistes et des actions spectaculaires : banderoles géantes en haut de l'Arc de Triomphe, du Cap Blanc Nez, du Monument aux Girondins, du Mont Canigou, du Mont-Saint-Michel ou du Château des ducs de Bretagne le 19 avril. Le jour de la grande manifestation du 23 mars, une pétition de célébrités, lancée par le cinéaste Gilles Perret, s'adresse au chef de l’État pour demander le retrait immédiat de la réforme des retraites car elle est « injuste, inefficace, touchant plus durement les plus précaires et les femmes, rejetée par l'immense majorité de la population, et même minoritaire à l'Assemblée nationale ».
À l'inverse, parmi les chanteuses, Sheila a tenu sur Canal+ des propos présentés par le magazine Closer comme « à contre-courant » de l'opinion sur « la question des retraites » et Françoise Hardy a dit avoir « honte de ce qui se passe en France », craignant que les « grèves à répétition » ne fassent du pays un « repoussoir touristique », dans une interview au Journal du dimanche.
Plusieurs célébrités se sont « joints à des cortèges de manifestants », telles que Lola Dewaere. Au Havre, le rappeur Médine, l'actrice Adèle Haenel et 150 étudiants viennent soutenir les grévistes de la toute proche raffinerie TotalEnergies, à Gonfreville-l'Orcher.
Plusieurs YouTubeurs comme Seb et Inoxtag prennent aussi position. La blogueuse Léna Situations et l'influenceuse EnjoyPhoenix, respectivement 4 et 6 millions d'abonnés sur Instagram s'indignent dès le 17 mars du recours à l'article 49.3. Des membres de la CGT Spectacle expliquent sur scène les risques de la réforme, dans plusieurs théâtres comme au Châtelet, peu avant le spectacle de la chorégraphe et danseuse Anne Teresa De Keersmaeker, le plus souvent sous les applaudissements du public. À l'Opéra de Lyon, dirigé par Richard Brunel, l'un de signataires, ils sont cependant sifflés, peu avant les Noces de Figaro. Le 27 mars, les quatre entrées du musée du Louvre à Paris sont bloquées par 300 grévistes, entraînant sa fermeture pour deux jours.
Le 27 mai, recevant la Palme d'or pour son film Anatomie d'une chute, la réalisatrice Justine Triet prononce un discours très à charge contre le gouvernement, notamment sur les retraites et le financement du cinéma ce qui suscite de nombreuses réactions de personnalités médiatiques dont la Ministre de la Culture, Rima Abdul-Malak,,,.

## Répression du mouvement
Le mouvement s'est traduit par quatre mutilations de manifestants, victimes de charges « matraquées », pressions et intimidations diverses, tout comme les élus et journalistes, mais aussi des milliers de feux de poubelles, qui débutent place de la Concorde à Paris, le jour de l'annonce inattendue du recours au 49.3, amenant le sénateur LR Stéphane Le Rudulier à effectuer une « comparaison » avec les manifestations antiparlemenataires du 6 février 1934, qui avaient fait 19 morts et plus de 2 000 blessés au même endroit, dans le sillage de l'affaire Stavisky. Elle est jugée « excessive » le lendemain par Le Figaro, qui cependant dénonce « des scènes de violence et de chaos dans plusieurs villes », puis une semaine après l'l'incendie du portail de la Mairie de Bordeaux. C'est le moment où des centaines d'arrestations préventives sont opérées, le ministre de l'intérieur, voulant garantir le « bon déroulement des manifestations », en brandissant « une tolérance zéro zadisation ». Le quotidien Libération estime au contraire qu'il alimente « la tension » et fait œuvre de « diversion » pour détourner l'attention de la question sociale. Gérald Darmanin a « une stratégie pour nous faire dévier le regard » de la question des retraites selon le député (PS) du Nord, Roger Vicot. L'écologiste Sandrine Rousseau accuse Emmanuel Macron de « chercher l'incident » et Nicolas Dupont-Aignan le juge « incendiaire ».
Quand début avril Gérald Darmanin parle encore de « terrorisme intellectuel » d'une « extrême-gauche », pour qui « les casseurs deviendraient les agressés et les policiers les agresseurs », plusieurs personnalités de la majorité prennent leurs distances, dont Clément Beaune, ministre des Transports ou Pascal Canfin, qui voit dans ce discours une « stratégie de la tension » portant le risque de faire « le jeu de l'extrémisme et de l'affaiblissement de la démocratie ». « Quand on charge à l’aveugle une manifestation, on ne s’attaque pas à l’ultragauche » a souligné le député (PS) du Nord, Roger Vicot, lors de l’audition du ministre à l'Assemblée nationale, en dénonçant « un élément de langage » que « tous les députés de la majorité emploient dans chaque phrase » depuis quelques jours.
À droite, le député LR Aurélien Pradié a estimé que le ministre de l'Intérieur fait « de la provocation en permanence » et que les subventions publiques versées à la Ligue des droits de l'Homme (LDH), qu'il a semblé vouloir remettre en cause, ne doivent pas dépendre du « fait du prince ».
Le sociologue Philippe Corcuff avait dès février observé « une tactique du gouvernement », consistant à entretenir la « confusion entre violences physique et verbale ». Selon L'Humanité « un narratif alimenté par le gouvernement » sur le thème de la « violence » s'était déjà en février « imposé peu à peu dans les médias » voulant que le débat ait été particulièrement « violent » à l'Assemblée nationale.
Le député Thomas Portes est notamment la cible de critiques pour avoir le 9 février 2023 partagé une photo où il demande au ministre du Travail de retirer « [sa] réforme » tout en posant son pied sur des portraits de lui, collés sur un ballon de football puis sanctionné d'une exclusion de 15 jours de séance.

### Gardes à vue et emprisonnements abusifs, remises en liberté

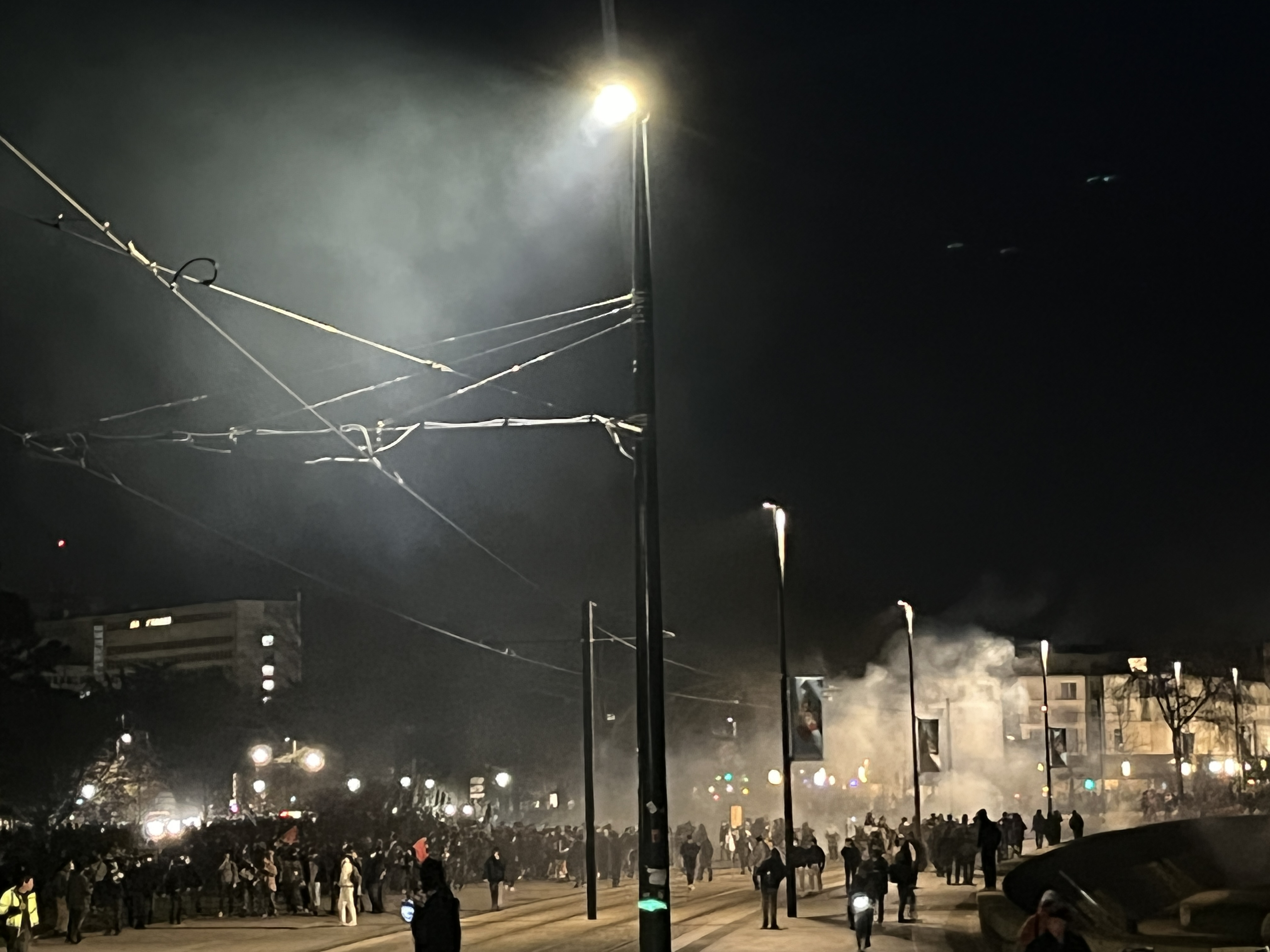
Rassemblement nocturne le 16 mars au soir à Nantes.

Une habitante du Pas-de-Calais, placée en garde à vue le 24 mars par trois policiers venus l'arrêter à son domicile pour une publication Facebook qualifiant Emmanuel Macron d'« ordure », a suscité une multitude d'indignations, par la disproportion des moyens employés.
Plusieurs centaines de personnes avaient auparavant été arrêtées en France « depuis le recours au 49.3 » annoncé le 16 mars, observe France Télévisions six jours après : 292 personnes sont ainsi placées en garde à vue dans la soirée du 16 mars à Paris, selon le parquet de Paris, dès le rassemblement spontané improvisé place de la Concorde, l'après-midi de l'annonce du recours au 49.3. Finalement, seules neuf de ces 292 gardes à vue ont donné lieu à un déferrement à la justice, notamment pour un rappel à la loi, selon la même source.
Malgré des remises en liberté quasiment générales, le ministère de l'Intérieur continue à communiquer des « bilans » sur le nombre d'interpellations, le samedi 18 mars puis le lundi 20 mars. Au total, 790 personnes sont interpellées à Paris du 16 au 20 mars.
Médiapart a relaté la surprise d'une artiste arrêtée avec trente autres personnes alors qu'elle sortait de son cours de sport, avec le mail de réservation dans son téléphone, gardée à vue la nuit entière, alors que les CRS s’excusaient gentiment, lui disant « on sait que vous n’avez rien fait ». L'AFP a raconté la relaxe à l'audience, sous les applaudissements d'une centaine de personnes, d'une libraire, après deux jours de garde à vue et deux d'emprisonnement à Fleury-Mérogis,, accusée d'« être habillée tout en noir »et d’un masque de ski, sur la base du témoignage d'un seul policier, mais reconnaissable sur une photographie d'agence de presse,, lors de son arrestation, au sol après sa chute lors d'une charge de police, où on la voit « en pantalon blanc, avec une écharpe bleue, le visage entièrement découvert sans lunettes »,. Parmi ces gardes à vue « préventives », un réfugié politique tchadien victime d'une longue litanie de menaces, propos humiliants, insultants et racistes et coups, par plusieurs policiers de la BRAV-M le 21 mars sera aussi relaxé, puis à nouveau placé en garde à vue trois semaines après, cette fois 48 heures, mais à nouveau innocenté et relaxé.
Selon son avocat Arié Alimi, saisi par une dizaine d'autres gardés à vue, ces arrestations ont essentiellement eu lieu « dans les nasses » policières, pratique consistant à barrer toutes les rues puis encercler progressivement un grand nombre manifestants, technique jugée illégale par le Conseil d'État en juin 2021, en « l'absence de conditions précises ». Depuis, une nouvelle version du schéma national du maintien de l'ordre (SNMO), instituée en décembre 2021, n'autorise ces nasses que pour « faire cesser des violences graves et imminentes contre les personnes et les biens », mais ces notions de « trouble à l’ordre public » sont en mars 2023 jugées « extrêmement malléable et floue » par Raphaël Kempf et Alice Becker, d'un collectif informel d’avocats, le Conseil d'État devant se prononcer sur un nouveau recours de Claire Dujardin, présidente du Syndicat des avocats de France (SAF), classé à gauche, qui dénonce un « objectif d'intimidation » et de faire « cesser le mouvement social ». Le Défenseur des droits, autorité administrative indépendante, le Syndicat de la magistrature et Amnesty International expriment aussi leurs inquiétudes, l'ONG internationale s’alarmant du « recours excessif à la force et aux arrestations abusives ».
De son côté, Grégory Joron, secrétaire général du syndicat SGP Police a estimé qu'il pouvait y avoir aussi « beaucoup d'interpellations », préventives ou non, de « black blocs ».
Observant pour sa part des vitres d'Abribus cassées et des poubelles brûlées, le préfet de police Laurent Nuñez souligne dans les médias le caractère « sauvage » de ce qui n'a rien de « manifestations déclarées », mais la presse rappelle que d'après la loi, soit une manifestation est interdite par la préfecture, soit elle est de fait autorisée, spontanée ou pas, et que le tribunal administratif a donné raison aux organisateurs de celle du 16 mars, place de la Concorde, d'abord autorisée puis contestée après coup par la préfecture, bien que la loi prévoit délai minimal de 3 jours avant,.
Saisie par des associations indignées par une publication trop tardive ou « en catimini » des arrêtés d'interdiction, la justice ordonne au préfet de le faire « en amont de leur entrée en vigueur »
Par un autre recours devant le Conseil d'État, Raymond Avrillier, ex-maire adjoint écologiste de Grenoble, fait condamner la déclaration du ministre de l’Intérieur qualifiant toute participation à une manifestation non déclarée de « délit » méritant une « interpellation ». Son avocat Jérôme Karsenti y dénonçait une décision administrative qui vaut consigne aux policiers mais « illégale car il n’y a pas d’infraction sans texte et la Cour de cassation a dit en 2022 que la participation à une manifestation non autorisée n’était visée par aucun texte ». Dans sa décision, le Conseil d'État déplore le « caractère erroné » de la déclaration de Gérald Darmanin.

### Violences policières au cours des manifestations

#### Mutilés
Malgré un total de cinq manifestants mutilés, dont quatre dans les cortèges, en plein jour, et trois le 23 mars, le nombre total de blessures graves causées par la police n'est pas répertorié par le gouvernement, qui ne communique que sur le nombre total de blessés dans la police. Trois des cinq mutilés ont perdu un testicule, dont deux par des tirs de LBD et un par un coup de matraque, une a eu le pouce arraché et le cinquième a perdu un œil. Tous les cinq se sont déclarés non-violents.
Dès la première manifestation le 19 janvier, un photographe espagnol est hospitalisé puis amputé d'un testicule. La presse publie photos et vidéos le montrant matraqué à terre à l'entrejambe au milieu de manifestants à visages découverts, alors qu'il brandissait son appareil photo, après une charge de police sur le boulevard à Paris,. Son avocate Lucie Simon annonce qu'il porte plainte. Il ne présentait aucun danger, a rapporté l'ONG Amnesty International. De nombreuses autres ONG, l'ONU et le Conseil de l'Europe. ont dénoncé les brutalités policières. Human Rights Watch a critiqué « le contrôle abusif des foules ». « Les violences de tout ordre et l'impunité sont un scandale majeur », a dénoncé le 24 mars le président de la Ligue des Droits de l'Homme (LDH), Patrick Baudouin. La presse francophone suisse y a consacré la première des articles,.
Enzo Merian, 22 ans, en formation de chaudronnier soudeur à Vitré touché le 23 mars à Rennes par un tir de LBD aux parties génitales,, après avoir été aspergé par un canon à eau, n'était pas « là pour casser, mais pour manifester ». Aidé sur une dizaine de mètres par un autre manifestant, il s'écroule devant les militants bénévoles fournissant les premiers secours et portera plainte car « les CRS étaient à moins de 10 mètres et leur tir de LBD intentionnel ».
Dans cette ville, les responsables des principaux syndicats d'Ille-et-Vilaine, reçus dès le lendemain à la préfecture, se sont plaints d'une « volonté d'intimidation, pour faire peur et pouvoir dire que les manifestations se passent mal ». En sortant, ils ont affirmé qu'un canon à eau avait, ce même 23 mars, délibérément visé le service d'ordre et les secrétaires généraux réunis derrière la banderole de tête. À Nantes, des violences similaires causant un blessé avaient déjà été dénoncées cinq jours plus tôt le 18 mars alors que la tête du cortège n'avait pas atteint le lieu de dislocation de la manifestation. Le 23 mars aussi, une grenade de désencerclement a touché vers 13 heures à Rouen une ligne de manifestants pacifistes, comportant des personnes âgées et des familles, causant onze blessés. L'explosion d'une autre a arraché le pouce d'une jeune femme, lui faisant perdre connaissance. Deux heures plus tard, à Paris, un militant du syndicat SUD Rail travaillant aux ateliers de réparation SNCF de Villeneuve-Saint-Georges a perdu un œil, victime d'un éclat de grenade en plein jour, dans le cortège officiel, à deux stations de métro de l'arrivée de la manifestation. Tout près, rue Montmartre, et quasiment au même moment, une vidéo du journaliste indépendant Amar Taoualit, vue plus de 2 millions de fois en 24 heures, a montré des policiers chargeant de nombreux manifestants pacifiques au milieu de la chaussée, immobiles et souvent assis, en les couvrant indifféremment de coups de matraques, sans chercher à interpeller personne.
La semaine suivante à Strasbourg, le responsable départemental de la CGT a diffusé une vidéo montrant un cordon du service d'ordre groupé et immobile se faire copieusement matraquer et asperger de gaz lacrymogène. Les députés strasbourgeois Emmanuel Fernandes et Sandra Regol ont écrit à la préfète du Bas-Rhin Josiane Chevalier : « des élus, des familles, des collègues » ont subi dans le cortège « des coups de matraque et tirs de gaz lacrymogènes », selon leur courrier.
Dans son interview télévisée du 22 mars, Emmanuel Macron avait d'avance « justifié cette stratégie du maintien de l'ordre par la nécessité de protéger les élus de la République et d'empêcher une radicalisation de la protestation populaire », estime le quotidien Libération, cependant au « risque de favoriser la défiance des jeunes manifestants à l'égard des institutions démocratiques », selon Sebastian Roché. À Nantes, où plusieurs centaines de personnes ont participé, un homme de 37 ans, subit dans la nuit l’ablation d’un testicule, touché vers 22HH par un tir de LBD à l’entrejambe.

#### Pétition contre la BRAV-M

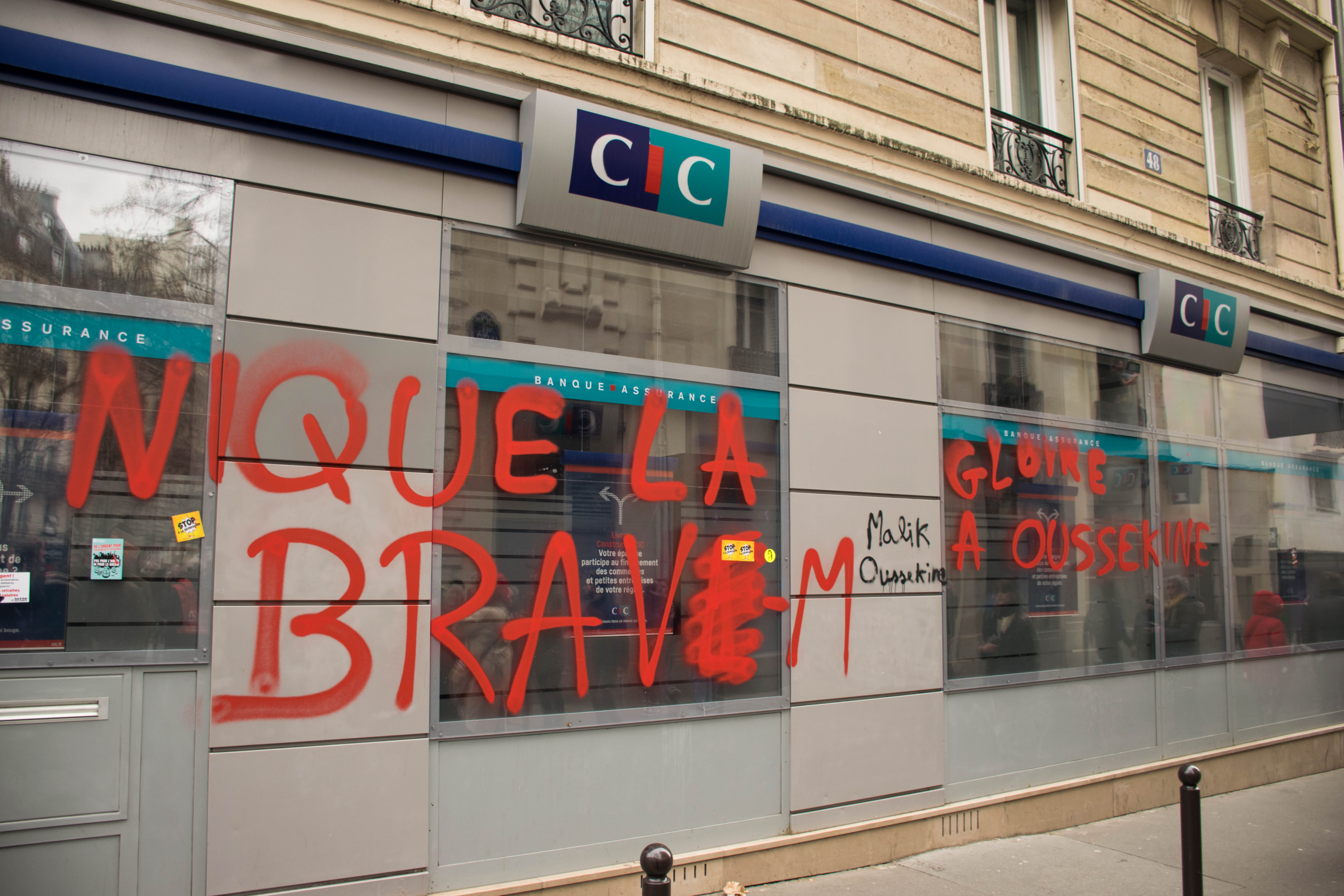
Slogan hostile à la BRAV-M tagué pendant la manifestation parisienne du 28 mars 2023.

Alors que le Syndicat de la magistrature, la Ligue des droits de l'homme, la Défenseure des droits et de nombreuses ONG protestent contre les violences policières, une pétition lancée sur la plate-forme des pétitions de l'Assemblée nationale au soir des violences du 23 mars réclame de dissoudre les brigades de répression de l'action violente motorisée (BRAV-M) créées au printemps 2019 lors du mouvement des gilets jaunes. Elle sont en effet visées par plusieurs enquêtes judiciaires pour des violences sur des manifestants et visées par une série de plaintes, dont celle d'un journaliste filmé en train de se faire brutaliser alors qu'il montre sa carte de presse.
La pétition a obtenu le nombre le plus élevé de signatures depuis la création de cette plate-forme, dépassant en moins de deux semaines les 260 000 signatures citoyennes le 4 avril 2023,, mais est fermée le lendemain par le député de la majorité Éric Poulliat, qui y voit « dévoiement » du droit de pétition.

#### Charges «matraquées» contre la foule
Le journaliste David Dufresne, qui comptabilisait les violences pendant le mouvement des Gilets jaunes a annoncé le 12 janvier 2021, mettre un terme à son travail, mais un site prenant le relais, a été fondé par Vincent Victor, de l'Observatoire national des Street medics, coordonnant les militants qui fournissent les premiers secours aux blessés. Cet observatoire évalue à 250 le nombre de personnes « prises en charge » entre le 7 et le 23 mars 2023, avec de multiples fractures des membres. Vincent Victor a rapporté qu'une grande partie des signalements reçus en mars et avril « sont liés à des charges matraquées » des policiers, qui « vont au contact des manifestants lambda, ce qu’elles ne devraient jamais faire », causant, en plus des coups de matraque, des chutes dans la panique, en particulier le 13 avril place de la Bastille, lieu d'arrivée de la manifestations parisienne. Compte tenu « des densités importantes sur le cortège » arrivant, les manifestants « ne peuvent pas reculer » et les « policiers continuent de frapper », les vidéastes ayant été ciblés. Amar Taoualit, un journaliste parisien, a en particulier diffusé une vidéo de la manifestation du 23 mars, reprise dans L'Obs, où des policiers chargent de nombreux manifestants pacifiques, immobiles et souvent assis au milieu de la chaussée les couvrant de coups de matraques, sans tenter d'interpeller aucun d'eux, tandis qu'une autre vidéo du même jour, massivement diffusée aussi, montre un service d'ordre syndical à Strasbourg, groupé et immobile se faire matraquer massivement aussi.
Selon les Street medics interrogés par Médiapart, la stratégie policière a modifié le profil des blessés : « Avant, c’était les membres du bloc [black bloc – ndlr], qui savaient qu’ils pouvaient être touchés par les policiers, maintenant c’est des manifestants tranquilles, qui n’ont pas l’habitude, et qui ne se rendent pas compte quand ça arrive ». Médiapart a publié une photo du commissaire Paul-Antoine Tomi, directeur adjoint à la Direction de l’ordre public et de la circulation (DOPC), en train de prendre part à des charges, alors qu'il avait déjà été filmé en janvier 2021 en train de porter lui-même des coups à un manifestant au sol, selon Médiapart.

### Enquêtes et poursuites contre des policiers
Le 3 avril, le gouvernement annonce que « 36 enquêtes judiciaires » sont ouvertes par l’Inspection générale de la police nationale (IGPN) depuis le début de la mobilisation, contre 17 le lundi 27 mars et 11 le 24 mars.
Par ailleurs, face aux policiers « il y a eu un changement de nature, d’individus particulièrement radicalisés qui n’étaient pas sur les premières journées nationales d’action », a souligné lors d'une intervention dans la presse la directrice de l'IGPN Agnès Thibault-Lecuivre, ex-directrice adjointe du cabinet de Gérald Darmanin. Cependant, le Conseil d’État a refusé d’imposer au ministère de l’Intérieur d’agir pour rendre obligatoire le port du matricule d’identification des policiers (voir Référentiel des identités et de l'organisation).
Plusieurs procureurs de la République avaient eux-mêmes saisi l'IGPN, comme à Nantes le 20 mars après que quatre femmes, « âgées de 18 à 20 ans », soient « venues au commissariat » déposer plainte pour des faits d'agressions sexuelles subis lors d'un contrôle le 14 mars via une opération de barrage filtrant. « Les quatre jeunes femmes indiquent qu'en réalité, au moins une fonctionnaire de police, aurait commis des agressions sexuelles et non pas une palpation de sécurité », a détaillé le procureur.
À Marseille, le parquet a ouvert le 21 mars 2023 une enquête préliminaire après une vidéo de Sophie Boutière Damahi, journaliste à La Provence, montrant trois policiers en civil donner à une personne à terre des coups de poing et un coup de pied au visage, au 8 rue Horace-Bertin, le 19 mars vers 21 h 30, scène confirmée par une autre vidéo filmée d'un balcon où l'on entend les cris de douleur de la victime.
Dès le 24 mars, au moins trois enquêtes avaient été ouvertes par le procureur de Paris, dont l'une le 14 mars après la plainte de la mère de Fanny, lycéenne de 15 ans, victime d'un éclat de grenade sur le front le 11 mars, à qui deux policiers ont donné des coups de matraque alors qu’elle était assise par terre. L'une vient d'une vidéo visionnée près de 3 millions de fois sur Twitter, montrant un jeune frappé violemment à la tête, soit d’un coup de poing, soit avec une matraque télescopique dans la soirée du 20 mars,.
La presse a aussi révélé un enregistrement sonore d'une des sept victimes d'une longue litanie de menaces, propos humiliants, insultants et jugés racistes et coups, par plusieurs policiers de la BRAV-M le 21 mars. Une étudiante de 22 ans, que les policiers à moto ont fait tomber sur le dos, a découvert qu'une autre victime avait enregistré la scène avec son téléphone. Elle lui a demandé le fichier-son et l'a transmis aux médias,. Identifiés, les policiers de la BRAV-M se justifient, dans un rapport publié le 7 avril, par la « fatigue » d'une longue journée, problème déjà évoqué plusieurs jours avant par leur ministre. Arié Alimi, avocat des victimes estime que cette fatigue découlant de journées de 13 heures imposées aux policiers peut engager « la responsabilité pénale du préfet ».
Mise à nouveau en garde à vue le 14 avril, la victime du 20 mars est accusée d'avoir fait partie d'un groupe de trois personnes « interpellées en flagrant délit » d'incendie de poubelle, alors qu'il est une seconde fois libéré et l’affaire à nouveau classée sans suite, Médiapart révélant son procès-verbal de garde à vue, montrant qu'il a donné des éléments de disculpation. La vidéo du déclenchement de l'incendie, filmée à quelques mètres par les policiers, qu'on lui présente en garde à vue, montre qu’il n'a rien incendié. Il a de nouveau porte plainte, cette fois pour « dénonciation calomnieuse », « violation du secret de l’enquête » et « complicité de destruction de bien par personne dépositaire de l’autorité publique » car selon lui les « quatre policiers en civil déguisés en manifestants » qui l'ont approché avant de l'arrêter avaient essayé, dans le métro, d'entraîner des jeunes à brûler des poubelles,,. Le préfet de police de Paris porte plainte pour diffamation contre son avocat Arié Alimi, qui a fait état de sa version sur BFM TV et demandé « la communication de la vidéo du portable d’un des fonctionnaires de police ainsi que les vidéosurveillances » du métro.
Le lundi 17 avril 2023, la Défenseure des droits, Claire Hédon, disait avoir été saisie à 115 reprises pour des faits de violence policière depuis le début du mouvement social, et partageait « ses craintes » sur le nombre important de réclamations relatives à la déontologie des forces de sécurité dans les manifestations. Cette déclaration fait également suite à une autre, du 14 avril précédent, où elle condamnait la « stigmatisation inquiétante » de la Ligue des droits de l'Homme par le Ministre de l'Intérieur Gérald Darmanin, après que l'association ait dénoncé des cas de violences policières et une « situation alarmante pour la démocratie ».

### Pressions contre des journalistes
Les images des violences, « souvent filmées par des reporters indépendants ont été largement snobées par les chaînes de télévision contrôlées par des milliardaires ou par l’État » selon une enquête du média indépendant Off-investigation, tandis que de nombreux journalistes ont été victimes d'intimidations, d'interpellations ou encore d'agressions physiques par les forces de police, selon Reporters sans frontières. RSF a cité les cas précis de journalistes connus et expérimentés comme Rémy Buisine, reporter de Brut, dont plusieurs vidéos ont percé sur le réseau Tik Tok au cours des manifestations. Reporters sans frontières a aussi cité les cas de Raphaël Kessler (Hans Lucas) ou des indépendants Angéline Desdevises et Clément Lanot, qui a filmé un policier frappant un manifestant plaqué à terre par les policiers de la BRAV-M, déclenchant le 24 mars une enquête préliminaire confiée à l’IGPN, et un autre frapper à la tête un autre manifestant s'approchant calmement puis tombant inconscient,.
Reporters sans frontières a globalement déploré « que les comportements violents des forces de l'ordre contre les journalistes se soient multipliés depuis la réforme des retraites ». Son président Christophe Deloire a demandé au ministre de l'Intérieur Gérald Darmanin de « mettre fin de toute urgence aux violences contre les journalistes qui couvrent les manifestations » et « de respecter les droits des journalistes », conformément au Schéma national du maintien de l'ordre (SNMO).
Le journaliste indépendant Paul Boyer, frappé à coups de matraque par un policier de brigade motorisée, a eu le crâne ouvert et une fracture de la main gauche, avec une interruption temporaire de travail (ITT) de quatorze jours. Selon Libération, beaucoup de journalistes « s'inquiètent d'un retour aux périodes noires qu'ont été le mouvement des gilets jaunes, et l'opposition à la loi sécurité globale, où les violences contre les journalistes et les entraves à la liberté d'informer de la part des forces de l'ordre avaient atteint des niveaux critiques »,.
Le SNJ-CGT a estimé qu'on « ne compte plus » les journalistes « empêchés de travailler, invectivés, bousculés, frappés, gazés, arrêtés… ». Deux journalistes ont même été placés en garde à vue, selon un autre syndicat, malgré les « preuves » qu'ils « couvraient bien la manifestation », l'un d'eux se plaignant d'avoir été étranglé,. Lors du blocage des dépôts de carburant de Fos-sur-Mer, c'est la caméra d'un reporter qui lui a été arrachée et mise en morceaux, cette fois par les grévistes, un photographe subissant un sort identique, selon la même source.
Les vidéos qui circulent amènent des plaintes comme celles du journaliste Amar Taoualit qu'on voit aspergé de gaz lacrymogène et repoussé violemment par des policiers de la BRAV-M le 16 mars alors qu’il montre sa carte de presse.
À Lyon, plusieurs articles de la presse locale font état de journalistes ayant subi des violences de la part de la police.
Yaël Braun-Pivet, présidente de l'Assemblée nationale, a par ailleurs demandé aux syndicats de salariés et aux journalistes « d'appeler au calme », sous-entendant qu'ils « cautionnent » qu'un retrait de la loi puisse « passer par de la violence ». Plusieurs sociétés des journalistes ont au contraire protesté contre les actionnaires de leur journal. Des journalistes du Parisien ont exprimé leur « grande préoccupation » après avoir rencontré Nicolas Charbonneau, directeur de la rédaction, car les grandes interviews de Une ont été faites « uniquement avec des partisans de cette réforme largement contestée dans l’opinion et au parlement ». Fin mars, c'est la SDJ des Echos qui avait protesté par une grève des signatures contre une « éviction brutale par l’actionnaire » Bernard Arnault et le même qu'au Parisien, du directeur de la rédaction Nicolas Barré. Celle de France Télévision a dénoncé le « mauvais traitement » du mouvement, faisant la part belle aux violences, au détriment des millions de manifestants pacifiques, malgré « une mobilisation record » sur laquelle « les syndicats et les autorités sont unanimes ».

### Violences d'extrême-droite contre les opposants à la réforme
Mercredi 15 mars, à Reims, un étudiant participant à un blocage devant le campus de Sciences-Po Reims est agressé par des membres de l'Union nationale inter-universitaire (UNI). Jeudi 16 mars à Besançon, des militants d'extrême droite attaquent des étudiants qui participent au blocage de la faculté de Lettres. Les agresseurs, proches d'un syndicat étudiant d'extrême droite et de l'ex-candidat RN puis Reconquête Théo Giacone, s'emparent de banderoles et de pancartes et s'exhibent avec des symboles néofascistes, certains faisant un salut à trois doigts. Jeudi 23 mars, des étudiants de l'Université Paris-Panthéon-Assas membres d'un groupuscule néonazi, les « Waffen Assas », attaquent un cortège étudiant et rouent de coups plusieurs manifestants. Ce même groupe s'en prend, samedi 25 mars, aux étudiants participant au blocage de l'université Paris 1. Les agresseurs, au nombre d'une quarantaine, armés de couteaux et de barres de fer, s'en prennent aux treize étudiants assurant le blocage et rouent de coups l'un d'entre eux qui a le nez cassé et la mâchoire fracturée. Le quotidien Libération recense une quinzaine d'agressions commises par des militants d'extrême-droite contre des opposants à la réforme durant les deux dernières semaines de mars 2023.

### Violences de la part de fauteurs de trouble

#### Services d'ordre des syndicats

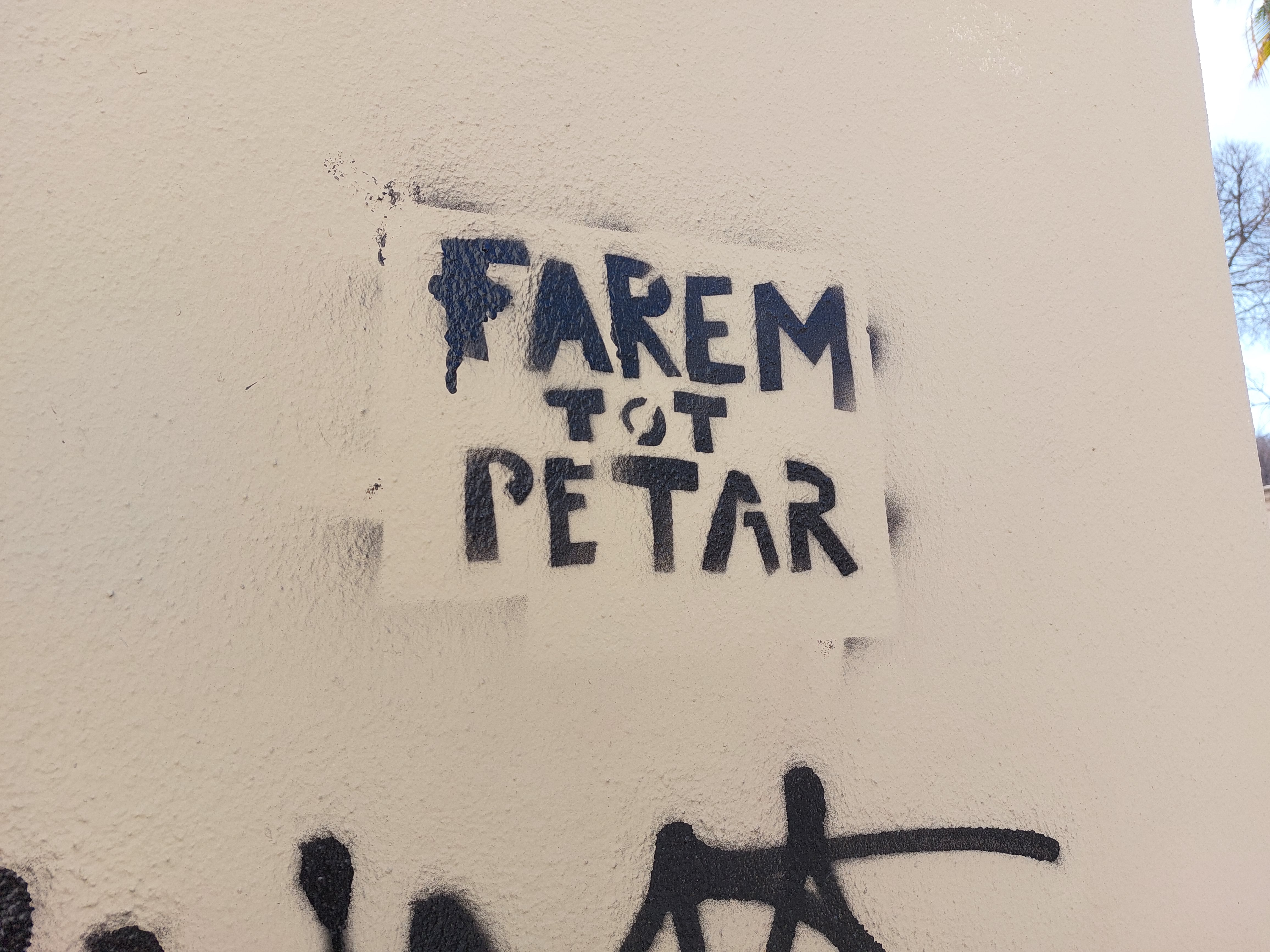
Avertissement par un tag sur un mur rue Montgrand à Marseille, FAREM TOT PETAR, « on va tout faire péter » en occitan.

De janvier à mars, les services d'ordre (SO) des syndicats sont jugés efficaces, en « empêchant les fauteurs de troubles de rentrer dans les défilés », selon un spécialiste du maintien de l'ordre. Le quotidien belge Le Soir note aussi que ces services d'ordre ont contrôlé la situation, leur mission étant de protéger les manifestants contre les éléments violents, tandis que la police écartait ces éléments radicaux qui se regroupent en tête de cortèges. Les débuts d'incendie de bâtiments publics ont ainsi lieu hors du parcours des manifestations ou à une autre heure,.
Ces SO « ont empêché des groupes d’extrême droite » ou « l’irruption de véhicules dans le cortège » et se sont placés « entre les forces de l’ordre et les manifestants » pour faire écran, lorsque les premières étaient tout proche du cortège.
Mais ensuite, début avril, « victimes collatérales des tensions entre forces de l’ordre », certains SO ont vu se « clairsemer leurs rangs », la CFE-CGC devant même faire appel à une entreprise privée pour sécuriser ses militants. Les membres des SO se plaignent de se « faire gazer » par la police et l'un d'eux « a reçu un pavé sur le coin du crâne », causant six points de suture, tandis qu'à Strasbourg et Rennes, les directions des syndicats et des élus ont alerté les préfecture pour se plaindre, vidéos à l'appui, que les policiers aient délibérément visé les services d'ordre des manifestations officielles,, par matraquage et canon à eau.
À Strasbourg, la presse observe que « l’attaque du SO par les forces de l’ordre » fin mars a créé des « tensions » durables et que le communiqué syndical « insiste sur le fait que le SO n’a pas entravé les manœuvres des forces de l’ordre qui cherchaient à traverser le cortège », images filmées à l'appui, et que « des membres du SO ont bel et bien été blessés », contrairement aux déclarations publiques de la préfète.

#### Condamnations
Parmi les condamnations emblématiques par la Justice, celle à un an de prison ferme, le 11 mars à Paris, d'un homme fiché S et vêtu de noir, filmé le même jour en direct par les chaînes d'information en train de dégrader, à l'aide d'un panneau de signalisation, le pare-brise d'une voiture de SOS Médecins, tandis qu'un complice en cassait une vitre. Dix jours après, un homme de 30 ans est condamné en comparution immédiate à Besançon à trois ans de prison ferme pour avoir frappé à la tête un policier avec un skateboard, blessure grave nécessitant 18 points de suture, son avocat ayant admis la « gravité objective des faits ». Condamnation à trois ans de prison ferme aussi, le 20 avril, pour un « casseur » de 26 ans venu de Saint-Nazaire, en Loire-Atlantique, déjà condamné plusieurs fois, qui à avoir reconnu avoir dégradé à Nantes une Tesla, brisé la vitrine d’une agence d’intérim, lancé des projectiles, ou encore brûlé des poubelles en marge des manifestations du 15 mars.

#### Incendies de voitures

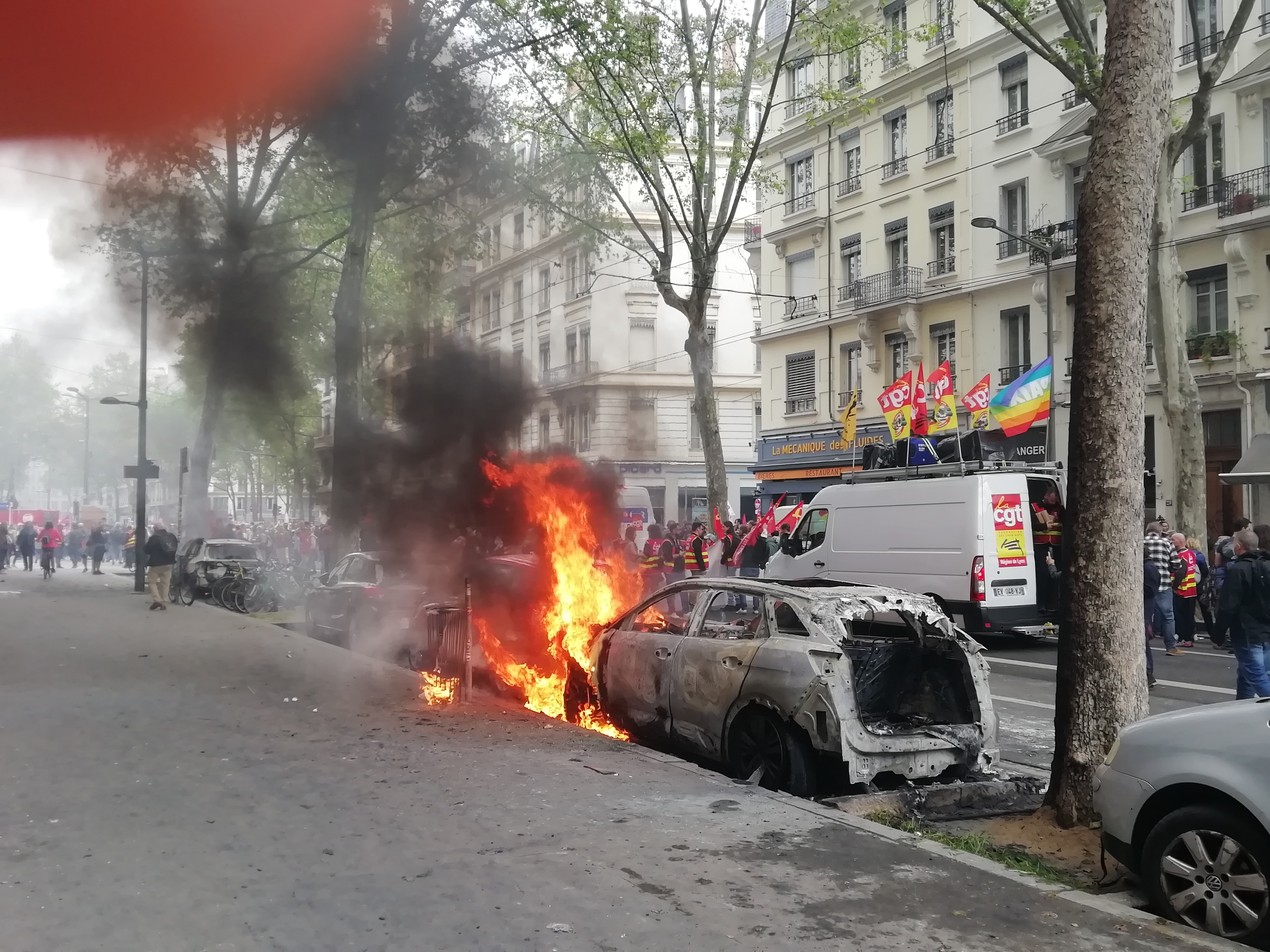
Véhicule incendié à Lyon lors de la manifestation du 1 mai

Des incendies de voitures ont été observés dans deux villes. Le soir de la manifestation du 13 avril à Rennes, une Mercedes et une Tesla sont incendiées par des manifestants. À Lyon, le soir du concert de casseroles du 17 avril, deux véhicules de luxe ont été incendiés avant d’être éteints par les pompiers rue Montgolfier, dans le quartier huppé du 6e arrondissement. Par ailleurs, une voiture de SOS Médecins a été dégradée le 10 mars à Paris et une Tesla le 15 mars à Nantes.

#### Incendies aux portes de bâtiments publics
À Bordeaux, le 23 mars vers 20 h 30, un incendie volontaire d'une quinzaine de minutes a endommagé la porte en bois de la cour de la mairie. La manifestation contre la réforme des retraites, partie des allées de Tourny à 12 heures pour rejoindre la place de la Victoire sans passer par la mairie, était par ailleurs terminée à cette heure-là, seul un rassemblement « sauvage » ayant pris sa direction « vers 20 heures ». Les cinq suspects placés en garde à vue n'ont cependant pas de profil particulièrement militant, deux d'entre eux ayant déjà été condamnés pour recel ou usage de stupéfiantset l'un des deux pour des faits similaires à la mairie de Tours. RTL indique au conditionnel « qu'ils seraient proches de l'ultragauche », mais après qu'un individu de 25 ans ait reconnu les faits en garde à vue, rien « ne permet de déterminer qu’il est attaché à une mouvance politique » précise le parquet de Bordeaux.
À Lorient, selon des sources syndicales, des « black blocs » allument un feu devant les grilles de la sous-préfecture puis au-delà de celles du commissariat, tous deux éteints par les pompiers. Selon des sources syndicales, une cinquantaine de black blocs sont venus à Lorient car ils n'ont « plus de moyens d’action à Rennes et à Nantes ». Le commissariat « n'est pas notre objectif », a souligné Rémi Hamon, secrétaire général CGT de Lorient, dans Le Télégramme. Le préfet du Morbihan dénonce ces « dégradations inacceptables » et signale onze personnes interpellées.

#### Pressions contre des parlementaires
Devant la permanence du député Vincent Rolland à Albertville (Savoie), un mur en parpaings est érigé couvert d'autocollants CGT et d'un slogan « 60 ans ! ». Trois policiers sont alors mobilisés devant la permanence du député, qui porte plainte. Dès l'annonce du recours au 49.3, Aurore Bergé, présidente du groupe des députés Renaissance prévient dans la soirée du 16 mars les médias qu'elle a demandé au ministre de l'Intérieur Gérald Darmanin de « mobiliser les services de l'État » afin d'assurer la « protection des parlementaires ». « Je tiens à vous confirmer que la protection des élus est actuellement et plus que jamais la priorité », lui a répondu dans la soirée Gérald Darmanin, qui révèle que « plusieurs responsables syndicaux dans les secteurs du transport et de l'énergie » ont mis en garde contre de possibles « débordements » ou « actions individuelles » de salariés de la base. Au cours de la même nuit du 16 au 17 mars, selon un article du Le Parisien, des autocollants sont collés sur la permanence du député du Val-de-Marne Mathieu Lefèvre (Renaissance), puis le lendemain des menaces écrites sur les murs de celle de la députée du Haut-Rhin, Brigitte Klinkert, ancienne ministre, sous la forme « on s'en souviendra », déclenchent l'ouverture d’une enquête pour « intimidation envers un élu », selon l'AFP et le journal L'Alsace. Le 19 mars, le député Éric Ciotti, président du parti Les Républicains, poste sur Twitter une photo montrant que les fenêtres de ses bureaux viennent d'être cassés dans la nuit à Nice.

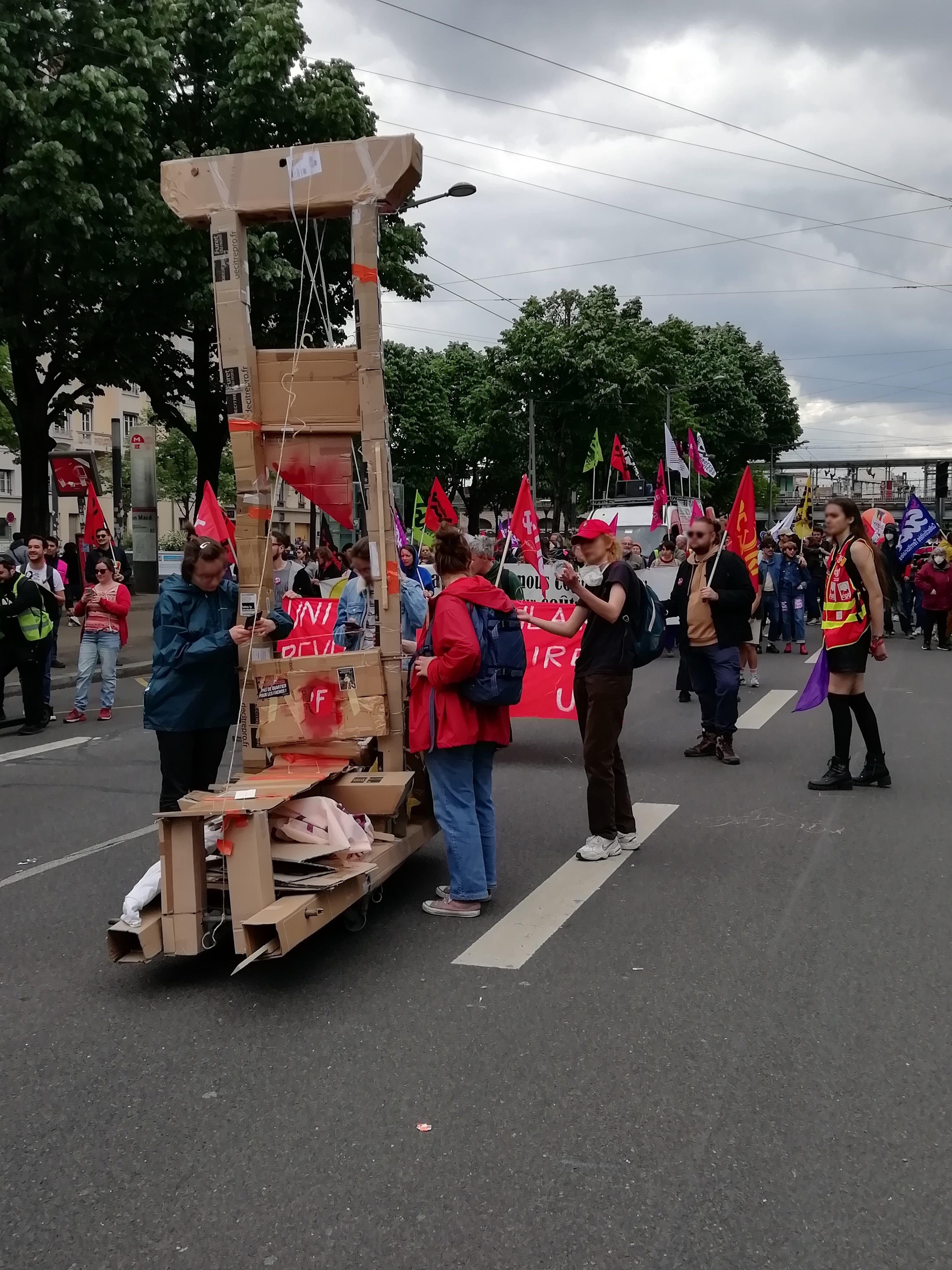
Assimilation historique lors d'une des manifestations à Lyon.

Selon une information de la présidence de l'Assemblée nationale, datée du 27 mars, 33 députés, issus de la majorité présidentielle ou du parti Les Républicains, ont fait l'objet de menaces depuis le 19 mars, date du rejet de la motion de censure. Parmi eux, le président de LR Éric Ciotti et l'eurodéputée Agnès Evren, menacée de la guillotine. Pour la députée de Corrèze Frédérique Meunier : « On a l'impression que demain ils vont nous décapiter. C'est un vrai stress, on ne peut plus s'exprimer ». La présidente de l'Assemblée nationale Yaël Braun-Pivet a déploré un contexte de « déchaînement de violences » avec des lettres de menaces anonymes reçues par des parlementaires. Le député Renaissance Karl Olive a déclaré le 20 mars être venu au studio de RMC sous protection policière, après des menaces, et réclamé des sanctions sans donner de précisions. Il avait déjà été menacé de mort en 2021 par un homme souffrant de problèmes psychologiques, qui le harcelait par écrit depuis 18 mois, et rodait près de chez lui, interpellé par la police le 1er décembre 2021, alors qu'il attendait l'élu devant la mairie. Le 24 mars, Aurore Bergé et la députée Renaissance des Yvelines Marie Lebec dénoncent des lettres de menaces contre leurs familles, recevant le soutien explicite des députés d'autres partis, cependant parfois critiqués pour leur formulation, notamment par Maud Bregeon, députée Renaissance des Hauts-de-Seine. Le Figaro a souligné que cette pratique a « suscité dégoût et indignation de toute la classe politique ». Deux jours après, Yaël Braun-Pivet a révélé « avoir elle aussi reçu une lettre de menace contre ses enfants », à « caractère antisémite » et longue de « deux pages ». L'auteur est probablement un « récidiviste de ce type de courrier », car elle a « reçu le même type de lettre, du semble-t-il même individu » et « quelques jours » seulement avant Aurore Bergé.
Les leaders syndicaux et politiques dénoncent ces comportements : « Ce n’est pas normal », de faire ça, a souligné Philippe Martinez tandis que Laurent Berger a appelé à la « non-violence » pour « garder l'opinion ». « Évidemment qu’aucun d’entre nous ne peut approuver l’attaque d’une permanence parlementaire », a réagi Jean-Luc Mélenchon. Interrogé sur BFM, Bertrand Dumont (Solidaires RATP), alors que plusieurs journalistes soulignent que ces exactions sont répréhensibles, explique que les syndicats ne sont « pas là pour donner les bons et les mauvais points ».

#### Tentatives de monnayer des votes
Selon des témoignages, le gouvernement a tenté de monnayer quelques votes à l'Assemblée nationale en faveur de la réforme des retraites, avant de déclencher le 49.3. Le député Les Républicains des Ardennes, Pierre Cordier, a déclaré sur BFM TV le 8 mars qu'un ministre lui avait envoyé des signaux dans ce sens. « Un conseiller de [la Première ministre Elisabeth] Borne m'a appelé. Il m'a dit que si un sujet me tenait à cœur, il pouvait faire quelque chose si je m'abstenais… mais j'ai coupé court », a aussi raconté un député Liot à un journaliste de LCI. Mathilde Panot, présidente des députées LFI a écrit le 16 mars à François Molins, procureur général près la Cour de cassation, pour demander la saisie de la Cour de justice de la République de ces faits et Marine Le Pen (RN) a aussi dénoncé le fait que des députés LR aient été contactés par des conseillers de ministres et des ministres leur disant que s'ils votaient la loi, ils auraient des millions pour leur circonscription.
Aurore Bergé a déclaré ensuite le 19 mars sur France Inter, que « des députés LR » étaient venus « frapper à la porte de Matignon », pour proposer de voter la réforme en échange du financement à hauteur de « 170 millions d'euros » d'un « contournement autoroutier », se rendant ainsi coupable du « délit de corruption », selon Benjamin Morel, maître de conférence en droit public à l'Université Paris 2 Panthéon-Assas. Le député LFI Antoine Léaument a estimé qu'Aurore Bergé devrait en ce cas saisir le procureur de la République. Ces pratiques sont selon Benjamin Morel interdites, car « toute limitation de la liberté d'un vote d'un député ou modification de son orientation correspond théoriquement à la définition de la corruption politique ». Le Canard enchainé indique le 22 mars que le gouvernement a tenté de convaincre les trois députés nationalistes corses de ne pas voter la motion de censure en proposant la création d'un Centre hospitalier universitaire dans l'île. Les députés ont néanmoins voté la censure et le projet de CHU a été abandonné[source insuffisante].

## Désinformations et crise démocratique
Début décembre, les médias (dont les Échos) dénoncent des informations fallacieuses déformant le projet de réforme et ses motivations. Puis, lorsqu'il est massivement présenté à la télévision, ce sont ceux proches des manifestants, comme Regards, qui dénoncent des infox quasi quotidiennes visant à décourager la mobilisation, Blast soulignant que « l'ampleur de la protestation » amène le gouvernement « à utiliser des arguments approximatifs ou fallacieux ». Une activité importante de vérification des faits se développe dans le reste des médias. « Le plus terrible, c'est qu'on nous reproche plus d'avoir menti que d'avoir voulu faire passer cette réforme », se désole-t-on au gouvernement, selon le magazine Le Point. Les hashtags « menteur » et « mensonges » se disputent alors la tête des tendances comptabilisées sur le réseau Twitter, selon le quotidien 20 Minutes, qui a répertorié la chronologie des infox et efforts de vérification des faits.

### Minimum de1 200 euros
Cette section devrait être déplacée dans l'article Réforme des retraites en France en 2023.
Pour plus d’informations, se reporter en page de discussion. (juin 2023)
La promesse d'une pension minimale de 1 200 euros est qualifiée de « plus gros crash » de la communication erronée dénoncée par les manifestants. Côté majorité présidentielle, les députés Jean-René Cazeneuve et Karl Olive ont vanté dans les médias « 2 millions » de retraités très modestes qui bénéficieront, selon eux, des 1 200 euros de pension minimale prévus par la réforme. Mais ils sont contredits par François Ruffin sur France Inter, qui reprend une enquête de Médiapart basée sur des données de l'INSEE, qui assure qu'une cinquantaine de personnes ou pas beaucoup plus en bénéficieront, compte tenu de critères inadaptés. La CFDT rappelle que de nombreuses femmes ayant travaillé à temps partiel n'y auront pas droit, car le mécanisme repose sur des « estimations de retraites complémentaires » qui « ne reflètent pas la réalité ». Les députés LFI David Guiraud puis Mathilde Panot le suivent les jours suivants dans les médias, tandis que Libération souligne que « très peu de bénéficiaires » auront 1 200 euros, même si des smicards ayant gagné un peu plus quelque temps pourraient y prétendre aussi. Entre-temps, la Première ministre a divisé par dix l'estimation de 2 millions de personnes. Le socialiste Jérôme Guedj enquête à son tour, obligeant le ministre Olivier Dussopt a reconnaitre qu’il ne « dispose pas des chiffres précis » et que la réalité est probablement cent fois inférieure aux deux millions de bénéficiaires initialement estimés.

### Acquis de LR sur les carrières longues en CMP
Cette section devrait être déplacée dans l'article Réforme des retraites en France en 2023.
Pour plus d’informations, se reporter en page de discussion. (juin 2023)
Autre infox rapidement démentie par les vérificateurs de faits, celle de parlementaires affirmant que la commission mixte paritaire avait plafonné à 43 annuités les cotisations de toutes les carrières longues, à la demande de parlementaires LR — simple mensonge venant ajouter au désastre des informations erronées sur les 1 200 euros[réf. nécessaire].

### Comparaisons internationales
Temps fort du mouvement, une semaine après l'adoption de la loi par le 49.3, l'interview du président Macron le 22 mars est souvent citée par les rubriques de vérification des faits car il a montré sur un graphique issu du journal Le Parisien, alors que ces derniers sont « assez éloignés des âges effectifs de départ dans la réalité ».[incompréhensible] « La comparaison est tronquée », a réagi Bruno Palier, directeur de recherche CNRS en science politique à Sciences Po et auteur de « Réformer les retraites » aux presses de Sciences Po, en raison de la confusion entre âge légal et âge réel de départ et du fait que « les conditions requises pour toucher une retraite à taux plein varient grandement entre les pays ». Selon lui, il « vaudrait mieux comparer les âges effectifs de départ à la retraite ». Dès octobre 2022, Laurent Berger (CFDT) avait estimé qu'il faut arrêter de « prendre les Français pour des idiots », car le « facteur âge n'a plus grand sens ».

### Gardes à vue
Le ministre de l'intérieur Gérald Darmanin est souvent épinglé par les spécialistes de la vérification des faits : « Être dans une manifestation non déclarée est un délit », a-t-il déclaré le 21 mars, alors que la Cour de cassation avait rappelé l'inverse en juin 2022. Il a ensuite affirmé le 28 mars que des manifestants avaient attaqué des hôpitaux, ce qui n'a été le cas nulle part, attribuant par ailleurs toutes les exactions à « l’ultragauche », ce que les décisions de justice ont démenti dans plusieurs cas. Il a aussi annoncé que les policiers de la section de la BRAV-M « enregistrés en train de bousculer, claquer, intimider et menacer de jeunes manifestants » ne seraient « pas engagés à la manifestation » suivante, ce qui n'a pas empêché le déploiement de cette section dans la capitale par la suite.
L'un des jeunes manifestants molesté et intimidé par des membres de la BRAV-M subit ensuite une seconde garde à vue rocambolesque, mi-avril, cette fois de 48 heures, pendant laquelle il est accusé par CNEWS et Le Figaro d'avoir fait partie d'un groupe de trois personnes « interpellées en flagrant délit » d'incendie de poubelle. Mediapart révèle le procès-verbal de cette seconde garde à vue : la vidéo du déclenchement de l'incendie, filmée à quelques mètres par les policiers, montre qu’il n'a rien incendié. Il est une seconde fois libéré sans aucun élément retenu contre lui et l’affaire à nouveau classée sans suite, mais il porte plainte pour « dénonciation calomnieuse », « violation du secret de l’enquête » et « complicité de destruction de bien par personne dépositaire de l’autorité publique » car, selon son récit, les « quatre policiers en civil déguisés en manifestants » qui l'ont approché avant de l'arrêter avaient essayé, dans le métro, d'entraîner des jeunes à brûler des poubelles,,. Le préfet de police de Paris Laurent Nuñez porte plainte pour diffamation contre son avocat Arié Alimi, qui a demandé « la communication de la vidéo du portable d’un des fonctionnaires de police ainsi que les vidéosurveillances » du métro.

### Interdictions de manifester et porter des casseroles
Alors que la Première ministre Élisabeth Borne, visitant Buzançais, Valençay et Chateauroux dans l'Indre le 20 avril, a déclaré qu'il n'y avait pas eu d'interdictions de manifester à cette occasion, des juristes ont en réalité dénoncé des arrêtés préfectoraux dans ces communes, dont l'un proscrit « toute manifestation, attroupement ou rassemblement revendicatif » dans 13 rues, 3 avenues, deux places, un rond-point et un boulevard.
Dans l’Hérault, visité la veille par Emmanuel Macron, la préfecture et l'Élysée ont affirmé dans la presse qu'il n'y avait pas eu volonté d'interdire tout concert de casseroles, mais un arrêté préfectoral du 19 avril, interdisant « l’usage de dispositifs sonores portatifs », a été invoqué par la gendarmerie pour fouiller les sacs de passants et en extraire casseroles, marmites, poêles et faitouts devant les caméras de télévision qui rendaient les faits indéniables.

### Crise institutionnelle et démocratique
À partir de février, un débat sur une crise de régime s'installe et se prolonge, les termes de crise politique, institutionnelle, ou démocratique étant aussi évoqués.
L'Express souligne qu'Emmanuel Macron peut de moins en moins compter sur les institutions pour débloquer le pays et les termes de « fiasco démocratique » et « paysage de désolation » sont utilisés par d'autres éditorialistes pour décrire un système parlementaire « bloqué » où « plus aucun texte ne sera simple à négocier dans l’hémicycle » en raison des « dégâts » causés par la « victoire à la Pyrrhus » du double recours à l'article 49.3 et à l'article 47.1, qui comprime la durée des débats, utilisés tous les deux pour la première fois à l'occasion d'une réforme des retraites.
Ils s'ajoutent à une motion de censure qui échoue de quelques voix, une vingtaine de députés LR ayant choisi de désobéir aux consignes de leur groupe, tandis que l'interview d'Emmanuel Macron à la télévision le 22 mars, jugée provocatrice, aggrave encore son impopularité. Fabien Roussel (PCF) l'accuse même de « créer un climat de guerre civile » et « de tout faire pour susciter tant de colère qu'elle déborde […] et retourner l’opinion contre les manifestations ». Macron n'a pas eu de majorité absolue à l'Assemblée sur cette réforme, ni le soutien d'aucune des 8 confédérations syndicales. Ces dernières ont successivement échoué à le rencontrer puis à obtenir une médiation ou un délai dans la promulgation de la loi, la France semblant désormais être « en panne de dialogue social ».
Le député de la majorité Erwan Balanant ou le journal Alternatives économiques évoquent dès mars ce « qui s’approche de la crise de régime » et le gouvernement est accusé d'y contribuer. De son côté, le ministre de l’intérieur Gérald Darmanin déclare dès le 17 mars sur RTL que la crise « rappelle de mauvais souvenirs », son entourage précisant qu'il fait référence aux années 1930.
En voyage en Chine début avril, Emmanuel Macron conteste l'alerte de l'intersyndicale nationale sur une « crise démocratique » au sortir de la rencontre, qui a rapidement tourné court, avec la Première ministre. Le président de la République vise en particulier Laurent Berger (CFDT), qui vient de s'inquiéter à nouveau d'« une grave crise démocratique », expression aussi utilisée par Sophie Binet (CGT) ou Jean-Luc Mélenchon.
Chez les politologues, Mathilde Tchounikine a parlé de « crise de régime » dès février, pour décrire un risque réel, Anne-Charlène Bezzina préférant l'expression de « crise institutionnelle ». Crise de régime semble également « un peu prématuré » à Olivier Rouquan, qui voit plutôt « une situation où le risque de crise institutionnelle augmente ».
Six semaines après l'adoption de la loi, les grèves et manifestations se poursuivant, Jean Garrigues, président du Comité d’histoire parlementaire et politique, constate une « remise en cause de tout le dispositif institutionnel », mais qu'il est, selon lui, possible d'« enrayer en réduisant le pouvoir du président de la République ». Pour le Financial Times, « il est temps de mettre fin à la Cinquième République, avec sa présidence toute-puissante — la chose la plus proche dans le monde développé d’un dictateur élu », le quotidien conservateur britannique souhaitant, comme Jean Garrigues, que ce soit Emmanuel Macron lui-même qui le fasse. Au-delà des appels à réformer la Constitution française, son application cause l'inquiétude: selon le texte, le président de la République ne décide pas, il «arbitre», rappelle Dominique Rousseau, professeur de droit public à l’université Paris-I Panthéon- Sorbonne.
Pour le sociologue Michel Wieviorka, sur fond de présidentialisation croissante du régime, « inadaptée aux problèmes de notre temps », la crise est triple: « institutionnelle, politique et sociale » et exacerbée par « la décomposition du système politique traditionnel », avec les quasi-disparitions de la gauche classique et de la droite classique, « surreprésentée au Parlement » alors que sa candidate Valérie Pécresse n'a « même pas atteint 5 % à l’élection présidentielle de 2022 ». Le résultat est un échec à « fédérer autour d'un projet que soutient pourtant depuis des années la droite », qui de plus se présente divisée: si seulement 25 des 61 députés Les Républicains ont signé les cinq amendements supprimant l’article 7 sur le report à 64 ans de l'âge légal, ce qui est insuffisant à les faire adopter, ils sont peu après 38 sur 61 à voter contre l'article 2 instaurant un « index seniors », afin de ne pas apparaitre comme la « béquille » du gouvernement. Ces 38 voix LR ont permis le rejet de l'article 2 par l'Assemblée. Cependant imposé dans le texte final adopté sans vote, cet article 2 sera ensuite censuré par le Conseil constitutionnel. Au sein de la gauche, également divisée, la stratégie de Jean-Luc Mélenchon visant à ce que l’article 7 soit discuté et critiqué mais pas voté, afin de gagner du temps, est critiquée aussi, y compris dans son parti et les autres partis de gauche.
Chez les éditorialistes, Libération dénonce une « crise démocratique » causée par « les dérives d’un régime qui n’est plus réformable » L'Humanité une « crise de régime » dont Emmanuel Macron, « l'incendiaire de l'Élysée » est « l'unique responsable », et Le Figaro « un mal beaucoup plus profond »: une « crise existentielle », dans un pays « où il faut six mois pour refaire une carte identité ou pour remplacer un professeur manquant ». Alain Duhamel y voit lui la conséquence d'une « grave crise de société » tandis que L'Express et Le Monde, parlent de « fracture démocratique ». Selon Le Monde, la crise a « ravivé les plaies françaises » déjà présentes : « défiance vis-à-vis du pouvoir, déconnexion entre les électeurs et les élus, sensation d’une brutalité venue du sommet » mais « jamais le risque de coupure entre le peuple et l’élite n’a de fait été aussi fort ».

### Décisions du Conseil constitutionnel du 14 avril
Le Conseil constitutionnel a validé la loi le 14 avril, mais rejeté six parties du texte, ainsi que la première demande de référendum d'initiative partagée déposée par la gauche. La loi est immédiatement promulguée et publié au Journal officiel de la République française du lendemain. Rarement l'institution n'« aura autant été sous pression », les espoirs des syndicats découlant des avis exprimés par des constitutionnalistes depuis janvier, qui mettaient en cause la durée raccourcie des débats à l'Assemblée via le premier recours de l'histoire à l'article 47.1 de la Constitution plus qu'à l'utilisation du 49.3, jusque-là jamais utilisé pour une réforme des retraites. « Toutes les autres réformes du droit des retraites » depuis que les gouvernements s'en occupent étaient passées par « des lois ordinaires, normalement débattues ». Parmi eux, Dominique Rousseau avait estimé qu'il « semble difficile » que le Conseil « ne censure pas la loi » en bloc.
L'institution a été placée sous un « coup de projecteur (…) assez inédit » selon la professeure de droit public Mathilde Philip-Gay, pour qui, auparavant, « même sur les plus grandes décisions, il n'y avait pas autant de débats ou d'espoirs ».
Les recours sont axés principalement sur le viol des règles constitutionnelles du recours à l'article 47, procédure dite « accélérée », annoncée en janvier et réduisant à seulement 20 jours l'examen du texte par l'Assemblée, dont une semaine en commission, où il ne peut être changé. Les constitutionnalistes ont rappelé dès janvier qu'elle est strictement réservée aux cas d'« événements imprévus », qui doivent motiver explicitement les rectificatifs d'urgences aux lois de financement de la Sécurité sociale (LFSS), ce qui « n’est évidemment pas le cas » en 2023, selon une tribune de dix spécialistes de l'Université de Nanterre.
Le gouvernement a choisi cette procédure face à la contestation sociale, prévisible compte tenu de l'important mouvement social sur le même sujet à l'hiver 2019-2020, mais apparue soudain plus forte que prévu dès la veille et l'avant-veille de la première journée, le 19 janvier. Les syndicats lui reprochent immédiatement, de vouloir les prendre de vitesse, avant que le débat ne s'amplifie dans le pays. Dès janvier, le constitutionnaliste Benjamin Morel avertit que l'Assemblée n’aura probablement « même pas le temps de voter le texte », même en cas d'obstruction « très modérée », déclenchant les premières contestations du choix de recourir à cette « procédure accéléré », à droite comme à gauche, Xavier Bertrand (LR) avertissant même que le gouvernement, « d'une certaine façon », avait « prévu son coup », avec l'objectif principal, sur le terrain médiatique, de « de se servir de l'obstruction » attendue à l'Assemblée. Le nombre total d'amendements déposé a cependant été six fois moins élevé que lors de la bataille d'amendements de 2006 et deux fois moins que lors de la réforme des retraites 2020 et ils pouvaient par ailleurs être enjambés via l'article 44.3, du « vote bloqué », appelé aussi « petit frère du 49-3 » car il permet de gagner du temps en n'examinant que les amendements proposés ou acceptés par le gouvernement, même ceux adoptés à l'unanimité.
L'opposition a ensuite demandé à prolonger les débats à l'Assemblée nationale au-delà du 20 février, date des vacances parlementaires, quand la lecture d'une loi a été « interrompue » avant sa fin pour la première fois dans l'histoire. Selon la constitutionnaliste Lauréline Fontaine, le gouvernement pouvait alors en réalité interpréter comme une « possibilité », au vu de multiples précédents, le délai raccourci prévu par l'article 47.1.
Selon Dominique Rousseau, le principe constitutionnel de « clarté et de sincérité » des débats parlementaires, reconnu par la jurisprudence du Conseil constitutionnel, a été nié de plusieurs façons et à plusieurs reprises, alors qu'il a un « rôle de gardien du bon fonctionnement de la procédure et du débat parlementaire ». Tous les observateurs, de droite comme de gauche, y compris ceux du gouvernement, constatent que les débats ont été chaotiques, s'en reprochant mutuellement la responsabilité, malgré ou à cause de l'« effet d’accumulation » des procédures pour museler le Parlement, dénoncée par le constitutionnaliste Benjamin Morel. La Première ministre Élisabeth Borne a de son côté mis en avant les concessions réclamées et obtenues par les sénateurs LR désignés par leur parti à la commission mixte paritaire (CMP), portant sur les carrières longues et le minimum de pension à 1 200 euros, mais qui n'ont pu être finalement validées par les députés de ce parti, faute de vote de la loi.

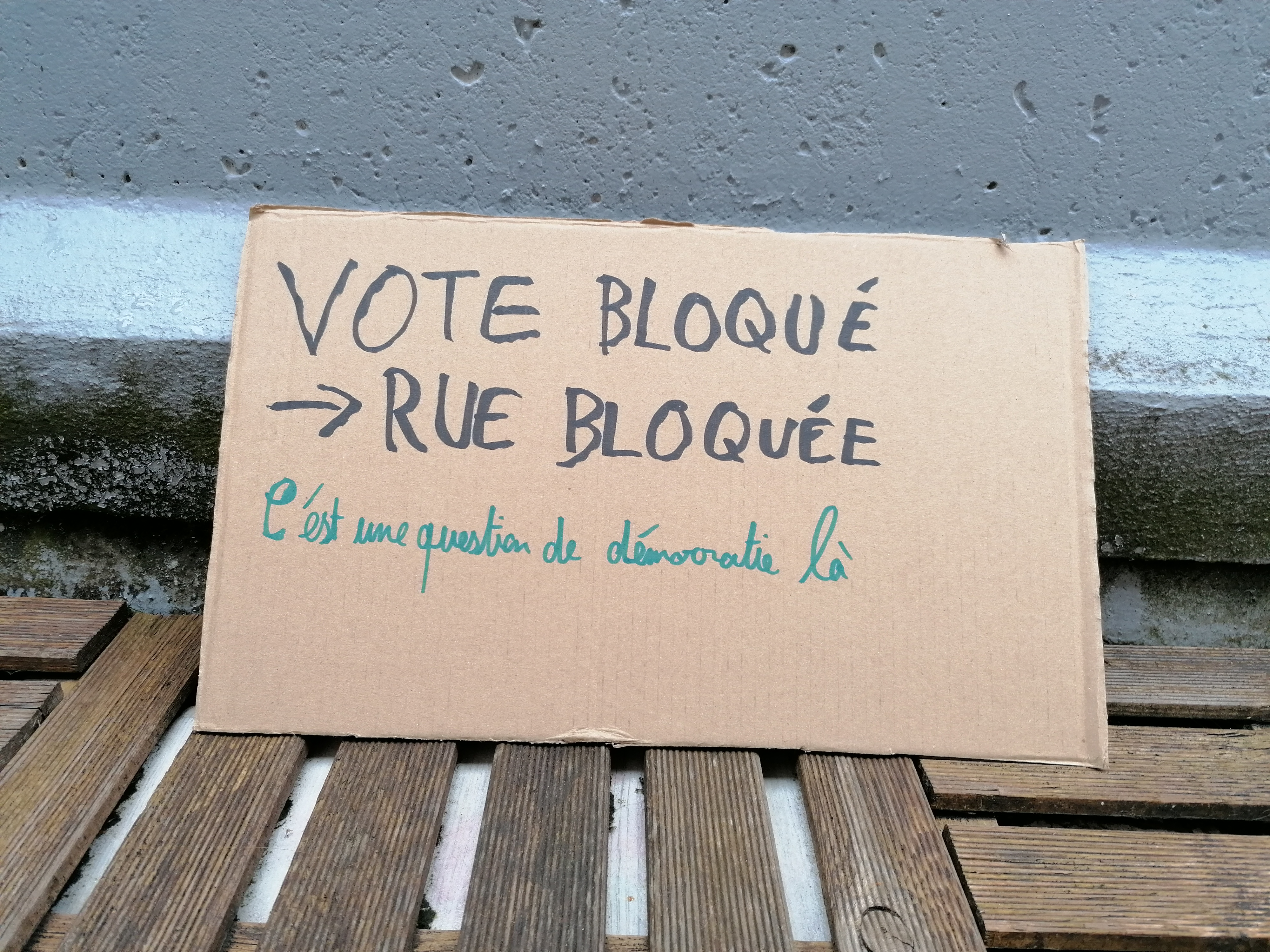
Pancarte brandie lors d'une journée de manifestation nationale du 11 mars 2023 à Bourgoin-Jallieu (Isère), signalant spécifiquement une opposition à l'article 47-1 de la Constitution française, parfois surnommé « article du vote bloqué ».

Dans une tribune au Monde, dix spécialistes de l'Université de Nanterre ont jugé « bien difficile d’anticiper » la décision du Conseil constitutionnel, spécificité française. Selon eux, il « aurait toutes les raisons » de censurer la loi. L'Article 47.1 de la Constitution, créé spécifiquement pour les LFSS prévoit des « délais extrêmement serrés », rappellent-ils, mais uniquement parce que les LFSS sont « normalement discutées et votées » entre octobre et décembre, car concernant en premier lieu « l’exercice financier à venir ». Pour contourner la constitution, la LFSS a été classée en « rectificative », disposition possible seulement lors d'« événements imprévus », ce qui « n’est évidemment pas le cas »? selon eux, pour une réforme promise dès 2017, dont les effets ne se produiront que sur les derniers mois de 2023 et dont les dispositions les plus importantes ne prendront effet qu'en 2030.
Un groupe de 65 enseignants-chercheurs en droit social a abondé dans ce sens, dans une autre tribune au Monde, parlant de « manœuvre grossière », qui traite sans plus d'égards qu'un « chiffon de papier » la révision constitutionnelle de 2008 encadrant plus strictement les pouvoirs de l'exécutif. Depuis 1996, seules deux LFSS rectificatives ont été votées, rappelle cette tribune. Même le relèvement du plafond d’emprunt de 39 milliards à 95 milliards d’euros pendant le confinement de 2020 avait recouru à de simples décrets, alors que la « rectifications budgétaire » du projet de loi sur les retraites de 2023 n'est, elle, qu'« infime », de l'ordre du « millième », dans une loi en réalité « pensée et écrite pour les décennies à venir ».
Samy Benzina, professeur de droit public à l’université de Poitiers, avait lui jugé une censure globale « peu probable » car depuis 1959, sur plus de 744 lois contrôlées, 17 seulement ont été entièrement censurées, dont 8 pour violation d’une règle de procédure, mais aucune pour détournement de procédure, car il faut selon lui identifier l’intention de le faire, rarement formulée explicitement. Cependant, selon lui, en 2023 « la presse s’est fait l’écho », de l'intention du gouvernement de « contourner la limitation prévue par l’article 49.3 qui interdit qu’il ne puisse y être recouru plus d’une fois par session, sauf pour les lois de finances et de financement de la Sécurité sociale ». La tribune des 65 chercheurs estime, elle, que c'est bien « pour des motifs de procédure » et « bien moins graves » qu'en 2023, que le Conseil constitutionnel avait « invalidé l’ensemble d’une loi sur le logement en 2012 ».
En conséquence, le groupe parlementaire LIOT affirme souhaiter utiliser sa niche parlementaire du 8 juin pour abroger le fraîchement promulgué passage de l'âge de départ à la retraite de 62 à 64 ans et organiser une conférence de financement des retraites,. Affirmant initialement vouloir laisser le débat sur cette proposition de loi avoir lieu, Emmanuel Macron change d'avis fin mai et souhaite que sa majorité utilise l'article 40 de la Constitution pour la déclarer irrecevable en raison de probabilité non négligeable qu'elle soit validée, ce qui provoquerait un véritable « tsumani » d'après la majorité. Bertrand Pacher demande de son côté au président de «laisser enfin les députés voter », et menace le gouvernement d'une motion de censure si le vote ne peut avoir lieu.

## Réactions nationales et internationales

### En France

#### Commentaires des différents partis et coalitions politiques
Le président de la République Emmanuel Macron, soucieux d'équilibre des comptes des régimes de retraite pour « ne pas baisser les pensions », a le 22 mars, au journal de 13 heures de TF1, comparé les manifestations aux mouvement violents qui ont secoué le Brésil et les États-Unis, en déclarant que « quand les États-Unis d'Amérique ont vécu ce qu'ils ont vécu au Capitole, quand le Brésil a vécu ce qu'il a vécu (…), je vous le dis très nettement », « on ne peut accepter ni les factieux ni les factions ». Cette déclaration qui rappelle le propos de Benjamin Netanyahu au sujet du mouvement social contre sa réforme de la justice un mois plus tôt déclenche une vague de réactions syndicales, comme le lendemain à Châteauroux, où la manifestation pacifique traditionnelle a quitté son parcours prévu pour improviser la traversée d'une galerie marchande et signaler à la police que les « factieux » qui « n'en étaient pas pourraient le devenir ». Le secrétaire général de l'Élysée, Alexis Kohler a ensuite appelé en fin mars Laurent Berger, de la CFDT « pour échanger sur l'ambiance » et ce dernier lui a réitéré sa demande de « faire une pause » sur la réforme des retraites.
La Première ministre Élisabeth Borne, invitée six jours plus tôt du journal de 20 heures de TF1, s'y était dite « très choquée » par les huées des oppositions à l'Assemblée lors de l'annonce du recours au « 49.3 » quelques heures plus tôt, y voyant « le chaos, le désordre »et « le fait qu'un certain nombre de groupes ne respectent pas nos institutions ». Les députés LFI ont ensuite été sanctionnés pour avoir chanté La Marseillaise pendant qu'elle annonçait le recours au 49.3. Selon elle, ce dont les Français modestes « paieront les conséquences », malgré 68 % des Français assurant « ressentir de la colère devant l'utilisation du 49.3 », selon un sondage Elabe pour BFM TV et 82 % estimant que ce choix serait « une mauvaise chose », selon un autre sondage, le même jour d'Harris Interactive. Les députés NUPES avaient accueilli, juste avant, l'annonce officielle du recours au 49.3 par la Première ministre en chantant La Marseillaise dans l'Hémicycle. Élisabeth Borne a ensuite souhaité dans un entretien à l'AFP « mettre de l'apaisement » avec les syndicats, se disant à leur « disposition » pour les rencontrer sur d'autres sujets.
La présidente de l'Assemblée nationale Yaël Braun-Pivet a reconnu le 26 mars ne pas avoir réussi à « créer un consensus large » sur la réforme et plaidé, une fois la loi adoptée sans vote, pour une reprise au « plus tôt » des négociations avec les syndicats, sans mettre « des préalables ou des conditions à la discussion », mais pas sur la loi. Deux jours plus tôt, elle avait demandé aux politiques, syndicats et journalistes « d'appeler au calme », sous-entendant qu'ils « cautionnent » qu'un retrait de la loi puisse « passer par de la violence », en écho à Emmanuel Macron qui venait de critiquer les syndicats, selon elle coresponsables d'« un échec collectif ».

#### NUPES
Jean-Luc Mélenchon, leader de La France insoumise, invité du 20 heures de TF1, a proposé à Emmanuel Macron de « laisser le dossier à ceux dont c'est le boulot », les administrateurs des caisses de sécurité sociale élus par les salariés et les employeurs, en soulignant que « la sécurité sociale n'est pas à l'État, elle appartient aux cotisants ». François Ruffin, lui, réclame à Emmanuel Macron « deux minutes de chiraquisme ».
Pour le candidat d'EELV à la présidentielle de 2022 Yannick Jadot, la réforme est « socialement injuste et humainement abjecte », Emmanuel Macron n'ayant « pas été élu sur la réforme des retraites » car seule « une partie minoritaire » de son électorat y souscrit, « y compris de son électorat de second tour ».
Fabien Roussel (PCF) accuse Emmanuel Macron de « créer un climat de guerre civile » et « de tout faire pour susciter tant de colère qu'elle déborde […] et retourner l’opinion contre les manifestations ». Le président du groupe socialiste à l'Assemblée nationale Boris Vallaud a dénoncé lui un « forcené, en tête à tête avec lui-même », avec une « lance à incendie entre les mains ».

#### RN et DLF
Au Rassemblement national (RN) le président Jordan Bardella avait qualifié en janvier sur CNEWS les syndicats dans leur ensemble de « complices de la politique d'Emmanuel Macron ». Il avait ensuite durci son discours, allant même jusqu'à accuser Emmanuel Macron de « spéculer sur la violence ». Marine Le Pen, s'est pour sa part dite choquée par les « propositions d'achats de votes » par des conseillers de ministres et des ministres, dont des députés LR ont témoigné. « On a un incendiaire au sommet de l'État », avait fustigé Nicolas Dupont-Aignan, président de Debout la France, dès le déclenchement du « 49.3 ». « La Première ministre, incontestablement, n’a plus le crédit auprès des Français, auprès des représentants que nous sommes, pour pouvoir mener sereinement un gouvernement », a déclaré Marine Le Pen, en soulignant que cet épisode « restera une cicatrice profonde au même titre peut-être, en termes d’intensité, que le référendum de 2005 ».

#### LR
Le parti Les Républicains avait négocié avec le gouvernement un accord mettant en avant sa dimension sociale avec un âge minimum de départ à la retraite à 64 ans plutôt que 65 ans, mais sans parvenir à faire l'unanimité dans ses rangs, la contestation montant brutalement après le recours au 49.3. La direction du parti a finalement refusé d'exclure du parti les 19 députés ayant voté la motion de censure contre le gouvernement, Éric Ciotti reconnaissant dès le lendemain « une épreuve et un échec » puis critiquant l'intervention d'Emmanuel Macron sur TF1 du 22 mars pour ses solutions « pas à la hauteur de la crise ». « Je respecte les positions de chacun de mes collègues. Je ne peux pas leur en vouloir », a déclaré sur BFM Olivier Marleix, président du groupe LR à l'Assemblée. Le 22 février, Éric Ciotti démet de ses fonctions le numéro 2 du parti Aurélien Pradié, qui menace « de ne pas voter » la réforme des retraites, des cadres lui reprochant de saper « l'autorité » d'Éric Ciotti par un manque d'esprit collectif,.

#### Commentaires de la société civile

##### Citoyens ou protestation populaire
Le 14 avril 2023, à la suite de la promulgation du conseil constitutionnel et d'Emmanuel Macron au Journal officiel, le Président Macron annonce une seconde allocution télévisée. Elle marque le début d'une protestation populaire pendant laquelle des concerts de casseroles ont lieu dans de nombreuses villes de France,, puis au cours de ses deux voyages officiels de la même semaine, en Alsace, et dans l'Hérault,. Les députés et ministres de la majorité sont également suivis par ces concerts lors de leurs déplacements au cours des semaines qui suivent,. Les manifestations du 1er mai suivant réunissent entre 2,3 millions de personnes selon les organisateurs et 782 000 selon le ministère de l'Intérieur,.

##### Économistes et sociologues
Plus de 140 économistes dont Dominique Méda, Philippe Askenazy ou André Orléan, ont publié le 24 mars 2023 dans le magazine Alternatives économiques, classé à gauche, un appel au président de la République à ne pas promulguer la loi sur les retraites et à ouvrir au plus vite des assises nationales du travail et de l’emploi, en vue de la transition écologique en estimant que « suspendre un texte qui met le feu aux poudres » serait « un acte courageux », qui « ne revient pas à nier les problèmes mais à les voir ».
Pour l'économiste Michaël Zemmour, l'un de leurs chefs de file dans les médias, « le gouvernement a créé la situation de blocage depuis le début » car il « refuse de chercher d'autres recettes pour financer les retraites » et fait des choix qui pénalisent « ceux qui ont commencé à travailler tôt », particulièrement, « les femmes avec carrière et ayant eu des enfants ».
Selon le sociologue français Guy Groux, la forte inflation constatée depuis le début de l'année 2023 peut jouer sur la capacité de mobilisation des grévistes dans la durée mais ce mouvement peut cependant s'étendre sur des revendications liées au pouvoir d'achat. Selon lui la situation n'a « jamais été aussi bloquée socialement et politiquement depuis les grèves de 1995 », voire mai 68 et il est à craindre « qu'avec les débordements de violence, on arrive à un accident tragique ».

##### Essayistes
L'essayiste Alain Minc a déclaré sur le site Boursorama, lors de l'interview du 21 mars aux télévisions d'Emmanuel Macron, que la réforme est « fondamentale pour la crédibilité internationale de la France ». Henri Guaino s'est au contraire déclaré « solidaire » du mouvement de blocage prévu par l'intersyndicale nationale le 7 mars.

### Dans le monde

#### Marchés financiers
Afin de justifier le recours au 49.3, le gouvernement a invoqué les risques sur les marchés financiers, argument qui pourrait « se retourner contre lui », selon le quotidien Libération car cette urgence est démentie par les experts financiers.
Le mouvement social de 2023 est plusieurs fois cité, le 28 avril, par l'agence de notation Fitch Ratings, dans un rapport abaissant la note de la France de « AA » à « AA- », en invoquant une « impasse politique » et « des pressions en faveur d'une politique budgétaire plus expansionniste ou d’un renversement des réformes précédentes ».

#### Institutions Internationales
Le Conseil de l'Europe s'est alarmé le vendredi 24 mars d'un « usage excessif de la force » envers « les manifestants contre la réforme des retraites » appelant la France à respecter le droit de manifester,. « La violence, d'où qu'elle vienne, ne saurait en aucun cas être utilisée comme un moyen de résoudre une crise sociale et/ou politique » a déclaré la Commissaire aux droits de l'homme Dunja Mijatovic sur le site du Conseil de l'Europe, regrettant que « des personnes aient été blessées parmi les manifestants et les forces de l'ordre ».
À l'ONU, Clément Voule, rapporteur spécial sur le droit de réunion pacifique et d’association, a souligné que la police française doit «éviter tout usage excessif de la force», appelant les autorités «à ouvrir des négociations avec les manifestants pour éviter toute détérioration»,.

#### Presse
« Il est temps de mettre fin à la Cinquième République, avec sa présidence toute-puissante — la chose la plus proche dans le monde développé d’un dictateur élu » a estimé le quotidien conservateur britannique Financial Times, en insistant sur le rôle d'Emmanuel Macron dans le mécontentent. Preuve du désenchantement pour la Ve république selon lui, ses trois derniers présidents, Nicolas Sarkozy, François Hollande et Macron, ont eu globalement des cotes de popularité entre 20 % et 40 %, là où leurs prédécesseurs Mitterrand (président de 1981 à 1995) et Chirac (1995-2007) obtenaient de 40 % à 60 %.
Le recours au 49.3 a été « sévèrement jugé à l'étranger » et « la plupart des titres de presse internationaux se montrent très durs avec l'exécutif français ». Les expressions comme « option nucléaire », « brutal », « fin de quinquennat » ou encore « échec » y florissant. Le quotidien américain The New York Times a jugé Emmanuel Macron « affaibli et plus isolé » après la réforme et le quotidien italien La Repubblica qu'il « défie l'Assemblée et le peuple », l'anglais The Daily Telegraph le considérant comme un « canard boiteux ». Un présentateur allemand a parlé de « Grosse Bertha » pour parler du recours au 49.3, jugé excessif.
Après l'annulation de la visite officielle du roi Charles III le vendredi 24 mars, Daily Mail donne « le ton des éditoriaux » de la presse anglaise, commentant « une humiliation pour Emmanuel Macron et pour la France ».

#### Gouvernements étrangers
Le vendredi 24 mars, au lendemain d'un nombre de manifestants historique, le palais de l'Élysée annonce le report de la première visite officielle à l'étranger du roi britannique Charles III, prévue du dimanche 26 mars au mercredi 29 mars, en raison du contexte social,.
Le 30 mars, un porte-parole de la Maison-Blanche, questionné sur les violences policières en France, affirme que l’exécutif américain « soutenait le droit de manifester pacifiquement là-bas comme partout ailleurs »,.

#### Partis politiques étrangers
Le 23 mars à Bruxelles, lors d'une séance plénière de la Chambre des représentants le député Raoul Hedebouw, président du Parti du travail de Belgique, a vivement critiqué les violences policières contre les travailleurs français dans le cadre de la mobilisation contre la réforme des retraites. Il a fustigé le silence du gouvernement belge.

#### Syndicats étrangers
La Confédération européenne des syndicats et ses 85 confédérations nationales affiliées, a exprimé sa solidarité avec le mouvement fin mars et estimé que « la manière dont la réforme française des retraites a été adoptée, sans aucun dialogue avec les partenaires sociaux, n’est pas acceptable »,. Pepe Alvarez, le leader syndical espagnol de l'Union générale des travailleurs (UGT) s'est joint à la manifestation française à Toulouse.
La Confédération générale autonome des travailleurs en Algérie (CGATA) avait apporté son soutien dès le 6 février 2023, d'autres syndicats européens le 1er avril 2023, et l'Union d'action syndicale (UAS), regroupant 6 centrales syndicales et 17 syndicats autonomes burkinabés le 19 avril 2023.

#### Hommes d'affaires
Sur le réseau social Twitter dont il est propriétaire, le milliardaire Elon Musk a réagi aux manifestations, en marquant son soutien au projet de réforme le 18 mars, en déclarant que « l'âge de la retraite en France est trop bas », posant « un vrai problème ».
L'ancien ministre de l'économie Dominique Strauss-Kahn estime qu'il faut « sortir d'un système qui repose sur l'âge de départ à la retraite pour construire un système fondé sur la durée de cotisation ». Selon lui, le gouvernement néglige « le rapport de force social » et « le consensus minimum au sein de la société » en cherchant une majorité à l'Assemblée.

## Filmographie
- Réforme des retraites, les dessous d'une crise, 1 h 30 min, documentaire réalisé par Cécile Amar et Stéphane Benhamou (voir en ligne).